# 2021年南京禄口国际机场2019冠状病毒病聚集性疫情
2021年南京禄口国际机场2019冠状病毒病聚集性疫情是指自2021年7月下旬起在中华人民共和国江苏省南京市爆发的2019冠状病毒病聚集性疫情。此次疫情始于2021年7月20日在南京禄口国际机场检测的核酸阳性样品，之后通报多人被确诊或确定为无症状感染者。疫情发生后，禄口街道实行全域封控，南京全市范围启动全员核酸检测，同时对离宁旅客实行严格管制。此次疫情传染链亦扩散至湖南、广东、辽宁等多个中国大陆一级行政区，截至2021年8月9日，此轮疫情累计有922人被直接或间接传染。

## 背景和感染源
南京禄口国际机场位于江苏省南京市江宁区禄口街道，定位为长三角地区“世界级机场群重要枢纽”。2017年全年完成旅客吞吐量2580万人次，位居中国大陆机场第11名；货运吞吐量37.4万吨，位居中国大陆机场第10名。2019年9月25日，禄口机场发布客舱保洁服务管理项目招标公告，之后于12月13日由上海至诚环境服务有限公司中标。2021年7月5日下午，中共江苏省委常委、南京市委书记韩立明来到南京机场专题调研涉外疫情防控工作，东部机场集团党委书记、董事长冯军，副总经理汪超陪同检查。韩立明表示境外疫情形势依然严峻，主要风险仍是外部输入，强调要“坚决克服麻痹思想和松劲心态”，“坚持人物同防，加强信息共享和沟通协调，确保实现从国门到家门全程闭环管理”。但“人物同防”的要求并未阻断此次疫情的发生。在7月20日前，禄口机场先后发现5例确诊病例。另根据中国民航局通报，7月10日自俄罗斯莫斯科谢列梅捷沃国际机场入境南京（第一入境点，最后目的地为北京首都国际机场）的中国国际航空CA910航班发现阳性旅客7例，自8月2日起，继续暂停国航CA910航班运行2周。CA910航班曾有10次因发现境外输入病例（总计69人），被中国民航局熔断过10次。2020年该航班共被熔断3次，2021年则被熔断7次，在7月份熔断次数达3次。该航班2020年3月20日起的第一入境点改为天津滨海国际机场，7月4日起该航班将第一入境点改为天津、石家庄、沈阳、兰州、郑州、南京轮换。機場保洁员工参加了7月10日抵達的CA910入境航班的机舱清扫，工作结束以后，个别保洁人员感染，继而在保洁员工之间扩散传播。该公司的保洁员同时保障国际和国内航班的垃圾清运，机场其他工作人员又接触保洁员工或者被污染的环境而感染。疫情由此展開。第一财经报道认为，禄口机场的国际航班与国内航班由原来的分开运营变为统一混合运营，对相关人员的防控管理不到位，加上清扫服务以及客舱清洁工作进行外包，被认为是此次疫情发生的一个重要原因。另据《新京报》报道，确诊保洁员李丹（化名）称，禄口机场在保洁人员和清洁工具分配上，国际国内机舱是混合使用，保洁员们共用休息区吃饭，在消毒上较2020年1月武汉发生疫情时有所松懈。在7月13日，机场即有同事咳嗽，当时内部人员认为是病毒性感冒，到7月20日开始多名保洁员先后被确诊感染。在8月3日江苏省新冠肺炎疫情防控新闻发布会上，发言人表示此次疫情确诊患者中最早发病的日期为7月13日。
2022年3月31日，最高人民检察院发布第十六批全国检察机关依法办理涉新冠肺炎疫情典型案例，详细披露了本轮疫情的细节。通报称，2020年3月，南京某卫生实业公司与中国国际航空公司南京营业部签订《消毒处理委托协议书》，由某卫生公司承接中国国际航空公司在南京禄口国际机场的航空器消毒处理服务业务。根据疫情防控要求，某卫生公司按照中国民用航空局和海关总署发布的相关防控方案和操作技术指南，制定了该公司《检疫处理操作（新冠肺炎）方案》。在《方案》起草过程中，某卫生公司总经理缪某某、分管机场检疫处理部和质量技术部的副总经理汪某某、机场检疫处理部主持工作的副经理杨某某等人针对上述操作技术指南中“应使用含消毒剂的抹布对重点部位进行擦拭”等规定，以人力紧张、工作量较大、增加成本为由，将“抹布擦拭消毒”改为“消毒液喷洒消毒”。2020年4月，某卫生公司《方案》实施。其后的消毒作业中，某卫生公司未组织开展消毒作业培训，消毒作业中普遍存在消毒时间短、消毒剂用量不足并虚假填报消毒记录单的现象。12月，某卫生公司被中国东方航空公司投诉。接到投诉后，缪某某、汪某某、杨某某三人召集某某卫生公司机场检疫部全体人员开会，从节约成本、创造利润的角度考虑并未整改。后某卫生公司向中国东方航空公司反馈了虚假的整改意见。2021年5月11日，国务院应对新型冠状病毒肺炎疫情联防联控机制综合组公布的《新型冠状病毒肺炎防控方案（第八版）》规定，机场等重点场所应符合国家卫生健康委员会发布的《新冠肺炎疫情期间重点场所和单位卫生防护指南》的要求，规定民航重点场所、重点环节、重点人员防控按照新版《运输航空公司、运输机场疫情防控技术指南》实施。至2021年7月20日疫情暴发，某卫生公司《方案》未作更新。而在2019年12月，上海至诚环境服务有限公司与东部机场集团达成《飞机客舱保洁服务合同》协议，由至诚环境公司承接南京禄口国际机场T2航站楼国际航班以及T1、T2航站楼部分国内航班的飞机客舱保洁业务。2021年2月，中国民用航空局发布的《运输航空公司、运输机场疫情防控指南（第七版）》规定“入境保障区域工作人员应避免与旅客和其他人员同时混用公共设施，尽量固定工作及上下班路线，避免与为国内旅客提供服务的员工混流”，同时明确了“个人防护用品穿脱顺序”。至诚环境公司总经理凌某某、负责至诚环境公司南京分公司全面工作的负责人张某某、负责至诚环境公司南京分公司日常运行工作的项目经理唐某某明知上述规定，但为节省成本、追逐利润，一直将保洁人员混合使用，保洁员休息室、摆渡车等设施也一并混用，企图通过混岗混流做到国际、国内航班保洁“两不误”；同时，该公司从未组织保洁员工开展规范穿脱防护服的培训，甚至在2021年1月南京禄口国际机场发现、通报某某环境公司保洁员防护服穿脱、垃圾袋捆扎不符合防疫要求等问题时，唐某某仍未向凌某某、张某某汇报，直接出具整改反馈意见但未实际落实。此外，至诚环境公司南京分公司未落实重点岗位员工健康状况监测的要求，在2020年中期疫情趋于平稳后便不再上报，凌某某、张某某对此未进行监管。7月10日，中国国际航空CA910航班从俄罗斯莫斯科飞抵南京禄口国际机场（第一入境点），其中乘客于某出现2019冠状病毒病症状，航班入境后，由某卫生公司负责航空器消毒、至诚环境公司负责客舱保洁。根据相关操作技术指南，该航空器的消毒作业时间为10分钟，消毒剂季铵盐用量应为4200ml至5600ml之间，对通道区、盥洗区及厨房等重点区域应使用含消毒剂的抹布擦拭表面。但在实际消毒作业中，某卫生公司消毒人员按照130平方米的面积对客舱进行消毒，两名消毒人员分别在客舱内停留3分46秒和6分21秒，消毒剂季铵盐用量约2900ml，也未对重点区域使用含消毒剂的抹布进行擦拭。因消毒时间、消毒剂用量严重不足，消毒操作不规范，导致客舱内病毒未能彻底杀灭，仍残留在盥洗区等部位。某卫生公司消毒结束后，某环境公司保洁人员进入客舱进行保洁。在保洁过程中，出现保洁人员现场脱卸防护服不规范、橡胶手套未覆盖防护服袖口、作业过程中手套滑落、用手套擦拭面部及接触皮肤等不规范问题，导致保洁人员接触并感染病毒。随后，因某环境公司将国际、国内航班保洁人员混岗混流，共用摆渡车、休息室，导致病毒在该公司保洁人员之间传播。7月12日、7月13日，禄口机场开展核酸检测，至诚环境公司保洁人员漏检16人，有6人感染病毒；7月15日至7月19日，至诚环境公司5名保洁员先后出现发热、咳嗽、咽痛、乏力等症状前往医院就诊，唐某某对上述情况均不掌握，导致感染者未被第一时间发现，病毒进一步向南京禄口国际机场进而向社会传播。乘客于某经认定，系本次疫情的唯一传染源，其所携带病毒为本次江苏全省疫情的父代病毒。

## 确诊时序

### 南京市
2021年7月20日，南京市江宁区新冠肺炎疫情防控指挥部接禄口国际机场防疫专班报告，在禄口国际机场工作人员定期核酸检测样品中，有检测结果呈阳性，涉及工作人员主要是参与机场航班保障人员，包括地服、保洁等岗位人员。截至20日下午6时，已出结果中检测阳性9份。后经南京市级专家组综合分析诊断，7月20日0时至7月21日8时，南京新增确诊病例7例，其中4例为轻型，3例为普通型；新增本土无症状感染者2例。新增确诊病例和无症状感染者均为机场保洁工。7月21日8时至19时，新增确诊病例2例，均为普通型；新增本土无症状感染者6例；同日19时至24时，新增确诊病例2例。7月22日，新增12例确诊病例及6例无症状感染者。7月23日，新增12例确诊病例及6例无症状感染者。7月24日，新增确诊病例2例（均为普通型），新增无症状感染者2例。7月25日，新增确诊病例38例，其中8例为无症状感染者转为确诊病例；新增本土确诊病例中，轻型27例、普通型11例；新增无症状感染者1例。有2例确诊病例由普通型转重型。7月26日，新增确诊病例31例（其中7例为无症状感染者转为确诊病例），无新增无症状感染者；新增本土确诊病例中，轻型28例、普通型3例。有3例确诊病例由轻型转为普通型。7月27日，新增确诊病例47例（其中5例为无症状感染者转为确诊病例），新增无症状感染者1例；新增本土确诊病例中，轻型23例、普通型24例。有8例确诊病例由轻型转为普通型，1例由轻型转为重型，1例由普通型转为重型。7月28日，新增确诊病例18例，无新增无症状感染者；新增本土确诊病例中，轻型10例、普通型8例。有3例确诊病例由普通型转为重型，13例由轻型转为普通型。7月29日，新增确诊病例13例（其中含1例无症状感染者转确诊），其中轻型10例、普通型3例。有1例确诊病例由普通型转为重型，6例由轻型转为普通型。7月30日，新增确诊病例6例，其中轻型5例、普通型1例。7月31日，新增确诊病例14例（其中含1例无症状感染者转确诊），其中轻型12例、普通型2例。8月1日，新增确诊病例11例，其中轻型6例、普通型5例。8月2日，新增确诊病例5例，其中轻型3例、普通型2例。8月3日，新增确诊病例3例，其中轻型1例、普通型2例。8月4日，新增确诊病例4例，其中轻型3例、普通型1例。8月5日，新增确诊病例1例，普通型。8月6日，新增确诊病例1例，普通型。8月7日，新增确诊病例2例，均为普通型。8月9日，新增确诊病例2例，均为普通型。8月11日，新增确诊病例1例，系进驻定点救治医院南京市公共卫生医疗中心的省市联合医疗队男护士，8月12日，新增确诊病例1例，轻型。
东南大学附属中大医院重症医学科主任杨毅于7月22日接受媒体访问时表示，此次疫情爆发初期出现的病例以轻型和普通型为主，绝大部分都接种过疫苗，只有一例因未满18岁没有接种。
9月13日下午，南京最后2例确诊患者转入康复医院接受隔离观察，至此南京本轮疫情在院治疗的本土确诊病例清零。

### 其他城市
南京市外也出现与此次聚集性疫情有关的感染个案。7月22日凌晨4时，广东省中山市在对中高风险地区返粤人员排查核酸检测中，发现1例核酸初筛阳性人员。该人员曾有南京及无锡停留史。7月24日，该病例转为确诊病例。同日，辽宁省通报新增1例本土无症状感染者，该患者是南京某化工企业业务主管，7月19日与同事一行7人抵达沈阳，当天入住万丽酒店，7月25日转确诊。安徽省和县亦通报新增无症状感染者，系南京市确诊病例顾某某（禄口机场清洁工）的丈夫。宿迁市当日亦报告了曾在南京停留的无症状感染个案，7月25日转确诊；另外四川省绵阳市新增1例自南京输入的本土病例。7月24日，沈阳市通报，在对7月6日以来从南京来返沈人员排查中发现1例南京输入确诊病例，同时在其密切接触者中检出2例关联无症状感染者，三名感染者为一家三口。同日，安徽省芜湖市发现1例禄口机场疫情关联无症状感染者。7月25日，珠海市新增1例无症状感染者，为南京返粤人员。7月26日，大连市新增3例本土无症状感染者，为大连市报告在排查南京来返辽人员中发现南京禄口机场关联无症状感染者。7月27日0时至20时，沈阳市、大连市分别报告1例确诊病例，沈阳市报告1例为南京输入病例关联无症状感染者转归；大连市报告1例为从外地返连人员，由大连市一医疗机构发热门诊主动排查发现，与途经南京禄口机场无症状感染者同看演出。宿迁市新增1例确诊病例，与此前通报确诊病例系母女关系。7月28日，扬州市邗江区新冠肺炎疫情防控工作指挥部通报，7月27日晚，一名南京来扬人员在扬州友好医院就诊时核酸检测结果呈阳性。29日，扬州市通报新增2例南京输入病例，均于第一时间收治在扬州市第三人民医院仓颉山病区隔离治疗，此后新报告4例确诊病例。7月30日，扬州市新增10例确诊病例，均为与南京输入确诊病例及关联病例有过密切接触，另外宿迁市宿豫区新增1例确诊病例，系扬州报告确诊病例的关联病例。扬州新增的确诊病例中，有15人曾到棋牌室打牌。7月31日，烟台市新增确诊1例关联南京禄口机场病例，曾到桂林旅游，翌日一密切接触者被确诊。扬州市当日新增12例确诊病例。8月1日，扬州市新增26例确诊病例。8月2日，扬州市新增40例确诊病例。8月3日，山东省烟台市经济技术开发区新增2例病例，均为烟台华怡美容院职工。7月30日晚，当地在对扬州等地来烟返烟人员摸排检测中发现，该美容院曾于7月12日至14日、7月19日至21日分两批组织本院职工及家属到扬州旅游。目前，该美容院其他人员核酸检测阴性。同日中午又有4人被确诊。扬州市新增32例新冠肺炎确诊病例。8月4日，烟台市莱山区2名密切接触者分别被确诊为普通型病例、轻型病例，后再新增1例确诊、2例无症状感染者。扬州市新增36例新冠肺炎确诊病例。8月5日下午，重庆召开新冠肺炎疫情防控工作新闻通气会。发布会上，重庆市疾控中心副主任张华东通报，江津区新增确诊病例传播源头的调查结果，根据流调发现，两例确诊病例的传播源头与澳门确诊病例有关联。7月23日，江津区2例确诊病例曾前往秦始皇兵马俑博物馆参观，与同在该馆游览的澳门确诊病例区某某发生交集。区某某7月19日从珠海飞西安旅游，其所乘前序航班（南京飞珠海）已确诊2名广东病例，区某某存在航班上感染风险，区某某感染后传给其父母。当日，扬州市新增58例新冠肺炎确诊病例，淮安市新增2例，为无症状感染者转为确诊病例。8月6日，扬州市新增52例新冠肺炎确诊病例。8月7日，扬州市新增36例新冠肺炎确诊病例。
另外，7月25日，四川省新增1例境内输入无症状感染者。该感染者为7月24日自上海乘机抵达泸州，7月25日诊断为无症状感染者。四川省疾控中心对该无症状感染者陈某的咽试子标本的基因测序结果显示，泸州市无症状感染者感染毒株为Delta变异毒株，与南京禄口机场疫情的病毒基因高度同源。7月28日，宜宾市新增1例省外输入确诊病例，为已实施集中隔离的泸州市无症状感染者的密切接触者。7月30日，泸州市江阳区在已隔离人员中，新增1例本土确诊病例。

#### 湖南间接感染事件
此次疫情亦间接导致在湖南省境内（以张家界市为主）旅游的人员感染。7月27日24时，成都市新增报告新冠肺炎本土确诊病例3例。三人曾前往湖南省张家界市等地旅游，7月25日自常德乘机返回成都。7月28日，湖南省常德市新增1例无症状感染者。7月27日21时，湖南省常德市武陵区疾控中心接到居民张某报告，称其家人曾与成都确诊病例有接触史。当晚，当地疾控部门对相关人员进行核酸检测，张某的妻子周某核酸检测结果为阳性，经专家组诊断，判定为无症状感染者，已闭环转至定点医院隔离治疗。同日，成都市卫健委副主任何晓通报，7月27日21时至28日18时，成都新增5例本土确诊病例，1例无症状感染者，确诊病例均有湖南活动史。北京市也于28日新增京外关联本地确诊病例。该病例曾于7月20日前往湖南张家界等地旅游，翌日其妻子已被确诊。7月29日，长沙市通报新增1例核酸阳性检测者，同日张家界市报告新增1例本土确诊病例。株洲市云龙示范区新增报告2例阳性检测者，初步判断为四川省确诊病例的关联者，截至30日10时累计发现6例无症状感染者。此外，淮安市洪泽区报告4名核酸检测阳性人员，同日有1例确诊，30日再新增确诊病例1例，31日再新增8例。7月30日，湘潭市、湘西州各新增1例确诊病例，益阳市新增报告1例核酸检测呈阳性者。同日，银川市对成都市确诊病例密切接触者张某某进行追踪排查，核酸检测阳性，立即转入宁夏回族自治区第四人民医院隔离诊疗，经自治区诊疗专家组诊断为新冠肺炎确诊病例，临床分型为普通型。湖北省黄冈市红安县在对江苏省淮安市确诊病例同车次密接人员排查过程中，发现一名核酸检测阳性人员。长沙市天心区新增报告1例新冠病毒核酸阳性检测者，初步研判为北京市确诊病例的关联者。7月31日，张家界新增3例本土确诊病例，为全员检测中发现，湘西州古丈县新增报告1例确诊病例。当天，湖南省报告新增确诊病例4例(长沙市1例、张家界市2例、湘西自治州1例)；新增无症状感染者4例（株洲市1例、湘潭市1例、常德市1例、张家界市1例）。8月1日，海口市新增1例确诊病例，与此前江苏淮安通报的某企业多名新冠肺炎阳性感染者在荆州站的时间和地点高度重合。北京市新增2例京外关联本地新冠肺炎确诊病例和1例无症状感染者，均为湖南省张家界返京人员，来自同一家庭。益阳市新增1例新冠肺炎确诊病例、3例无症状感染者，初步判断均为北京确诊病例刘某果的密切接触者。当天，湖南省报告确诊病例7例(株洲市3例、张家界市3例、益阳市1例)；新增无症状感染者11例(长沙市1例、株洲市6例、张家界市1例、益阳市3例)，当日转确诊病例3例（株洲市）。淮安市新增3例确诊病例，均曾到张家界旅游。湖北省荆州市新增2例本土确诊病例，与江苏淮安某旅游团确诊病例相关联。8月1日晚，武汉市经开区对江苏淮安某旅游团途经的重点区域驻留人员进行了排查，发现沌口街道一工地外来务工人员唐某，曾于7月27日在荆州高铁站候车时，与淮安某旅游团的活动轨迹存在交集。该区立即对其进行核酸检测，8月2日上午，唐某检测结果显示为阳性。当日，武汉新增7例核酸检测阳性人员活动轨迹全部查清，均为省外关联病例，其中3例为确诊病例，4例为无症状感染者。另外，北京新增1例京外关联本地新冠肺炎确诊病例，为7月29日公布确诊病例的密切接触者。8月2日，湖南省报告新增确诊病例6例(株洲市2例、湘潭市1例、张家界市3例),其中株洲市2例为无症状感染者转确诊；新增无症状感染者2例（株洲市1例、张家界市1例），当日转确诊病例2例(株洲市)。8月3日，湖南省报告新增新型冠状病毒肺炎确诊病例15例（株洲市12例，张家界市3例），其中株洲市11例为无症状感染者转确诊；新增新型冠状病毒肺炎无症状感染者3例(湘潭市1例、益阳市2例)，当日转确诊病例11例（株洲市）。同日，武汉新增9例确诊病例、4例无症状感染者。8月4日0时至12时，北京市新增3例京外疫情关联本地新冠肺炎确诊病例，均为8月1日公布房山区确诊病例的密切接触者，其中2例为确诊病例亲属，有湖南省张家界市旅行史，1例为确诊病例同航班密切接触者。湖南省报告新增新型冠状病毒肺炎确诊病例9例（株洲市1例，张家界市8例）；新增新型冠状病毒肺炎无症状感染者7例（株洲市6例、益阳市1例）。湖北省荆门市新增1例确诊病例。8月5日0时至16时，荆门高新区•掇刀区新增2例新冠肺炎确诊病例，武汉市报告3例确诊病例，12例无症状感染者。内蒙古呼伦贝尔市海拉尔区新增本土确诊病例1例，与南京关联病例住同一楼层。湖南省报告新增新型冠状病毒肺炎确诊病例9例（株洲市3例,张家界市6例） ，其中株洲市3例为无症状感染者转确诊；新增新型冠状病毒肺炎无症状感染者1例（株洲市）,当日转确诊病例3例（株洲市）。8月5日16时至22时，荆门新增1例新冠肺炎确诊病例，为首例确诊病例张某的密切接触者。8月6日，湖南省报告新增新型冠状病毒肺炎确诊病例9例（株洲市3例，张家界市6例） ，其中株洲市3例为无症状感染者转确诊；新增新型冠状病毒肺炎无症状感染者1例（株洲市），当日转确诊病例3例（株洲市）。湖北省新增新冠肺炎本土确诊病例9例（其中武汉市6例，荆门市3例）。8月7日，湖北省新增新冠肺炎确诊病例6例（均为武汉市本土确诊病例，均已转至定点医疗机构救治），湖南省报告新增新型冠状病毒肺炎确诊病例6例（株洲市5例，张家界市1例) ，其中株洲市有2例为无症状感染者转确诊。8月8日，湖北省新增新冠肺炎确诊病例3例（均为本土确诊病例，武汉市2例，荆门市1例，均已转至定点医疗机构救治），湖南省报告新增新型冠状病毒肺炎确诊病例12例(张家界市10例，益阳市2例) ，其中益阳市2例为无症状感染者转确诊。8月9日，河南省驻马店市新增无症状感染者1例，自武汉返回。湖南省报告新增新型冠状病毒肺炎确诊病例6例(张家界市)。湖北省新增新冠肺炎确诊病例15例（均为本土确诊病例，荆门市10例，武汉市4例，黄冈市1例，均已转至定点医疗机构救治）；新增无症状感染者18例（均为本土无症状感染者，荆门市12例，武汉市3例，黄冈市3例）。8月10日，湖北省新增新冠肺炎确诊病例14例（均为本土确诊病例，荆门市7例，武汉市3例，黄冈市3例，鄂州市1例，均已转至定点医疗机构救治）；新增本土无症状感染者5例（荆门市），转确诊8例（均为本土无症状感染者转为确诊病例，荆门市4例，黄冈市3例，鄂州市1例）；湖南省报告新增新型冠状病毒肺炎确诊病例5例(张家界市)。北京市新增1例京外关联本地新冠肺炎无症状感染者转确诊病例。8月11日，湖北省新增确诊病例10例（荆门市6例，武汉市4例）；新增无症状感染者10例（武汉市8例，荆门市2例）；湖南省报告新增新型冠状病毒肺炎确诊病例7例(张家界市)。8月12日，湖北省新增确诊病例3例（均为荆门市本土确诊病例），无症状感染者转确诊1例（为荆门市本土无症状感染者）；新增无症状感染者3例（均为本土无症状感染者，荆门市2例，黄冈市1例）；湖南省报告新增新型冠状病毒肺炎确诊病例2例(张家界市)。8月13日，湖北省新增新冠肺炎确诊病例3例（均为荆门市本土确诊病例，均已转至定点医疗机构救治），无症状感染者转确诊1例（为荆门市本土无症状感染者，已转至定点医疗机构救治）；湖南省报告新增新型冠状病毒肺炎确诊病例3例(张家界市)。

### 各关联感染者情况简表
| #   | 性别 | 年齡  | 報告日期 | 其他資料 | 报告地         |
| --- | ---- | ----- | -------- | --- | -------------- |
| 1   | 女   | 40    | 7月20日  | 住江宁区铜山新农村，在禄口机场从事保洁工作。 | 南京市         |
| 2   | 女   | 45    | 7月20日  | 住江宁区禄口街道成功村韩庄，在禄口机场从事保洁工作。 | 南京市         |
| 3   | 女   | 51    | 7月20日  | 住江宁区禄口街道横峰街，在禄口机场从事保洁工作。 | 南京市         |
| 4   | 女   | 51    | 7月20日  | 住江宁区禄口街道石埝社区，在禄口机场从事保洁工作。 | 南京市         |
| 5   | 女   | 48    | 7月20日  | 住江宁区禄口街道铜岭新村，在禄口机场从事保洁工作。 | 南京市         |
| 6   | 女   | 48    | 7月20日  | 住溧水区石湫街道九塘村，在禄口机场从事保洁工作。 | 南京市         |
| 7   | 女   | 38    | 7月20日  | 住江宁区禄口街道铜岭新村，在禄口机场从事保洁工作。 | 南京市         |
| 8   | 女   | 48    | 7月20日  | 住江宁区禄口街道石埝社区，在禄口机场从事保洁工作。 | 南京市         |
| 9   | 女   | 44    | 7月20日  | 住江宁区禄口街道铜山社区，在禄口机场从事客舱保洁工作。 | 南京市         |
| 10  | 女   | 34    | 7月21日  | 住江宁区禄口街道欢墩山，在禄口机场从事客机机舱打扫工作。 | 南京市         |
| 11  | 女   | 46    | 7月21日  | 住江宁区禄口街道铜山社区曹村，在禄口机场从事客舱保洁工作。 | 南京市         |
| 12  | 女   | 26    | 7月21日  | 住江宁区禄口街道禄口大街，在禄口机场从事客舱保洁工作。案54的女儿。 | 南京市         |
| 13  | 女   | 43    | 7月21日  | 住江宁区禄口街道铜山社区，在禄口机场从事保洁工作。 | 南京市         |
| 14  | 女   | 49    | 7月21日  | 住江宁区禄口街道铜山小菜场，在禄口机场从事保洁工作。 | 南京市         |
| 15  | 男   | 37    | 7月21日  | 住江宁区禄口街道铜山社区，在南京禄口机场装卸科从事地面服务工作。 | 南京市         |
| 16  | 男   | 44    | 7月21日  | 住江宁区禄口街道茅亭小区，在禄口机场从事地服工作。 | 南京市         |
| 17  | 男   | 43    | 7月21日  | 住江宁区禄口街道百利华府，在禄口机场从事地服工作。 | 南京市         |
| 18  | 女   | 38    | 7月21日  | 住江宁区禄口街道机场社区一小区，在禄口机场担任保洁人员司机，案18的母亲，案47的妻子。 | 南京市         |
| 19  | 男   | 14    | 7月21日  | 住江宁区禄口街道机场社区一小区，案18和47的儿子，学生。 | 南京市         |
| 20  | 女   | 45    | 7月22日  | 住江宁区禄口街道桑园村排驾口自然村，在禄口机场从事保洁工作。 | 南京市         |
| 21  | 女   | 41    | 7月22日  | 住江宁区禄口街道陈巷村前陈巷自然村，在禄口机场从事保洁工作。 | 南京市         |
| 22  | 女   | 41    | 7月22日  | 住江宁区禄口街道彭福村彭福自然村，在禄口机场从事客舱保洁工作。 | 南京市         |
| 23  | 女   | 40    | 7月22日  | 住江宁区禄口街道钟村社区永欣新寓春兰苑，在禄口机场从事客舱保洁工作。 | 南京市         |
| 24  | 女   | 43    | 7月22日  | 住江宁区禄口街道秦村村永欣新寓紫荆苑，在禄口机场从事客舱保洁工作。 | 南京市         |
| 25  | 女   | 44    | 7月22日  | 住江宁区禄口街道石埝村下浣溪自然村，在禄口机场从事客舱保洁工作。 | 南京市         |
| 26  | 女   | 45    | 7月22日  | 住江宁区禄口街道石埝村焦村自然村，在禄口机场从事客舱保洁工作。 | 南京市         |
| 27  | 女   | 45    | 7月22日  | 住江宁区禄口街道石埝村下浣溪自然村，为南航金城学院宿管人员。 | 南京市         |
| 28  | 女   | 34    | 7月22日  | 住江宁区禄口街道白云路社区金禄新村，在禄口机场从事保洁工作。 | 南京市         |
| 29  | 女   | 45    | 7月22日  | 住江宁区禄口街道桑园村驻驾山自然村，在禄口机场从事客舱保洁工作。案53的女儿。 | 南京市         |
| 30  | 女   | 44    | 7月22日  | 住江宁区茅亭社区百利华府小区三期，在禄口机场从事客舱保洁工作。 | 南京市         |
| 31  | 女   | 19    | 7月22日  | 住江宁区龙湖文馨苑，案14的侄女，学生，暑假兼职博之文培训中心（铜山镇铜岭路10号）培训老师。 | 南京市         |
| 32  | 女   | 53    | 7月22日  | 住江宁区禄口街道石埝村石埝自然村，在禄口机场从事客舱保洁工作。 | 南京市         |
| 33  | 女   | 42    | 7月22日  | 住江宁区禄口街道谢村社区张业自然村，在禄口机场从事客舱保洁工作。 | 南京市         |
| 34  | 女   | 55    | 7月22日  | 住江宁区湖熟街道周岗社区张巷自然村，在禄口机场从事客舱保洁工作。 | 南京市         |
| 35  | 女   | 39    | 7月22日  | 住溧水区石湫街道碧桂园，在禄口机场从事保洁工作。 | 南京市         |
| 36  | 女   | 39    | 7月22日  | 住江宁区禄口街道石埝村下浣溪自然村，在禄口机场从事客舱保洁工作。 | 南京市         |
| 37  | 女   | 46    | 7月22日  | 住江宁区禄口街道埂方村卷蓬自然村，在禄口机场从事客舱保洁工作。 | 南京市         |
| 38  | 女   | 23    | 7月22日  | 广东省中山市火炬开发区广东美味鲜调味食品有限公司员工，住公司单人宿舍。7月16日至19日中午曾在江苏省南京市、无锡市活动。19日下午从南京禄口机场出发，乘CZ5846航班返回珠海金湾机场，随后转乘机场快线抵达珠海站乘动车D942回到中山站，转乘公交K08和001，约于当日20时返回宿舍。7月20日至21日在公司上班，21日下班后根据通知坐网约车前往开发区医院做检测核酸，采样完成后立即乘坐网约车返回宿舍。7月22日凌晨闭环转运至定点治疗医院。 | 中山市         |
| 39  | 男   | 56    | 7月22日  | 南京扬子石化-巴斯夫有限责任公司业务主管，7月19日与同事一行7人从厦门高崎机场乘坐MF8069次航班（经停南京禄口机场）于7月15日0时抵达沈阳桃仙机场。抵达沈阳，当天入住万丽酒店。7月20日12时前往集贤老许家狗肉馆就餐，17时30分前往中街刘老根大舞台观看演出，22时30分在万丽酒店啤酒花园用餐。7月21日，10时到达沈阳故宫、11时到达大帅府、12时到达金融博物馆参观游览，12时30分在中街老边饺子馆用餐，18时在沈阳宝味居奉天大饭店就餐。7月22日在沈阳市对南京来沈人员主动筛查中确认为无症状感染者，转入定点医院进行隔离治疗。 | 沈阳市         |
| 40  | 男   | 52    | 7月22日  | 南京市确诊病例顾某某（禄口机场清洁工）的丈夫，常住南京市。6月30日起自驾往返于南京市与和县之间，从事临时装潢工作。 | 马鞍山市       |
| 41  | 女   | 34    | 7月22日  | 住泗阳县中华商城，在泗阳县人民中路某服装店工作，7月17日从南京禄口机场返宿。案174的母亲。 | 宿迁市         |
| 42  | 男   | 49    | 7月23日  | 住溧水区石湫街道九塘行政村毛家圩村，泥瓦工，案6的丈夫。 | 南京市         |
| 43  | 男   | 43    | 7月23日  | 住江宁区禄口街道铜山社区铜岭新村，在某航空物流公司工作。案7的丈夫。 | 南京市         |
| 44  | 女   | 51    | 7月23日  | 住江宁区禄口街道曹村村张家自然村，在禄口机场从事保洁工作。 | 南京市         |
| 45  | 女   | 75    | 7月23日  | 住江宁区禄口街道白云路社区毛村自然村，务农。 | 南京市         |
| 46  | 女   | 31    | 7月23日  | 住江宁区禄口街道陆纲社区翠屏城小区，从事销售工作。案48的儿媳妇。 | 南京市         |
| 47  | 男   | 40    | 7月23日  | 住江宁区禄口街道机场社区一小区，在机场社区工作。为案18的丈夫，案19的父亲。 | 南京市         |
| 48  | 女   | 60    | 7月23日  | 住江宁区禄口街道陆纲社区翠屏城小区，无业。其儿媳为案46。 | 南京市         |
| 49  | 女   | 50    | 7月23日  | 住湖熟街道周岗社区庄上自然村，公司员工。 | 南京市         |
| 50  | 男   | 47    | 7月23日  | 住江宁区禄口街道永兴社区外槽坊自然村，禄口机场司机。案19的姐夫。 | 南京市         |
| 51  | 男   | 21    | 7月23日  | 住江宁区禄口街道石埝村焦村自然村，待业在家。为案26、案52的侄子。 | 南京市         |
| 52  | 男   | 46    | 7月23日  | 住江宁区禄口街道石埝村焦村自然村，从事出租车驾驶。为案26的丈夫，案51的叔叔。 | 南京市         |
| 53  | 女   | 67    | 7月23日  | 住江宁区禄口街道桑园村驻驾山自然村，农民。案29的母亲。 | 南京市         |
| 54  | 男   | 68    | 7月23日  | 住江宁区禄口街道永兴社区外槽坊自然村，无业，案12的父亲。 | 南京市         |
| 55  | 女   | 46    | 7月23日  | 住江宁区禄口街道白云路社区毛村自然村，在禄口机场从事保洁工作。 | 南京市         |
| 56  | 女   | 41    | 7月23日  | 住江宁区禄口街道石埝村农机站小区，在禄口机场从事保洁工作。 | 南京市         |
| 57  | 男   | 42    | 7月23日  | 住江宁区禄口街道曹村村欢墩山自然村，在禄口机场从事公安辅警工作。 | 南京市         |
| 58  | 女   | 26    | 7月23日  | 绵阳市涪城区吴家镇惠科路某公司财务人员。该病例7月17日自南京乘机，7月18日抵达绵阳，7月23日确诊。 | 绵阳市         |
| 59  | 女   | 24    | 7月24日  | 无业，案60、61的女儿，住大东区珠林路荣乐社区。7月14日乘坐厦门到沈阳的MF8069次航班返沈，经停南京禄口机场，期间就餐一次。沈阳市在对从南京来返沈人员排查中，发现其曾在17日出现低烧伴咽痛等不适症状，遂立即通知120急救车将其转运至沈阳市第四人民医院北院区实施隔离观察，并采集其生物标本送市疾控中心进行核酸检测，回报其结果为阳性。经省级医疗专家组会诊，诊断为确诊病例（普通型）。 | 沈阳市         |
| 60  | 男   | 47    | 7月24日  | 案59的父亲，作为其女儿的密切接触者，一同由120急救车转运至沈阳市第四人民医院北院区实施隔离观察，同时采集2人生物标本送市疾控中心进行核酸检测，回报其结果均为阳性。沈阳市卫生健康委立即启动转运程序，将2人转入沈阳市第六人民医院进行进一步的诊断治疗。经市级医疗专家组会诊，2人被诊断为无症状感染者。 | 沈阳市         |
| 61  | 女   | 48    | 7月24日  | 案59的母亲，作为其女儿的密切接触者，一同由120急救车转运至沈阳市第四人民医院北院区实施隔离观察，同时采集2人生物标本送市疾控中心进行核酸检测，回报其结果均为阳性。沈阳市卫生健康委立即启动转运程序，将2人转入沈阳市第六人民医院进行进一步的诊断治疗。经市级医疗专家组会诊，2人被诊断为无症状感染者。 | 沈阳市         |
| 62  | 男   | 53    | 7月24日  | 住江宁区禄口街道茅亭社区信陵路，在禄口机场从事保洁工作。 | 南京市         |
| 63  | 男   | 27    | 7月24日  | 住建邺区南苑街道思园，航空公司地勤。 | 南京市         |
| 64  | 女   | 46    | 7月24日  | 住高淳区桠溪街道定埠，个体经营户。案26、案52的亲戚。 | 南京市         |
| 65  | 女   | 37    | 7月24日  | 住溧水区永阳街道珍珠北路，偶尔住万科香樟苑，无业。 | 南京市         |
| 66  |      |       | 7月24日  | 7月17日至24日期间有3次外出就餐。 | 芜湖市         |
| 67  | 女   | 47    | 7月25日  | 住江宁区禄口街道秦村村永欣新寓紫荆苑，在禄口机场从事保洁工作。 | 南京市         |
| 68  | 男   | 52    | 7月25日  | 住溧水区柘塘街道乌山湖滨新寓，禄口机场水电工。 | 南京市         |
| 69  | 女   | 41    | 7月25日  | 住江宁区禄口街道小彭村坂田埂自然村，在禄口机场从事保洁工作。 | 南京市         |
| 70  | 女   | 48    | 7月25日  | 住江宁区禄口街道谢村社区谢村街小苏门业，在禄口机场从事保洁工作。 | 南京市         |
| 71  | 女   | 60    | 7月25日  | 住江宁区禄口街道永兴社区外槽坊自然村，无业。 | 南京市         |
| 72  | 女   | 18    | 7月25日  | 住江宁区禄口街道铜山社区铜岭新村，学生。 | 南京市         |
| 73  | 女   | 48    | 7月25日  | 住江宁区禄口街道机场社区机场一小区，在禄口机场从事保洁工作。 | 南京市         |
| 74  | 女   | 72    | 7月25日  | 住江宁区禄口街道石埝村郑家自然村，务农。 | 南京市         |
| 75  |      | 30    | 7月25日  | 住秦淮区标营4号27幢，机场地勤服务。 | 南京市         |
| 76  | 女   | 60    | 7月25日  | 住江宁区禄口街道谢村社区张业自然村，在高校从事保洁工作。 | 南京市         |
| 77  | 女   | 52    | 7月25日  | 住江宁区禄口街道铜山社区许桃自然村，在禄口机场从事保洁工作。 | 南京市         |
| 78  | 女   | 67    | 7月25日  | 住江宁区禄口街道白云路社区金禄路，从事环卫工作。 | 南京市         |
| 79  | 男   | 33    | 7月25日  | 住玄武区孝陵卫街道胜利村100号，禄口机场职工。 | 南京市         |
| 80  | 女   | 56    | 7月25日  | 住江宁区禄口街道谢村社区桃园村，已退休。 | 南京市         |
| 81  | 女   | 53    | 7月25日  | 住江宁区禄口街道谢村社区世纪园小区，从事高校宿管工作。 | 南京市         |
| 82  | 女   | 47    | 7月25日  | 住江宁区禄口街道铜山社区南农小区，在禄口机场从事保洁工作。 | 南京市         |
| 83  | 女   | 41    | 7月25日  | 住江宁区禄口街道石埝村小埂头自然村，从事高校宿管工作。 | 南京市         |
| 84  | 男   | 40    | 7月25日  | 住江宁区禄口街道钟村社区永欣新寓春兰苑，货车司机。 | 南京市         |
| 85  | 男   | 65    | 7月25日  | 住江宁区禄口街道永兴社区臧家自然村，无业。 | 南京市         |
| 86  | 女   | 41    | 7月25日  | 住江宁区禄口街道永兴社区永欣新寓海棠苑，在禄口机场从事保洁工作。 | 南京市         |
| 87  | 女   | 63    | 7月25日  | 住江宁区禄口街道永兴社区永欣新寓海棠苑，无业。 | 南京市         |
| 88  | 女   | 43    | 7月25日  | 住江宁区铜山街道横峰街20号，在禄口机场从事保洁工作。 | 南京市         |
| 89  | 男   | 44    | 7月25日  | 住江宁区禄口街道小彭村坂田埂自然村，在禄口机场从事地面装卸工作。 | 南京市         |
| 90  | 女   | 44    | 7月25日  | 住江宁区禄口街道石埝村下浣溪自然村，从事高校宿管工作。 | 南京市         |
| 91  | 男   | 44    | 7月25日  | 住江宁区禄口街道谢村社区张业自然村，禄口机场地勤服务驾驶员。 | 南京市         |
| 92  | 男   | 38    | 7月25日  | 住江宁区禄口街道谢村社区谢村街邮局旁，无业。 | 南京市         |
| 93  | 男   | 24    | 7月25日  | 住溧水区宏力花苑。有机场活动史。 | 南京市         |
| 94  | 女   | 59    | 7月25日  | 住栖霞区迈皋桥街道和燕花苑，无业。 | 南京市         |
| 95  | 男   | 9     | 7月25日  | 住江宁区禄口街道陆纲社区翠屏城小区，学生。有确诊病例密切接触史。 | 南京市         |
| 96  | 男   | 3     | 7月25日  | 住江宁区禄口街道陆纲社区翠屏城小区，学龄前儿童。有确诊病例密切接触史。 | 南京市         |
| 97  | 男   | 27    | 7月25日  | 住江宁区禄口街道秦村村永欣新寓海棠苑，从事快递服务工作。 | 南京市         |
| 98  | 男   | 29    | 7月25日  | 7月19日在南京禄口机场乘坐CZ5846航班（和案38同一航班），于16时抵达珠海金湾机场，后乘坐16:40的机场快线大巴到达君悦来酒店入住。7月20日步行前往至光大国际贸易中心参加公司会议，当晚与同事在贵州歪菜馆聚餐，7月21日上午继续在光大国际贸易中心参加公司会议。因其经南京禄口机场返回，作为重点人群排查，于7月21日晚送至集中隔离酒店，接受医学观察。7月25日核酸检测为阳性，即由负压救护车闭环转至中大五院接受隔离诊治，经专家会诊，诊断为新冠病毒无症状感染者。 | 珠海市         |
| 99  | 女   | 40    | 7月26日  | 公司出纳，2021年7月17日由大连乘坐航班MF8058途经南京禄口国际机场中转乘坐航班HO1753到张家界，期间在南京禄口机场停留时间约2小时；7月24日深夜由铜仁凤凰机场乘坐航班9H6018抵达西安咸阳机场；7月25日在咸阳机场转乘航班GS7655返回大连。按照市疾控中心疫情防控紧急提醒要求，点对点至家中，主动向社区报备，即纳入到大连市严格隔离管控。7月26日被确认为无症状感染者。 | 大连市         |
| 100 | 女   | 12    | 7月26日  | 学生，案99的女儿（行程轨迹与案99相同）。 | 大连市         |
| 101 | 女   | 12    | 7月26日  | 学生（行程轨迹与案99相同）。 | 大连市         |
| 102 | 女   | 53    | 7月26日  | 住江宁区湖熟街道尚桥社区焦东自然村，无业。 | 南京市         |
| 103 | 女   | 50    | 7月26日  | 住江宁区禄口街道谢村社区谢村街铜山中心小学旁，无业。 | 南京市         |
| 104 | 男   | 52    | 7月26日  | 住江宁区禄口街道群力社区金德路63号，从事医疗推拿。 | 南京市         |
| 105 | 男   | 55    | 7月26日  | 住江宁区禄口街道石埝村王家边自然村，禄口机场地勤人员。 | 南京市         |
| 106 | 男   | 40    | 7月26日  | 住江宁区禄口街道曹村村山阴自然村，在禄口机场从事保洁工作。 | 南京市         |
| 107 | 女   | 51    | 7月26日  | 住江宁区禄口街道秦村村永欣新寓紫荆苑，在禄口机场从事保洁工作。 | 南京市         |
| 108 | 女   | 45    | 7月26日  | 住江宁区禄口街道马铺村刘家自然村，在禄口机场从事保洁工作。 | 南京市         |
| 109 | 女   | 63    | 7月26日  | 住江宁区禄口街道永兴社区外槽坊自然村，退休。 | 南京市         |
| 110 | 女   | 48    | 7月26日  | 住江宁区禄口街道小彭村徐家宕自然村，在禄口机场从事保洁工作。 | 南京市         |
| 111 | 女   | 42    | 7月26日  | 住江宁区禄口街道秦村村永欣新寓紫荆苑，在禄口机场从事保洁工作。 | 南京市         |
| 112 | 女   | 45    | 7月26日  | 住江宁区禄口街道曹村村街东自然村，在禄口机场从事保洁工作。 | 南京市         |
| 113 | 女   | 44    | 7月26日  | 住江宁区禄口街道谢村社区世纪新苑小区，在禄口机场从事保洁工作。 | 南京市         |
| 114 | 女   | 47    | 7月26日  | 住江宁区禄口街道小彭村东岗头自然村，在禄口机场从事保洁工作。 | 南京市         |
| 115 | 男   | 37    | 7月26日  | 住鼓楼区挹江门街道大桥南路10号，出租车司机。 | 南京市         |
| 116 | 女   | 49    | 7月26日  | 住江宁区禄口街道机场社区一小区，在禄口机场从事保洁工作。 | 南京市         |
| 117 | 男   | 46    | 7月26日  | 住江宁区禄口街道埂方村卷蓬自然村，在禄口机场从事保洁工作。 | 南京市         |
| 118 | 女   | 49    | 7月26日  | 住江宁区禄口街道铜山社区铜岭新村，在禄口机场从事保洁工作。 | 南京市         |
| 119 | 女   | 48    | 7月26日  | 住江宁区横溪街道许呈社区小呈自然村，在禄口机场从事保洁工作。 | 南京市         |
| 120 | 女   | 42    | 7月26日  | 住江宁区禄口街道陈巷村前陈巷自然村，在禄口机场从事保洁工作。 | 南京市         |
| 121 | 男   | 48    | 7月26日  | 住高淳区桠溪街道定埠，从事个体建材经营。 | 南京市         |
| 122 | 男   | 30    | 7月26日  | 住江宁区禄口街道石埝村张塘角自然村，禄口机场某餐饮店经理。 | 南京市         |
| 123 | 男   | 23    | 7月26日  | 住江宁区东山街道骆村社区天琪福苑，职业为摄影师，工作地点在建邺区庐山路奥美大厦。 | 南京市         |
| 124 | 男   | 54    | 7月26日  | 住江宁区秣陵街道青源社区翠屏湾花园城，个体工商户。 | 南京市         |
| 125 | 女   | 17    | 7月26日  | 住江宁区禄口街道秦村村永欣新寓海棠苑，学生。 | 南京市         |
| 126 | 男   | 32    | 7月26日  | 住江阳区华阳街。7月18日至24日在上海参加培训。7月24日乘厦门航空MF8857航班从上海返回泸州。 | 泸州市         |
| 127 | 女   | 32    | 7月27日  | 大连市某公司职员，住甘井子区泉水街道A4区27号楼。7月17日与丈夫、儿子一行3人乘坐航班飞至郑州；7月19日晚乘火车前往长沙；7月20日早上从长沙乘火车前往张家界。患者与7月26日大连主动排查的南京关联病例无症状感染者曾于7月22日在张家界共同观看同一场次（约18时至19时30分）大型演出。观看演出席位均为A座席居中位置，前后邻排（8、9排）。7月25日由张家界荷花机场乘坐CZ3382航班，8时50分许到达广州白云机场，在机场候机厅停留约3个半小时，转乘CZ6322航班（座位号51C），14时58分到达大连周水子机场，然后乘坐出租车回家。17时04分自驾前往家家乐商场（泉水A2区）购物，随后返回家中，未再外出。7月26日乘坐班车上下班，19时20分，因发热乘坐私家车前往市三院发热门诊就诊，经核酸检测，结果为阳性。 | 大连市         |
| 128 | 男   | 34    | 7月27日  | 住青羊区优品道曦岸小区，7月17日自成都天府机场乘坐CA8581航班至长沙黄花机场，7月18、19日途经长沙市、怀化市抵达张家界市。7月20至22日在张家界、天门山森林公园、大峡谷等地游玩。7月23日、24日在常德市旅游，7月25日由常德桃花源机场乘坐MU9886航班返回成都天府机场。7月26日，7时50分从家中乘坐网约车（川A7A65B）出发至广福桥北街附近工作。21时左右乘坐出租车（川ATZ385）回家。7月27日，7时50分驾车去广福桥北街附近工作。10时左右驾车返家，接送家人至四川省人民医院进行新冠核酸检测，11时50分自驾回广福桥北街附近工作。16时自驾回家。 | 成都市         |
| 129 | 女   | 33    | 7月27日  | 住青羊区优品道曦岸小区，案128的妻子，7月17日至7月25日行程与案128相同。7月26日，7时40分从家中出发步行至东坡路地铁站，乘坐地铁从通惠门站出站，步行至十二桥路附近上班。17时从通惠门站进站，17时28分从东坡路站出站。17时45分在浪琴湾小区菜鸟驿站、17时50分在优品道曦岸小区妈妈驿站取快递。7月27日，7时40分从家中出发步行至东坡路地铁站，8时03分乘坐地铁从通惠门站出站，步行至十二桥路附近工作。9时前往四川省人民医院接受核酸检测，10时返回十二桥路附近工作。12时25分在十二桥路四季飘香饼店消费。 | 成都市         |
| 130 | 男   | 7     | 7月27日  | 住青羊区优品道曦岸小区，案129的儿子，7月17日至7月25日行程与案128相同。7月26日，16时30分在家人陪同下步行前往东坡休闲广场玩耍，17时30分步行回家。7月27日，10时由家人驾车送往四川省人民医院发热门诊。采样后，由家人陪同乘坐网约车 (川A1S91S) 回家。 | 成都市         |
| 131 | 男   | 51    | 7月27日  | 住江宁区禄口街道新生社区永欣新寓牡丹苑，在禄口机场从事施工监管工作。 | 南京市         |
| 132 | 男   | 52    | 7月27日  | 住江宁区禄口街道石埝村王家边自然村，在高校从事后勤工作。 | 南京市         |
| 133 | 男   | 27    | 7月27日  | 辽宁沈阳人，航空公司机务，到南京出差。 | 南京市         |
| 134 | 女   | 34    | 7月27日  | 住江宁区禄口街道白云路社区金禄雅居，公司文员。 | 南京市         |
| 135 | 女   | 39    | 7月27日  | 住江宁区禄口街道石埝村水荆墅自然村，在禄口机场从事保洁工作。 | 南京市         |
| 136 | 男   | 34    | 7月27日  | 住江宁区禄口街道铜山社区铜岭新村，在禄口机场从事保洁工作。 | 南京市         |
| 137 | 女   | 46    | 7月27日  | 住江宁区禄口街道桑园村范家自然村，在禄口机场从事保洁工作。 | 南京市         |
| 138 | 女   | 45    | 7月27日  | 住江宁区禄口街道陈巷村毛郎头自然村，在禄口机场从事保洁工作。 | 南京市         |
| 139 | 女   | 53    | 7月27日  | 住江宁区禄口街道铜山社区铜岭路101号，在禄口机场从事保洁工作。 | 南京市         |
| 140 | 女   | 52    | 7月27日  | 住江宁区禄口街道石埝村张塘角自然村，从事卤菜经营。 | 南京市         |
| 141 | 女   | 50    | 7月27日  | 住溧水区柘塘街道柘塘社区小陶家村，在禄口机场从事保洁工作。 | 南京市         |
| 142 | 男   | 69    | 7月27日  | 住江宁区禄口街道桑园村驻驾山自然村，务农。 | 南京市         |
| 143 | 女   | 49    | 7月27日  | 住江宁区禄口街道成功村杨家边自然村，在禄口机场从事保洁工作。 | 南京市         |
| 144 | 女   | 36    | 7月27日  | 住江宁区禄口街道秦村村永欣新寓海棠苑，社区服务中心财务人员。 | 南京市         |
| 145 | 男   | 8月龄 | 7月27日  | 住溧水区永阳街道珍珠北路，偶尔住万科香樟苑。 | 南京市         |
| 146 | 男   | 8     | 7月27日  | 住溧水区永阳街道珍珠北路，偶尔住万科香樟苑。 | 南京市         |
| 147 | 女   | 49    | 7月27日  | 住江宁区禄口街道茅亭社区百利华府，在禄口机场从事保洁工作。 | 南京市         |
| 148 | 男   | 76    | 7月27日  | 住江宁区禄口街道谢村社区张业自然村，退休。 | 南京市         |
| 149 | 男   | 43    | 7月27日  | 住江宁区禄口街道桑园村后周家冲自然村，在禄口机场做驾驶员。 | 南京市         |
| 150 | 女   | 80    | 7月27日  | 住江宁区禄口街道溧塘村南夏自然村，退休。 | 南京市         |
| 151 | 男   | 37    | 7月27日  | 住江宁区湖熟街道周岗社区齐尚街178号新风苑，在禄口机场从事保洁工作。 | 南京市         |
| 152 | 女   | 40    | 7月27日  | 住建邺区沙洲街道万达华府，禄口机场职员。 | 南京市         |
| 153 | 女   | 26    | 7月27日  | 住江宁区禄口街道永兴社区外槽坊自然村，钢琴教师。 | 南京市         |
| 154 | 男   | 37    | 7月27日  | 住溧水区永阳街道珍珠北路，偶尔住万科香樟苑，企业职工。 | 南京市         |
| 155 | 女   | 57    | 7月27日  | 住江宁区禄口街道白云路社区金禄路410号，无业。 | 南京市         |
| 156 | 男   | 31    | 7月27日  | 住江宁区禄口街道机场社区一小区，在禄口机场从事地面装卸工作。 | 南京市         |
| 157 | 女   | 11    | 7月27日  | 住溧水区永阳街道珍珠北路，偶尔住万科香樟苑，学生。 | 南京市         |
| 158 | 女   | 2     | 7月27日  | 住江宁区禄口街道石埝村张塘角自然村，学龄前儿童。 | 南京市         |
| 159 | 女   | 52    | 7月27日  | 住江宁区禄口街道永兴社区外槽坊自然村，水厂工作人员。 | 南京市         |
| 160 | 男   | 55    | 7月27日  | 住江宁区禄口街道永兴社区信陵路，在禄口机场从事保洁工作。 | 南京市         |
| 161 | 男   | 55    | 7月27日  | 住江宁区禄口街道机场社区里外城，个体工商户。 | 南京市         |
| 162 | 男   | 51    | 7月27日  | 住江宁区禄口街道白云路社区三角村自然村，从事室内装修工作。 | 南京市         |
| 163 | 男   | 30    | 7月27日  | 住江宁区禄口街道秦村村永欣新寓海棠苑，禄口机场地勤人员。 | 南京市         |
| 164 | 女   | 9     | 7月27日  | 住江宁区禄口街道陆纲社区翠屏城小区，学生。 | 南京市         |
| 165 | 女   | 31    | 7月27日  | 住江宁区禄口街道陆纲社区翠屏城小区，自由职业。 | 南京市         |
| 166 | 女   | 41    | 7月27日  | 住江宁区禄口街道新生社区永欣新寓牡丹苑，在禄口机场从事保洁工作。 | 南京市         |
| 167 | 女   | 13    | 7月27日  | 住江宁区禄口街道机场社区里外城，学生。 | 南京市         |
| 168 | 女   | 49    | 7月27日  | 住鼓楼区中央门街道工人新村，禄口机场工作人员。 | 南京市         |
| 169 | 男   | 54    | 7月27日  | 住雨花台区铁心桥街道铁心桥大街4号，禄口机场工作人员。 | 南京市         |
| 170 | 女   | 24    | 7月27日  | 住江宁区禄口街道秦村村永欣新寓海棠苑，待业。 | 南京市         |
| 171 | 男   | 31    | 7月27日  | 住建邺区莫愁湖街道白鹭花园凤栖苑，某研究所助理研究员。 | 南京市         |
| 172 | 男   | 54    | 7月27日  | 住江宁区禄口街道谢村社区谢村街，在禄口机场从事邮件收发工作。 | 南京市         |
| 173 | 男   | 14    | 7月27日  | 住鼓楼区挹江门街道大桥南路10号，学生。 | 南京市         |
| 174 | 女   | 7     | 7月27日  | 住泗阳县中华商城，案41的女儿。 | 宿迁市         |
| 175 | 女   | 33    | 7月28日  | 现住江宁区湖熟街道钱家村钱家自然村，幼儿园保育员。 | 南京市         |
| 176 | 男   | 60    | 7月28日  | 现住南京市雨花台区凤翔新城1期，手术后居家休养。 | 南京市         |
| 177 | 女   | 68    | 7月28日  | 现住江宁区禄口街道秦村村永欣新寓海棠苑，退休。 | 南京市         |
| 178 | 男   | 67    | 7月28日  | 现住江宁区禄口街道永兴社区外槽坊自然村，务农。 | 南京市         |
| 179 | 女   | 56    | 7月28日  | 住江宁区禄口街道成功村大圩王自然村，无业。 | 南京市         |
| 180 | 男   | 51    | 7月28日  | 现住江宁区禄口街道张桥村北庄自然村，在禄口机场从事排涝工作。 | 南京市         |
| 181 | 女   | 42    | 7月28日  | 现住江宁区禄口街道陈巷村前陈巷自然村，在禄口机场从事保洁工作。 | 南京市         |
| 182 | 男   | 70    | 7月28日  | 现住江宁区禄口街道小彭村东岗头自然村，退休。 | 南京市         |
| 183 | 男   | 27    | 7月28日  | 现住江宁区东山街道岔路社区绿城深蓝小区，从事规划工作。7月21日乘高铁G2641至如皋。7月23日乘高铁D5426回南京。7月24日乘高铁G7295至上海。7月25日乘高铁D7296返回南京，14:00左右从南京南站打车回家。此前在如皋、南京南站核酸检测结果均为阴性。7月26日居家未出。7月27日21:00，自驾至西华大厦，后至第一医院就诊，核酸检测为阳性，当日被诊断为新冠肺炎确诊病例，普通型。 | 南京市         |
| 184 | 女   | 67    | 7月28日  | 现住江宁区禄口街道永兴社区外槽坊自然村，务农。 | 南京市         |
| 185 | 女   | 75    | 7月28日  | 现住江宁区禄口街道永兴社区外槽坊自然村，务农。 | 南京市         |
| 186 | 男   | 56    | 7月28日  | 现住江宁区禄口街道石埝村张塘角自然村，物流公司搬运工。 | 南京市         |
| 187 | 女   | 58    | 7月28日  | 现住江宁区禄口街道石埝村张塘角自然村，村医。 | 南京市         |
| 188 | 女   | 67    | 7月28日  | 现住江宁区禄口街道永兴社区外槽坊自然村，务农。 | 南京市         |
| 189 | 男   | 46    | 7月28日  | 现住江宁区麒麟街道麒麟门社区麒西路95号，个体工商户。 | 南京市         |
| 190 | 男   | 62    | 7月28日  | 现住秦淮区晨光新苑，退休。 | 南京市         |
| 191 | 男   | 69    | 7月28日  | 现住江宁区禄口街道永兴社区外槽坊自然村，退休。 | 南京市         |
| 192 | 男   | 29    | 7月28日  | 现住南京市建邺区吉庆家园，航空公司地服人员。 | 南京市         |
| 193 | 女   | 36    | 7月28日  | 住武陵区水榭花城东城，7月23日至7月25日期间，先后与成都确诊病例（案128/129/130）在喜来登酒店、河街和兴村餐馆和风吟仟茶奶茶店及穿紫河三号游船、水榭花城东城、桃花源机场区域活动。7月25日晚至7月27日晚，曾在蓝莓果培训中心、大润发超市万利隆面包店和肯德基店、芙蓉盛世超市（蓝莓果培训中心旁）、博美杨氏美容（市一中旁）区域活动。 | 常德市         |
| 194 | 女   | 53    | 7月28日  | 重庆人。7月18日-20日自驾在重庆大田湿地公园、酉阳桃花源旅游。7月21日-24日在张家界森林公园、天门山等地游玩。7月25日驾车返回重庆，26日自驾前往眉山仁寿。7月27日自驾至成都，当晚到美洲花园三期探望亲属，后驾车前往市一医院接受核酸检测。7月28日核酸检测阳性，经临床专家组会诊，诊断为确诊病例。 | 成都市         |
| 195 | 男   | 36    | 7月28日  | 天府机场航站区工作人员。7月22日例行核酸检测为阴性。7月25日晚MU9886次航班自常德抵达天府机场，当天及次日该病例全天在航站楼工作，晚间在宿舍区休息。7月27日白天在航站楼工作，19时驾车到天使儿童医院探望病人，后驾车返回宿舍。7月28日下午核酸检测阳性，经临床专家组会诊，诊断为无症状感染者。 | 成都市         |
| 196 | 女   | 64    | 7月28日  | 户籍地为南京市秦淮区，居住地为江宁区禄口街道。7月21日上午9时从南京市江宁区大学城乘坐大巴（车牌号：苏AH4722，车次号：KK5001）至扬州西部客运枢纽，11时左右到站后乘坐游1路公交车至念泗新村其姐姐家，随后几天骑电动车在住处周边（念泗新村、四季园小区、东方百合园、兰苑小区、扬子江路印象汇等地）活动。7月27日下午14时左右骑电动车至扬州东方百合园附近的正福诊所就诊，该诊所根据防疫要求未接诊，病例遂骑电动车到扬州友好医院门诊就诊。7月28日核酸检测结果为阳性，诊断为新冠肺炎确诊病例（普通型）。因隐瞒南京旅居史，并频繁活动于扬州市区多处饭店、商店、诊所、棋牌室、农贸市场等，致使疫情在扬州市区扩散蔓延，于7月29日被警方以涉嫌妨害传染病防治罪立案侦查。 | 扬州市         |
| 197 | 女   | 70    | 7月28日  | 现住扬州市邗江区念泗新村。7月21日到25日每日下午14点左右骑电动车至史可法东路的宏远棋牌室打麻将，晚上约8点左右结束，自行骑车回家。7月22日10点30分前往西门菜市场买菜。7月23日上午前往四望亭路众成堂大药房买药；在念泗新村西门外北侧摊位买过一个手抓饼；在念泗新村西门内侧十六粮店旁的报刊亭拿过一次快递。7月24日下午前往念泗新村西门百信缘药房买药。7月28日作为案179的密切接触者，进行鼻咽拭子核酸检测，结果为阳性，诊断为新冠肺炎确诊病例（普通型）。 | 扬州市         |
| 198 | 男   |       | 7月28日  | 现住昌平区回龙观龙跃苑二区，为昌平区史各庄街道某保险集团员工。7月20日与妻子、女儿乘飞机前往湖南张家界旅游。7月23日，三人从张家界乘坐C8043次列车（6车厢）于15时05分到达益阳，随后通过滴滴打车（湘HX0865）前往赫山区铂金汉宫小区家中一直未外出。7月24日中午，与亲戚共24人在团圆路“吃得开心”餐馆就餐。饭后，步行前往同住铂金汉宫小区亲戚家，再步行回到家中一直未外出。7月25日，与妻子两人通过滴滴打车（湘HX0359）从铂金汉宫小区到达益阳火车站，在一楼候车室候车，于9时50分乘坐C8875次列车（6车厢）前往长沙站。11时18分到长沙地铁锦泰广场站乘坐地铁2号线至沙湾公园站下车，11时47分进入长沙保利MALL就餐。12时53分从沙湾公园站乘坐地铁到达长沙火车南站，13时48分至茶颜悦色排队购买奶茶，等待约20-30分钟，后直接检票进站，于14时27分从长沙南站乘坐G486次列车（5车厢）前往北京西站。后乘地铁9号线于国家图书馆站换乘4号线至西直门站，再换乘13号线至回龙观站。7月26日出现发热等症状，7月28日到医院发热门诊就诊，核酸检测结果为阳性。 | 北京市         |
| 199 | 女   | 28    | 7月28日  | 7月18日至23日，和案126在上海参加同一培训班学习。7月23日，乘坐航班（MF8857）从上海返回泸州。7月24日16时许，和男友自驾车从泸州出发到达南溪区江景郦城，先后到南山一品黄沙黄豆鸡餐馆聚餐、紫云街韩尚理发店理发，最后返回其男友位于江景郦城的家中，未再外出。7月25日7时30分许，南溪区接江阳区疾控中心协查函，经流行病学调查，确认该病例为泸州无症状感染者的密切接触者。9时许，该病例由专车转运到南溪区集中隔离点隔离。7月27日傍晚，该病例出现发热症状，CT显示有肺炎表现。7月28日，核酸检测结果为阳性；经临床专家组会诊，诊断为新冠肺炎确诊病例（普通型）。 | 宜宾市         |
| 200 | 男   | 50    | 7月29日  | 现住江宁区禄口街道谢村社区金岭新村，货车司机，在江宁区禄口街道徒盖村兼职。 | 南京市         |
| 201 | 男   | 17    | 7月29日  | 现住江宁区禄口街道钟村社区永欣新寓春兰苑，学生。 | 南京市         |
| 202 | 女   | 51    | 7月29日  | 现住雨花台区凤翔新城1期，无业。 | 南京市         |
| 203 | 女   | 59    | 7月29日  | 现住鼓楼区大桥南路10号，在世茂滨江小区11栋做楼层保洁。 | 南京市         |
| 204 | 女   | 51    | 7月29日  | 现住江宁区禄口街道成功村大圩王自然村，无业。 | 南京市         |
| 205 | 男   | 25    | 7月29日  | 现住江宁区禄口街道成功村大圩王自然村，货运司机。 | 南京市         |
| 206 | 女   | 66    | 7月29日  | 现住江宁区湖熟街道钱家村钱家自然村，务农。 | 南京市         |
| 207 | 女   | 65    | 7月29日  | 现住江宁区禄口街道白云路社区三角村自然村，务农。 | 南京市         |
| 208 | 女   | 78    | 7月29日  | 现住江宁区禄口街道白云路社区金禄路82号，务农。 | 南京市         |
| 209 | 女   | 17    | 7月29日  | 现住江宁区淳化街道新林村郭村自然村，在湖墅工业区某企业工作。 | 南京市         |
| 210 | 女   | 41    | 7月29日  | 现住江宁区禄口街道小彭村高家渡自然村，在禄口机场从事保洁工作。 | 南京市         |
| 211 | 女   | 2     | 7月29日  | 为先前确诊患者的女儿，现住江宁区禄口街道永兴社区外槽坊自然村。 | 南京市         |
| 212 | 男   | 65    | 7月29日  | 洪泽区某企业保安。7月22日，该企业组织67名员工到湖南张家界旅游，7月27日8:00乘坐大巴车前往荆州，13:10抵达荆州火车站候车，15:52乘D3078次列车到合肥南站，后包车23:40到达洪泽区。7月27日夜回洪泽后骑电瓶车回家。7月28日9时自驾车到洪泽区中医院排队采样，随后送同事夫妇到金盛花苑，送同事到白牡丹宾馆，随后驾车回家；下午新冠病毒核酸检测阳性，当晚转运至淮安市定点医院隔离观察治疗。 | 淮安市         |
| 213 | 男   | 52    | 7月29日  | 洪泽区某企业工人，随企业组织到湖南张家界旅游（行程同案212）。7月27日夜回洪泽后骑电瓶车回家。7月28日8时30分和一名同事（同湖南旅游人员）骑车去洪泽区中医院采样，下午新冠病毒核酸检测阳性，当晚转运至淮安市定点医院隔离观察治疗。 | 淮安市         |
| 214 | 女   | 58    | 7月29日  | 洪泽区某企业保洁员，随企业组织到湖南张家界旅游（行程同案212）。7月27日夜回洪泽后骑电瓶车回家。7月28日7时20分骑车去洪泽区中医院采样，下午新冠病毒核酸检测阳性，当晚转运至淮安市定点医院隔离观察治疗。 | 淮安市         |
| 215 | 男   | 51    | 7月29日  | 某旅行社导游，住盱眙县，随企业组织到湖南张家界旅游（行程同案212）。7月27日夜抵洪泽后，自行驾车返回盱眙县家中。7月28日17时与其父母自驾车至盱眙县人民医院发热门诊采样，当晚新冠病毒核酸检测阳性，7月29日凌晨转运至淮安市定点医院隔离观察治疗。 | 淮安市         |
| 216 | 女   | 84    | 7月29日  | 现住扬州市邗江区四季园秋桂苑。7月21日-23日与案196在四季园秋南苑内同一棋牌室打牌。7月28日作为密切接触者进行核酸检测，29日反馈结果为阳性，诊断为新冠肺炎确诊病例（轻型）。 | 扬州市         |
| 217 | 男   | 70    | 7月29日  | 现住扬州市邗江区秋南苑。7月21日-24日与案196在四季园秋南苑内同一棋牌室打牌，7月28日作为密切接触者进行核酸检测，29日反馈结果为阳性，诊断为新冠肺炎确诊病例（轻型）。 | 扬州市         |
| 218 | 女   | 71    | 7月29日  | 现住扬州市邗江区秋南新寓。7月21日-23日与案196在四季园秋南苑内同一棋牌室打牌。7月28日自觉头痛、体温略高，报备至秋南新苑社区，进行核酸检测，29日反馈结果为阳性，诊断为新冠肺炎确诊病例（普通型）。 | 扬州市         |
| 219 | 女   | 72    | 7月29日  | 现住扬州市邗江区维扬路341号杨庄街坊。7月21日-24日与案196在四季园秋南苑内同一棋牌室打牌。7月28日患者自觉发热，晚上19时骑电动车去扬州大学附属医院（西区）发热门诊就诊，进行核酸检测，29日反馈结果为阳性，诊断为新冠肺炎确诊病例（轻型）。 | 扬州市         |
| 220 | 男   | 12    | 7月29日  | 学生，现住址为宁乡市城郊街道。7月24日下午至7月26日随邻居共5人自驾前往常德市游玩后返回宁乡，因发热于28日下午前往宁乡市人民医院发热门诊排查，核酸检测阳性，后经长沙市疾控中心复核阳性，其他同行旅行人员结果暂阴性。7月24日晚20:40至22:00左右曾在常德武陵区大小河街乘坐三号船游穿紫河，与四川3例确诊病例（案128/129/130）和常德武陵区无症状感染者（案193）乘船时间存在时间重合。 | 长沙市         |
| 221 | 女   | 34    | 7月29日  | 住宁乡市城郊街道未来方舟小区。与案220同行前往常德游玩。7月28日在看到宁乡市发布的相关疫情防控通告后，主动由其丈夫驾车，携两个儿子及朋友的儿子（案220）共5人至宁乡市人民医院发热门诊采样。7月29日凌晨1:00，作为与常德市武陵区感染者有轨迹交集的高风险人员，被转运至宁乡市集中隔离点。后陪同其小儿子（案222）转运至长沙市公共卫生救治中心并隔离，在隔离期间被诊断为新冠病毒无症状感染者。 | 长沙市         |
| 222 | 男   | 3     | 7月29日  | 案221之子，与案220同行前往常德游玩。7月28日跟随父母至宁乡市人民医院发热门诊采样。7月29日凌晨1:00，作为与常德市武陵区感染者有轨迹交集的高风险人员，被转运至宁乡市集中隔离点，后因检测阳性，转运至长沙市公共卫生救治中心隔离留观，被诊断为新冠病毒无症状感染者。 | 长沙市         |
| 223 | 女   |       | 7月29日  | 案198之妻，为海淀区双清路某技术公司员工。7月20日至25日行程与案198相同。7月28日陪同案198前往医院发热门诊就诊，作为陪同就诊人员进行核酸检测，结果为阳性。 | 北京市         |
| 224 | 女   | 38    | 7月29日  | 现住张家界市永定区官黎坪街道汪家寨村1组，在逸臣广场财富中心维也纳酒店12楼某旅行社上班。7月22日，出现咳嗽等症状，自行服用感冒药治疗，未做其他处理。7月28日晚上，自行前往市人民医院新院区（沙堤）发热门诊进行核酸检测。7月29日7:00，初步检测结果为阳性，经市疾控中心复核为阳性，市人民医院专家组诊断为新冠肺炎确诊病例（普通型）。 | 张家界市       |
| 225 | 女   | 39    | 7月29日  | 住云龙示范区学府华庭小区。7月24日晚与四川3例确诊病例（案128/129/130）、常德武陵区无症状感染者（案192）同乘穿紫河三号船游河，7月25日从常德自驾到长沙湘江欢乐城游玩后自驾回家。27日下午、28日上午坐私家车前往东部美的城某诊所就诊，29日上午坐私家车前往学林社区开展核酸检测，回家后由市二医院专车接至二医院诊治。 | 株洲市         |
| 226 | 男   | 11    | 7月29日  | 案225之子，7月24日至25日两人活动轨迹相同。26日和27日上午8时至10时由家人送至田心贝特上课、晚上18时至20时由家人送至南车长房瑞府打篮球，29日上午由家人陪同前往学林社区开展核酸检测后回家，11时由家人陪同前往省直中医医院核酸检测。 | 株洲市         |
| 227 | 女   | 38    | 7月29日  | 现居住安乡县深柳镇护城南路31号，安乡某学校生活老师。7月24日曾在常德市大小河街与成都市确诊病例（案128/129/130）同乘穿紫河三号游船。7月25日开车返回安乡。7月28日22:10入住安乡县集中隔离酒店。7月29日凌晨核酸结果为阳性，判定为无症状感染者。 | 常德市         |
| 228 | 女   | 66    | 7月30日  | 现住江宁区禄口街道永兴社区外槽坊自然村，个体工商户。 | 南京市         |
| 229 | 女   | 57    | 7月30日  | 现住江宁区湖熟街道周岗社区长干街，自营棋牌室。 | 南京市         |
| 230 | 男   | 41    | 7月30日  | 现住江宁区禄口街道谢村社区张业自然村，水电工。 | 南京市         |
| 231 | 女   | 30    | 7月30日  | 现住江宁区禄口街道石埝村张塘角自然村，无业。 | 南京市         |
| 232 | 女   | 32    | 7月30日  | 现住江宁区秣陵街道殷巷社区龙湖文馨苑小区，电商从业者。 | 南京市         |
| 233 | 女   | 25    | 7月30日  | 现住江宁区禄口街道群力社区中骏禄港街区南区，空乘人员。7月16日从外地飞航班返回南京，抵达后乘私家车至父母家。7月18日乘私家车回现住地，晚间经禄口机场飞航班并住外地。7月19日飞回南京后打车回家未出。7月20日经禄口机场飞航班，下午回宁后打车回家。7月30日核酸检测阳性，当日被诊断为新冠肺炎确诊病例，轻型。 | 南京市         |
| 234 | 女   | 61    | 7月30日  | 现住广陵区淮海路157号，案196密接。7月29日上午到苏北人民医院发热门诊就诊，进行核酸采样。7月30日反馈新冠病毒核酸检测阳性，诊断为确诊病例，轻型。 | 扬州市         |
| 235 | 男   | 71    | 7月30日  | 现住广陵区汶河街道彩衣街34号，案196密接。7月29日上午至翠岗核酸检测点进行核酸采样，下午至扬州大学附属医院西区分院预检分诊后至发热门诊就诊。7月30日反馈新冠病毒核酸检测阳性，诊断为确诊病例，轻型。 | 扬州市         |
| 236 | 女   | 70    | 7月30日  | 现住邗江区夏荷苑，案197密接。7月29日被转运至隔离点进行核酸采样。7月30日反馈新冠病毒核酸检测阳性，诊断为确诊病例，普通型。 | 扬州市         |
| 237 | 女   | 75    | 7月30日  | 现住邗江区夏荷苑，案197密接。7月29日转运至扬州市第三人民医院，进行核酸采样。7月30日反馈新冠病毒核酸检测阳性，诊断为确诊病例，普通型。 | 扬州市         |
| 238 | 女   | 66    | 7月30日  | 现住邗江区西湖镇俞桥村，案197密接。7月28日上午到四季园菜场西侧暖田智慧连锁诊所就诊，晚上前往扬州市中医院发热门诊就诊，进行核酸采样。7月29日中午由专用救护车转运至扬州市第三人民医院。7月30日诊断为确诊病例，普通型。 | 扬州市         |
| 239 | 女   | 68    | 7月30日  | 现住邗江区秋南苑24幢，案197密接。7月29日社区上门进行核酸采样。7月30日反馈新冠病毒核酸检测阳性，诊断为确诊病例，普通型。 | 扬州市         |
| 240 | 女   | 69    | 7月30日  | 现住邗江区春竹苑，案197密接。7月28日上午到四季园中医门诊就诊，晚转运至集中隔离点隔离。7月29日进行核酸采样。7月30日反馈新冠病毒核酸检测阳性，诊断为确诊病例，普通型。 | 扬州市         |
| 241 | 男   | 73    | 7月30日  | 现住邗江区秋桂苑，案197密接。7月28日晚转运至集中隔离点。7月29日进行核酸采样。7月30日反馈新冠病毒核酸检测阳性，诊断为确诊病例，普通型。 | 扬州市         |
| 242 | 女   | 76    | 7月30日  | 现住邗江区冬梅苑，案197密接。7月29日上午到东方医院就诊，在预检分诊点进行核酸采样。7月30日反馈新冠病毒核酸检测阳性，诊断为确诊病例，普通型。 | 扬州市         |
| 243 | 男   | 40    | 7月30日  | 现住邗江区西湖镇俞桥村，在洁橙水业公司上班，案238密接。7月27日上班途中送家人到四季园暖田智慧连锁诊所就诊，下午到四季园亲戚家中。7月28日白天上班途中带家人去四季园诊所挂水，晚上送母亲到市中医院发热门诊就诊。7月29日晚上由专用救护车转运至扬州市第三人民医院，进行核酸采集。7月30日反馈新冠病毒核酸检测阳性，诊断为确诊病例，普通型。 | 扬州市         |
| 244 | 男   | 57    | 7月30日  | 洪泽区某企业上海公司派驻职工，租住在洪泽白牡丹宾馆。7月22日与淮安市前4名阳性检出者（案212-215）一起到张家界旅行，7月27日夜回洪泽，7月28日8:30步行到洪泽区中医院采样，9:30乘同事（案212）车回宾馆，16:00根据企业通知在附近张步将诊所购买体温表用于健康监测，至振兴路路口西北侧扬州包子店、24小时便利店购物，16:30左右回到居住宾馆。7月28日24:00作为密切接触者被专车转运至集中隔离医学观察点，实施集中医学观察。7月29日20:00新冠病毒核酸检测复核阳性，后转运至市定点医院隔离观察治疗。 | 淮安市         |
| 245 | 男   | 64    | 7月30日  | 7月27日搭乘工友私家车从扬州出发，18时10分左右至宿连航道工地宿舍楼（位于宿豫区京杭大道跨宿连航道大桥南侧30米，原陆集街道荣闸村四组）。7月29日12时，陆集街道采样人员到工地为工作人员采样（室外）。7月30日9时反馈检测呈阳性，16时转运至市传染病医院集中隔离治疗，22时诊断为确诊病例（普通型）。 | 宿迁市         |
| 246 |      |       | 7月30日  | 7月24日曾在常德市大小河街与成都市确诊病例（案128/129/130）同乘穿紫河三号游船。7月25日从常德自驾返回湘潭。7月29日居家隔离，后转运至市中心医院公卫中心集中隔离医学观察。 | 湘潭市         |
| 247 | 女   | 38    | 7月30日  | 职业导游，家住张家界市永定区南庄坪街道办事处机场居委会。7月29日。6:45乘坐私家车从家中出发，7:15到达市人民医院新院区（沙堤），9:40-10:20乘坐私家车前往永定区教字垭镇兴隆村，后由120救护车接送到市人民医院东区（西溪坪）感染科接受隔离治疗。 | 张家界市       |
| 248 | 女   | 35    | 7月30日  | 现住永定区西溪坪中天鹭鸶湾，与案249/250为同一旅行社员工。7月30日，经隔离点新冠病毒核酸检测呈阳性，市级专家会诊为确诊病例（普通型）。 | 张家界市       |
| 249 | 男   | 34    | 7月30日  | 现住永定区逸臣桃源2期。7月30日，经隔离点新冠病毒核酸检测呈阳性，市级专家会诊为确诊病例（轻型）。 | 张家界市       |
| 250 | 女   | 45    | 7月30日  | 现住永定区永定街道解放路。7月30日，经隔离点新冠病毒核酸检测呈阳性，市级专家会诊为确诊病例（普通型）。 | 张家界市       |
| 251 | 女   | 65    | 7月30日  | 案198之母，与案198/223共同生活居住两天。7月24日与案198活动轨迹相同。之后主要在小区内活动。7月29日9时50分，赫山区派专车将蔡某霞转送至定点隔离场所（10时10分到达）进行隔离医学观察，15时核酸检测初筛结果均为阳性，22时30分益阳市疾控中心复核核酸检测结果为阳性。 | 益阳市         |
| 252 | 女   | 47    | 7月30日  | 住吉首市峒河街道五里牌安置区，共同居住人员1人。该感染者在古丈县墨戎苗寨三星卖场上班。7月26日上午9时30分与江苏省某核酸检测3人阳性旅游团接触。7月30日上午7点30分核酸检测结果为阳性。经专家组会诊，诊断为确诊病例(轻型)。 | 湘西州         |
| 253 |      |       | 7月30日  | 在金茂悦旁聚乐农庄上班。7月30日凌晨2时被接往志新宾馆隔离，后诊断为无症状感染者。 | 株洲市         |
| 254 |      |       | 7月30日  | 7月25日和父亲等从常德自驾到长沙湘江欢乐城游玩，16时40分自驾回到石峰区学林街道文荟社区横石村巷子口组。7月29日16时20分被闭环转运至志新集中隔离点隔离，后诊断为无症状感染者。 | 株洲市         |
| 255 |      |       | 7月30日  | 7月30日17时左右集中隔离，后诊断为无症状感染者。 | 株洲市         |
| 256 |      |       | 7月30日  | 7月30日4时35分由专车接送到天鹰宾馆集中隔离，后诊断为无症状感染者。 | 株洲市         |
| 257 | 男   | 37    | 7月30日  | 7月25日从常德自驾到长沙湘江欢乐城游玩后自驾回石峰区学林街道文荟社区横石村巷子口组居住。7月29日下午16时20分被闭环转运至志新集中隔离点隔离。 | 株洲市         |
| 258 | 女   | 29    | 7月30日  | 7月25日从常德自驾到长沙湘江欢乐城游玩后自驾回大丰安置小区1栋居住。 | 株洲市         |
| 259 | 男   | 8     | 7月30日  | 7月25日和母亲从常德自驾到长沙湘江欢乐城游玩后自驾回大丰安置小区1栋居住，为案258的儿子。 | 株洲市         |
| 260 | 男   | 6     | 7月30日  | 7月25日和母亲从常德自驾到长沙湘江欢乐城游玩后自驾回大丰安置小区1栋居住，为案258的儿子。 | 株洲市         |
| 261 | 女   | 43    | 7月30日  | 江苏省宜兴市人，在泸州市某企业工作，系案126的密切接触者。7月18日至24日，与无症状感染者（案126）同在上海参加培训。7月24日9:30，白某搭乘厦门航空MF8857航班从上海返回泸州，12:10抵达泸州；12:20，乘车（川E46332）前往公司（江阳区黄舣镇裕兴路）办公；20:00左右，在同一地点公司宿舍休息。7月25日凌晨3:00，被通知流行病学调查，被转运至江阳区集中隔离点进行集中隔离。随后几天进行3次核酸检测，结果均为阴性。7月29日下午，再次进行核酸检测，结果为阳性。7月30日凌晨1:03，被泸州市人民医院临床诊断为无症状感染者，遂被泸州市传染病医院收治；16:00，经省市新冠肺炎诊疗专家组联合会诊，订正为新冠肺炎确诊病例（轻型）。 | 泸州市         |
| 262 |      |       | 7月30日  | 常德市文旅投桃花源旅游管理公司运营项目《湘遇·桃花源》节目编导。7月24日20:00左右与朋友在常德市大小河街乘坐游船，随后在附近就餐并开车返回五柳大院。在7月25日、26日、27日（14:00/15:00/21:00，共计9场）《湘遇·桃花源》演出中，均在现场工作。7月27日10:00开车到常德市桃源镇中心医院接种新冠疫苗第一剂次。7月28日8:00自驾车到常德市桃源站乘坐高铁C8021次（04车厢）于12:00到长沙站；12:30左右乘坐滴滴网约车（湘A4A4489）前往长沙黄花机场；13:00左右到长沙黄花机场就餐，随后乘GJ8730航班到达银川河东机场，并乘坐出租车前往河东机场附近泽丰酒店，在酒店附近就餐。7月29日早上乘坐滴滴网约车到水洞沟景区游玩，16:00乘坐滴滴网约车（车号宁A9JR13）前往宁夏医科大学总医院，准备挂号做核酸检测，工作人员告知无号后步行前往解放军九四二医院，在大厅挂号后再到门外核酸检测站进行鼻咽拭子采样；18:01在解放军九四二医院门诊部急诊大厅自助机取检验回执单；18:07乘坐滴滴网约车（车号宁AE6378）返回泽丰酒店，此后再无外出；23:10转运至集中隔离酒店。7月30日核酸检测结果阳性，转入自治区第四人民医院隔离诊疗，诊断为新冠肺炎确诊病例（普通型）。 | 银川市         |
| 263 | 男   | 65    | 7月31日  | 现住雨花台区铁心桥街道凤翔新城，退休。7月29日因邻居确诊被转运至集中隔离点。7月30日因发热转运至鼓楼医院发热门诊，核酸检测阳性。7月31日被诊断为新冠肺炎确诊病例，普通型。 | 南京市         |
| 264 | 女   | 38    | 7月31日  | 现住江宁区禄口街道机场社区里外城小区，个体工商户。7月24日后开始居家隔离。7月29日带小女儿乘专用救护车去禄口社区医院看病。7月30日因核酸检测阳性通过专用救护车转运至南京市公共卫生医疗中心。7月31日被诊断为新冠肺炎确诊病例，轻型。 | 南京市         |
| 265 | 女   | 55    | 7月31日  | 现住江宁区禄口街道永兴社区臧家村自然村，无业。因风险地区管控要求，7月22日开始居家隔离。7月28日13:00因腹泻至禄口社区医院就诊。7月30日9:00再次至禄口社区医院就诊。7月31日因核酸检测结果阳性通过专用救护车转运至南京市公共卫生医疗中心，当日被诊断为新冠肺炎确诊病例，轻型。 | 南京市         |
| 266 | 男   | 14    | 7月31日  | 现住江宁区禄口街道小彭村坂田埂自然村，学生。因其父母在禄口机场工作（接触确诊病例），7月21日起与家人居家隔离。7月30日凌晨1:00采集核酸检测样本，23:00核酸检测结果阳性。后通过专用救护车转运至南京市公共卫生医疗中心，7月31日被诊断为新冠肺炎确诊病例，轻型。 | 南京市         |
| 267 | 男   | 7     | 7月31日  | 现住江宁区禄口街道永兴社区臧家村自然村，学生。7月31日因核酸检测阳性通过专用救护车转运至南京市公共卫生医疗中心，当日被诊断为新冠肺炎确诊病例，轻型。 | 南京市         |
| 268 | 女   | 42    | 7月31日  | 现住禄口机场鲲鹏路，在禄口机场从事保洁工作。7月21日至30日在集中隔离点隔离, 7月30日因核酸检测阳性通过专用救护车转运至南京市公共卫生医疗中心。7月31日被诊断为新冠肺炎确诊病例，轻型。 | 南京市         |
| 269 | 男   | 2     | 7月31日  | 现住江宁区禄口街道白云路社区三角村自然村，学龄前儿童。7月21日随家人在禄口艳阳广场排队做核酸检测，期间家人与邻居有近距离交谈（接触确诊病例）。7月23日晚，随家人与另一邻居在家后院交谈（接触确诊病例），后居家隔离。7月31日因核酸检测阳性通过专用救护车转运至南京市公共卫生医疗中心，当日被诊断为新冠肺炎确诊病例，轻型。 | 南京市         |
| 270 | 女   | 55    | 7月31日  | 现住江宁区禄口街道白云路社区天禄巷，无业。7月26日至31日居家隔离，除采集核酸工作人员外无访客，7月31日下午因核酸检测阳性通过专用救护车转运至南京市公共卫生医疗中心，当日被诊断为新冠肺炎确诊病例，轻型。 | 南京市         |
| 271 | 男   | 53    | 7月31日  | 现住江宁区禄口街道白云路社区天禄巷，公司员工。7月26日至31日居家隔离，除采集核酸工作人员外无访客，7月31日因核酸检测阳性通过专用救护车转运至南京市公共卫生医疗中心，当日被诊断为新冠肺炎确诊病例，轻型。 | 南京市         |
| 272 | 男   | 52    | 7月31日  | 现住江宁区禄口街道成功村大圩王自然村，公司员工。7月21日开始居家隔离，除外出接受核酸检测和社区人员上门登记信息外，未与外人接触。7月31日因核酸检测阳性通过专用救护车转运至南京市公共卫生医疗中心，当日被诊断为新冠肺炎确诊病例，普通型。 | 南京市         |
| 273 | 男   | 4     | 7月31日  | 现住江宁区禄口街道成功村大圩王自然村，学龄前儿童。为确诊病例的儿子，7月30日隔离期间发热，由专用救护车转运至禄口社区卫生服务中心发热门诊就诊，核酸检测为阳性。7月31日通过专用救护车转运至南京市公共卫生医疗中心，当日被诊断为新冠肺炎确诊病例，普通型。 | 南京市         |
| 274 | 男   | 54    | 7月31日  | 现住秦淮区万达紫金明珠，禄口机场职工。7月23日至26日在机场隔离。7月27日转运至集中隔离点。7月31日因核酸检测阳性通过专用救护车送往南京市公共卫生医疗中心，当日被诊断为新冠肺炎确诊病例，轻型。 | 南京市         |
| 275 | 女   | 3     | 7月31日  | 现住江宁区禄口街道永兴社区信陵路200号，学龄前儿童。为确诊病例的孙女，7月31日因核酸检测阳性，即通过专用救护车转运至南京市公共卫生医疗中心，当日被诊断为新冠肺炎确诊病例，轻型。 | 南京市         |
| 276 | 男   | 40    | 7月31日  | 洪泽区某企业工人，7月22日与淮安市前5名阳性检出者（案212-215及案244）同团到张家界旅行，7月27日夜随团回洪，7月28日上午9点50分到区妇幼保健院做核酸检测，13点30分陪儿子到夕阳红大院临时接种点接种新冠疫苗，后到人民路江苏银行取钱，又步行到东风路建设银行ATM机取钱，17点左右回家。7月29日凌晨被集中隔离医学观察，当日核酸检测阴性，7月30日夜新冠病毒核酸检测阳性，经复核阳性后转运至省定点医院隔离观察治疗。 | 淮安市         |
| 277 | 男   | 34    | 7月31日  | 洪泽区某企业工人，7月22日与淮安市前5名阳性检出者（案212-215及案244）同团到张家界旅行，7月27日夜随团抵洪，由其父亲驾车接回家中，7月28日上午11点左右，骑电动车至洪泽区人民医院做核酸检测，后骑电动车回家。7月29日凌晨被集中隔离医学观察，当日核酸检测阴性，7月30日夜新冠病毒核酸检测阳性，经复核阳性后转运至省定点医院隔离观察治疗。 | 淮安市         |
| 278 | 女   | 63    | 7月31日  | 洪泽区高良涧人，为案212配偶，7月27日夜首次与案212密切接触，7月28日未外出。7月29日凌晨被集中隔离医学观察，当日核酸检测阴性，7月30日夜新冠病毒核酸检测阳性，经复核阳性后转运至省定点医院隔离观察治疗。 | 淮安市         |
| 279 | 女   | 53    | 7月31日  | 洪泽区高良涧人，家务待业，为案213配偶，7月27日夜首次与案213密切接触，7月28日上午外出买菜。7月29日凌晨被集中隔离医学观察，当日核酸检测阴性，7月30日夜新冠病毒核酸检测阳性，经复核阳性后转运至省定点医院隔离观察治疗。 | 淮安市         |
| 280 | 女   | 78    | 7月31日  | 现住邗江区杨庄街坊，案196密接。7月21日-24日上午到四季园农贸市场买菜，下午到秋南苑棋牌室打牌。7月29日自诉有发热、全身无力等症状，通过专用救护车送至扬州市第三人民医院，7月31日诊断为确诊病例，普通型。 | 扬州市         |
| 281 | 女   | 68    | 7月31日  | 现住广陵区大草小区，案197密接。7月25日-26日下午到史可法东路宏远棋牌室打牌。7月27日上午到玉器街窦庄菜场买菜。7月30日晚因发热、畏寒等症状到苏北人民医院就诊。7月31日新冠病毒核酸检测阳性，即通过专用救护车转运至扬州市第三人民医院，诊断为确诊病例，普通型。 | 扬州市         |
| 282 | 男   | 64    | 7月31日  | 现住广陵区淮海路157号，案197密接。7月21日-23日下午到史可法东路宏远棋牌室打牌。7月23日晚上到大流芳巷看望亲戚。7月24日晚送孙子到沃尔玛凯德广场三楼拳击培训班。7月26日下午到史可法东路宏远棋牌室打牌，晚上到史可法路玉缘大澡堂洗澡。7月27日中午到东区大润发超市一楼购物。7月29日作为密切接触者被集中隔离管理。7月31日核酸检测阳性，即通过专用救护车转运至扬州市第三人民医院，诊断为确诊病例，普通型。 | 扬州市         |
| 283 | 男   | 79    | 7月31日  | 现住邗江区春竹苑，案196密接。7月21日下午到秋南苑棋牌室打牌。7月22日-27日，上午到四季园菜场旁蕲艾艾灸馆诊疗，下午到秋南苑棋牌室打牌。7月28日作为密接被集中隔离管理。7月31日核酸检测阳性，即通过专用救护车转运至扬州市第三人民医院，诊断为确诊病例，普通型。 | 扬州市         |
| 284 | 女   | 58    | 7月31日  | 现住开发区宝带新村，案196密接。7月23日-27日下午到秋南苑棋牌室打牌。7月30日作为密接被集中隔离管理。7月31日核酸检测阳性，即通过专用救护车转运至扬州市第三人民医院，诊断为确诊病例，普通型。 | 扬州市         |
| 285 | 女   | 56    | 7月31日  | 现住邗江区蒋王街道四联村，案283密接。7月21日-23日，每日上午到四季园菜场旁蕲艾艾灸馆诊疗，后到扬州五丰富春食品有限公司上班。7月24日上午到四季园菜场蕲艾艾灸馆诊疗，后到四季园菜场买菜。7月25日上午到四季园菜场蕲艾艾灸馆诊疗。7月29日，上午至汇鑫苑附近蔬菜超市(原和悦大酒店)买菜，晚上到苏北人民医院发热门诊就诊。7月31日，新冠病毒核酸检测阳性，即通过专用救护车转运至扬州市第三人民医院，诊断为确诊病例，轻型。 | 扬州市         |
| 286 | 女   | 65    | 7月31日  | 现住邗江区康祥苑，案196密接。7月24日-26日，每天下午到秋南苑棋牌室打牌。7月29日，作为密接被集中隔离管理。7月31日核酸检测阳性，即通过专用救护车转运至扬州市第三人民医院，诊断为确诊病例，轻型。 | 扬州市         |
| 287 | 男   | 48    | 7月31日  | 现住邗江区杨庄街坊，案280密接。7月22日上午广陵区施桥镇扬州天旺汽配机电有限公司，下午到泰州江苏润阳油品有限公司，住宿于兴化市周庄镇格林豪泰酒店。7月23日上午到泰州市路达汽车销售有限公司，下午到泰州江苏润阳油品有限公司，晚上到扬州望月路万龙熟食店买食物，后去望月路老马家犇牛肉馆用餐。7月26日上午到扬州天旺汽配机电有限公司，下午到高力汽配城大王汽修。7月27日下午到泰州江苏润阳油品有限公司，晚上在会宾楼宾馆(济川路)住宿。7月29日因发热通过专用救护车转运至扬州市第三人民医院。7月31日新冠病毒核酸检测阳性，诊断为确诊病例，普通型。 | 扬州市         |
| 288 | 女   | 38    | 7月31日  | 现住开发区阳光新苑，案285密接。7月21日-29日(除7月24日-25日休息日外)白天到开发区五丰富春有限公司上班。7月31日核酸检测阳性，即通过专用救护车转运至扬州市第三人民医院，诊断为确诊病例，轻型。 | 扬州市         |
| 289 | 男   | 50    | 7月31日  | 现住开发区施桥镇汪家村。7月21日-23日到施桥镇达意生鲜、好宜美生活用品超市购物。7月24日到邗江区莱东苑棋牌室打牌，晚上到江都利民桥菜场买菜。7月26日中集通华公司上班。7月28日上午到施桥北路三缘堂大药房买药，后前往好宜美超市购物。7月31日作为密接被集中隔离管理，核酸检测阳性，即通过专用救护车转运至扬州市第三人民医院，诊断为确诊病例，普通型。 | 扬州市         |
| 290 | 女   | 54    | 7月31日  | 现住广陵区东关街道北柳巷3栋，案197密接。7月21日、23日下午到史可法东路宏远棋牌室打牌。7月24日上午到石塔菜场买菜，下午到史可法东路宏远棋牌室打牌。7月25日-26日下午到史可法东路宏远棋牌室打牌。7月26日下晚到彩衣街沙头蔬菜店购物，后去文昌路十六粮店购物。7月27日上午到文昌路十六粮店、国庆路大德生药房、国庆路亿嘉仁水果店购物，下午到史可法东路宏远棋牌室打牌。7月28日上午在彩衣街沙头蔬菜店购物。7月31日核酸检测阳性，即通过专用救护车转运至扬州市第三人民医院，诊断为确诊病例，轻型。 | 扬州市         |
| 291 | 女   | 58    | 7月31日  | 现住邗江区柳湖北苑，案197密接。7月21日-25日每天上午到石塔菜场买菜，下午到史可法东路宏远棋牌室打牌。7月28日上午到石塔菜市场买菜后，到梅岭新村给亲戚送饭，下午前往石塔菜场买菜。7月31日核酸检测阳性，即通过专用救护车转运至扬州市第三人民医院，诊断为确诊病例，普通型。 | 扬州市         |
| 292 | 女   | 36    | 7月31日  | 7月25日与北京市确诊病例（案198/223）一行人共同在雨花区就餐，就餐完后，一同从沙湾公园进入地铁站，独自乘坐4号线离开，在碧沙湖站出站。随后步行至东怡外国城商场，在中百罗森超市、盛香亭购物，并步行至附近茶颜悦色店购买奶茶。后在天心一中站乘坐139路公交车，至赤岭路街道站下车步行回家。7月26日傍晚公用客车厂站在乘坐908路公交车至斑马村站下车，步行至中建麓山和苑看房，后原路返回住处。7月29日上午，与好友前往长沙市中心医院发热门诊进行核酸检测，结果为阴性。下午，按天心区疾控中心要求进行集中隔离管控和核酸检测，新冠病毒核酸检测结果为弱阳性。7月30日重新采样送市疾控中心检测结果为阳性，初步判定为新冠病毒核酸阳性检测者。目前已送至长沙市公共卫生救治中心。 | 长沙市         |
| 293 | 男   | 50    | 7月31日  | 现住永定区解放路52号。7月29日全员检测采样点新冠病毒核酸检测阳性，转运至市人民医院东院隔离观察，7月31日市疾控中心复核阳性，市级专家会诊为确诊病例（普通型）。 | 张家界市       |
| 294 | 女   | 40    | 7月31日  | 现住永定区御景湾小区。7月29日全员检测采样点采样，7月30日张家界市人民医院检验科回报新冠病毒核酸检测阳性，7月31日市疾控中心复核阳性，市级专家会诊为确诊病例（轻型），已转运至市人民医院东院区隔离治疗。 | 张家界市       |
| 295 | 男   | 9     | 7月31日  | 现住永定区蓝色港湾。7月29日全员检测采样点采样，7月30日张家界市人民医院检验科回报新冠病毒核酸检测阳性，7月31日市疾控中心复核阳性，市级专家会诊为无症状感染者，已转运至市人民医院东院区隔离留观。 | 张家界市       |
| 296 | 女   | 34    | 7月31日  | 7月26日9时30分至12时30分，带江苏省淮安市旅游团（团中有5人先后检测为新冠病毒核酸检测阳性）走3号路线。7月26日下午至7月28日下午正常带团。7月28日19时与同事乘私家车到古丈县人民医院，21时至29日凌晨2时，与同事乘私家车去州人民医院做核酸检测，私车返回古丈县墨戎苗寨。7月31日，闭环转运至古丈县人民医院隔离医学观察。7月31日11时核酸检测结果为阳性，诊断为确诊病例（轻型）。 | 湘西州         |
| 297 | 男   |       | 7月31日  | 案221的丈夫。 | 株洲市         |
| 298 |      |       | 7月31日  | 案246的儿子，活动轨迹基本相同。 | 湘潭市         |
| 299 | 女   |       | 7月31日  | 学生，现居住在安乡县深柳镇护城巷，与此前排查发现的无症状感染者（案227）为母女关系。7月24日—7月28日期间，随父母在常德武陵区穿紫河三号游船、牛鼻滩餐馆，安乡体育场、光辉冷饮、周老倌大锅饭、金辉宾馆、安乡河堤、护南巷区域活动。7月28日，被排查为成都确诊病例的密切接触者，与其父母同时在集中隔离点开始为期14天的集中隔离。集中隔离期间，分别于29日凌晨、30日晚10点进行核酸采样检测，检测结果均为阴性。31日上午11时，再次进行核酸采样检测，初筛结果均为阳性；当日19时复核为阳性。 | 常德市         |
| 300 | 男   | 8     | 7月31日  | 淮安市新冠肺炎确诊病例同车次密接人员。7月27日17:26在汉口火车站乘坐D3078次动车（14号车厢），18:00左右到达红安西站，出站后乘坐自驾车返回永佳河镇家中。7月30日早上6:00左右，出现发热症状。上午7点半左右，其母亲带其乘坐永佳河至县城的公交车，接到排查电话后，即在县民政局转盘处下车。转乘鄂JTA836车牌号出租车回到永佳河镇。8:30时左右到达永佳河镇卫生院核酸采样处，完成采样后返回家中。 | 黄冈市         |
| 301 | 男   | 60    | 7月31日  | 7月15日乘坐SC4727航班经停南京禄口机场到桂林两江机场，赴桂林旅游；7月19日由桂林机场乘坐SC4728航班经停南京禄口机场返烟，由旅行社安排专车送回鑫卉花园家中。7月20日开始实行居家健康监测，7月21日-28日先后进行3次核酸检测，结果均为阴性。7月31日因身体不适，由所在街道安排专车转运至初家医院诊疗，当日下午核酸检测可疑阳性，当晚市疾控中心复核阳性，确定为普通型病例。 | 烟台市         |
| 302 | 男   | 43    | 8月1日   | 现住江宁区淳化街道科苑社区天元东路恒安嘉园，教师。因自述与确诊病例有接触，7月22日转运至集中隔离点。因核酸检测阳性，7月31日转运至南京市公共卫生医疗中心。8月1日被诊断为新冠肺炎确诊病例，轻型。 | 南京市         |
| 303 | 男   | 56    | 8月1日   | 现住江宁区禄口街道石埝村张塘角自然村，某企业职工。7月23日起按当地疫情防控要求开始居家隔离。7月26日被转运至集中隔离点。因核酸检测阳性，7月31日转运至南京市公共卫生医疗中心。8月1日被诊断为新冠肺炎确诊病例，普通型。 | 南京市         |
| 304 | 男   | 7     | 8月1日   | 现住江宁区禄口街道石埝村张塘角自然村，学龄前儿童。为确诊病例的儿子。按当地疫情防控要求，7月21日至25日居家隔离。7月26日转运至集中隔离点。因核酸检测阳性，7月31日转运至南京市公共卫生医疗中心。8月1日被诊断为新冠肺炎确诊病例，轻型。 | 南京市         |
| 305 | 男   | 14    | 8月1日   | 现住溧水区万科棕榈苑，学生。7月19日乘MU2758航班返回南京禄口机场。7月20日凌晨乘私家车返家。7月20日、21日、23日晚间去万科香樟苑朋友家吃饭（接触确诊病例）。7月24日转运至集中隔离点。因核酸检测阳性，7月31日转运至南京市公共卫生医疗中心。8月1日被诊断为新冠肺炎确诊病例，轻型。 | 南京市         |
| 306 | 女   | 16    | 8月1日   | 现住江宁区禄口街道谢村社区张业村，学生。7月18日有亲戚来家中吃晚饭（接触确诊病例）。7月21日按当地疫情防控要求，开始居家隔离。7月22日转运至集中隔离点。7月31日因出现发热等症状，转运至南医大附属逸夫医院。因核酸检测阳性，8月1日转运至南京市公共卫生医疗中心，被诊断为新冠肺炎确诊病例，轻型。 | 南京市         |
| 307 | 女   | 3     | 8月1日   | 现住江宁区禄口街道陆纲社区翠屏城小区，学龄前儿童。为确诊病例的女儿。因核酸检测阳性，7月31日转运至南京市公共卫生医疗中心。8月1日被确诊为新冠肺炎确诊病例，轻型。 | 南京市         |
| 308 | 男   | 51    | 8月1日   | 现住江宁区禄口街道永兴社区外槽坊自然村，货车司机。7月26日因家属确诊被转运至集中隔离点。因核酸检测阳性，7月31转运至南京市公共卫生医疗中心。8月1日被诊断为新冠肺炎确诊病例，普通型。 | 南京市         |
| 309 | 男   | 78    | 8月1日   | 现住江宁区禄口街道永兴社区外槽坊自然村，务农。7月18日至7月25日居家为主，无访客，平日儿子会送菜上门（接触确诊病例）。7月26日被转运至集中隔离点。因核酸检测阳性，7月31日转运至南京市公共卫生医疗中心。8月1日被诊断为新冠肺炎确诊病例，普通型。 | 南京市         |
| 310 | 男   | 77    | 8月1日   | 现住江宁区禄口街道秦村村永欣新寓海棠苑，退休。因接触确诊病例，7月28日被转运至集中隔离点。因核酸检测阳性，7月31日转运至南京市公共卫生医疗中心。8月1日被诊断为新冠肺炎确诊病例，普通型。 | 南京市         |
| 311 | 男   | 20    | 8月1日   | 现住江宁区禄口街道茅亭社区百利华府小区，待业。7月20日因接触过核酸检测初筛阳性人员，开始居家隔离。7月21日转运至集中隔离点。7月29日出现咳嗽、流涕症状。7月31日转运至江宁医院开发区分院就诊。因核酸检测阳性，8月1日转运至南京市公共卫生医疗中心，当日被诊断为新冠肺炎确诊病例，轻型。 | 南京市         |
| 312 | 男   | 41    | 8月1日   | 现住江宁区禄口街道成功村大圩王自然村，物流工作人员。7月29日转运至集中隔离点。因核酸检测阳性，8月1日转运至南京市公共卫生医疗中心，当日被诊断为新冠肺炎确诊病例，普通型。 | 南京市         |
| 313 | 男   | 49    | 8月1日   | 洪泽区某企业工人，7月22日随企业组团到张家界旅游，7月27日夜随团回洪，与同团旅游的妻子搭乘同事私家车回家。7月28日8:30，与妻子打车前往洪泽区中医院做核酸检测，采样后搭乘另一同事车回到家中未外出，7月28日夜与妻子分别被集中隔离医学观察。7月28日、7月29日、7月30日3次核酸检测阴性，7月31日夜新冠病毒核酸检测阳性，经复核阳性后转运至省定点医院隔离观察治疗。 | 淮安市         |
| 314 | 女   | 58    | 8月1日   | 洪泽区某企业工人，7月22日随企业组团到张家界旅游，7月27日夜随团回洪，骑电动车返回家中，7月28日10:50步行至洪泽区妇幼保健院做核酸检测，后步行回家未外出。7月29日凌晨被集中隔离医学观察。7月28日、7月29日、7月30日3次核酸检测阴性，7月31日夜新冠病毒核酸检测阳性，经复核阳性后转运至省定点医院隔离观察治疗。 | 淮安市         |
| 315 | 男   | 53    | 8月1日   | 洪泽区某企业工人，7月22日随企业组团到张家界旅游，7月27日夜随团回洪，由家人开车接回家中，7月28日10:15步行至洪泽区妇幼保健院做核酸检测，采样后步行回家未外出，7月28日晚被集中隔离医学观察。7月28日、7月29日、7月30日3次核酸检测阴性，7月31日夜新冠病毒核酸检测阳性，经复核阳性后转运至省定点医院隔离观察治疗。 | 淮安市         |
| 316 | 女   | 76    | 8月1日   | 现住广陵区南门外大街。7月27日12时至16时至秋南苑棋牌室打牌。7月31日新冠病毒核酸检测阳性，诊断为确诊病例，普通型。 | 扬州市         |
| 317 | 女   | 66    | 8月1日   | 现住扬州市邗江区西城上筑。7月24日晚上在来鹤台附近一棋牌室打牌。7月25日下午在扬州瘦西湖温泉度假村泡温泉。7月28日上午在苏北人民医院门诊就诊。7月31日上午至苏北人民医院发热门诊就诊，新冠病毒核酸检测阳性，诊断为确诊病例，普通型。 | 扬州市         |
| 318 | 女   | 72    | 8月1日   | 现住开发区文汇东路251号，案196密接。7月31日至苏北人民医院发热门诊就诊，新冠病毒核酸检测阳性，诊断为确诊病例，普通型。 | 扬州市         |
| 319 | 女   | 20    | 8月1日   | 现住开发区文汇东路251号，案318密接。7月21日-24日每天下午在七泉路顺丰快递公司上班。7月27日-29日每天下午在顺丰快递公司上班，下班到朱塘路108号顺丰快递驿站。7月31日陪同家人前往苏北人民医院发热门诊就诊。8月1日新冠病毒核酸检测阳性，诊断为确诊病例，轻型。 | 扬州市         |
| 320 | 女   | 69    | 8月1日   | 现住邗江区秋桂苑，案196密接。7月30日因身体不适前往苏北人民医院发热门诊就诊，新冠病毒核酸检测阳性，诊断为确诊病例，普通型。 | 扬州市         |
| 321 | 男   | 66    | 8月1日   | 现住邗江区康乐新村，案286密接。7月30日作为密接被集中隔离管理，新冠病毒核酸检测阳性，诊断为确诊病例，普通型。 | 扬州市         |
| 322 | 男   | 78    | 8月1日   | 现住邗江区春竹苑，案196密接。7月31日由负压救护车转运至苏北人民医院发热门诊就诊，新冠病毒核酸检测阳性，诊断为确诊病例，普通型。 | 扬州市         |
| 323 | 女   | 65    | 8月1日   | 现住邗江区康乐新村，案196密接。7月28日作为密接被隔离管理，30日新冠病毒核酸检测阳性，诊断为确诊病例，普通型。 | 扬州市         |
| 324 | 女   | 54    | 8月1日   | 现住开发区宝带新村，案284密接。7月28日晚上去案284家。7月30日作为密接被隔离管理，新冠病毒核酸检测阳性，诊断为确诊病例，普通型。 | 扬州市         |
| 325 | 男   | 58    | 8月1日   | 现住邗江区新城河路国税局宿舍，在湾头镇玉器城工作。7月24日上午至扬州市交警二大队（史可法路）办事，下午在莱东苑棋牌室打牌。7月26日上午正常上班，中午在湾头镇政府食堂就餐，下午至交警二大队。7月27日-28日正常上班。7月28日晚在望月路望月阁私房菜用餐。7月29日下午在湾头镇联合村。8月1日新冠病毒核酸检测阳性，诊断为确诊病例，普通型。 | 扬州市         |
| 326 | 女   | 78    | 8月1日   | 现住景区史可法路10号。案197的密接。7月30日上午至广储社区报备登记，进行隔离管理。8月1日新冠病毒核酸检测阳性，诊断为确诊病例，普通型。 | 扬州市         |
| 327 | 女   | 74    | 8月1日   | 现住邗江区秋桂苑。案196密接。7月29日作为密接被集中隔离管理，7月30日新冠病毒核酸检测阳性，诊断为确诊病例，普通型。 | 扬州市         |
| 328 | 女   | 77    | 8月1日   | 现住邗江区秋南苑。案196密接。7月24日陪家人去望月路德先诊所就诊。29日作为密接被集中隔离管理。7月31日新冠病毒核酸检测阳性，诊断为确诊病例，普通型。 | 扬州市         |
| 329 | 女   | 56    | 8月1日   | 现住邗江区莱东苑。7月27日上午到四季园梦颜堂（四季园菜市场）艾灸按摩。7月30日到瘦西湖院子。7月31日中午前往苏北人民医院发热门诊就诊。8月1日新冠病毒核酸检测阳性，诊断为确诊病例，轻型。 | 扬州市         |
| 330 | 女   | 70    | 8月1日   | 现住邗江区武庄小区，案196密接。7月29日作为密接被集中隔离管理。7月31日新冠病毒核酸检测阳性，诊断为确诊病例，普通型。 | 扬州市         |
| 331 | 女   | 73    | 8月1日   | 现住邗江区夏荷苑，案196密接。7月30日作为密接被集中隔离管理，新冠病毒核酸检测阳性，诊断为确诊病例，普通型。 | 扬州市         |
| 332 | 男   | 87    | 8月1日   | 现住邗江区夏荷苑，案196密接。7月29日作为密接被集中隔离管理。7月30日新冠病毒核酸检测阳性，诊断为确诊病例，普通型。 | 扬州市         |
| 333 | 男   | 62    | 8月1日   | 现住邗江区文华苑，案196密接。月29日作为密接被集中隔离管理。7月30日新冠病毒核酸检测阳性，诊断为确诊病例，轻型。 | 扬州市         |
| 334 | 女   | 69    | 8月1日   | 现住景区玉器街86号，案197密接。7月29日晚上作为密接被集中隔离管理。7月30日新冠病毒核酸检测阳性，诊断为确诊病例，普通型。 | 扬州市         |
| 335 | 女   | 79    | 8月1日   | 现住邗江区康乐新村，案323密接。7月21日至7月30日均在家未外出，由确诊病例36照料生活起居。7月28日作为次密接居家隔离管理。7月30日新冠病毒核酸检测阳性，诊断为确诊病例，轻型。 | 扬州市         |
| 336 | 女   | 61    | 8月1日   | 现住邗江区紫金文昌，案196密接。7月26日下午至体育公园接种点接种新冠疫苗。7月28日至维扬路百信缘药店买口罩。7月29日作为密接被集中隔离管理。7月30日新冠病毒核酸检测阳性，诊断为确诊病例，普通型。 | 扬州市         |
| 337 | 女   | 65    | 8月1日   | 现住邗江区冬梅苑。案196密接。7月26日上午在大润发超市（邗江店）购物。7月29日作为密接被集中隔离管理。7月30日新冠病毒核酸检测阳性，诊断为确诊病例，轻型。 | 扬州市         |
| 338 | 女   | 53    | 8月1日   | 现住邗江区夏荷苑，案196密接。7月29日作为密接被集中隔离管理。7月30日新冠病毒核酸检测阳性，诊断为确诊病例，普通型。 | 扬州市         |
| 339 | 女   | 51    | 8月1日   | 现住景区史可法路8号，案197密接，在摆渡人物业公司工作。7月30日作为密接被集中隔离管理。7月31日，转运至扬州市第三人民医院，诊断为新冠病毒核酸检测阳性确诊病例，普通型。 | 扬州市         |
| 340 | 女   | 70    | 8月1日   | 现住邗江区奥都花城。7月25日下午在秋南苑棋牌室打牌。7月27日下午在秋南苑棋牌室打牌，结束后去四季园农贸市场买菜。8月1日新冠病毒核酸检测阳性，诊断为确诊病例，普通型。 | 扬州市         |
| 341 | 女   | 30    | 8月1日   | 现住邗江区夏荷苑，确诊病例51密接，在邗江区蜀岗东路碟之诺贸易有限公司上班。7月29日作为密接被集中隔离管理。8月1日新冠病毒核酸检测阳性，诊断为确诊病例，普通型。 | 扬州市         |
| 342 |      |       | 8月1日   | 7月19日晚乘飞机（航班号：A67251）从长沙抵达无锡苏南硕放国际机场，后乘单位专车到S1工程项目部，当晚住惠山经济开发区金洋奥澜。7月20日下午在江阴市青阳镇在锡工作单位开会，随后乘单位专车于16:00到达堰桥地铁站，乘坐地铁1号线至无锡火车站，17:00乘列车（G7143次02车）前往上海。7月21日，14:49乘火车（D3006次03车）从上海到达无锡火车站，15:20乘单位专车到惠山区第二人民医院核酸检测（结果阴性），16:00乘单位专车到堰桥地铁站，当晚住惠山经济开发区金洋奥澜。7月22日乘坐单位专车到大为科技、S1工程项目部工作，13:40乘坐单位专车至无锡火车站，14:18乘列车（D3026次03车）前往湖北武汉。7月24日中午乘坐高铁G1165从武汉返回株洲，打车至石峰区井龙街道时代雅园。7月25日7时至8时前往清水塘菜市场。13时自驾离市外出。7月26日9时左右与妻子、孩子及姐姐开车返回株洲，12:00左右到达株洲，当日未再外出。7月27日未外出，当晚健康码变红码。7月28日10时闭环转运至集中隔离点。 | 株洲市         |
| 343 |      |       | 8月1日   | 7月24日至28日，每天上午8时至10时陪祖父到荷塘区东部美的城隆建明诊所输液，其中7月28日上午与阳性病例案225输液的时间段相重合，且输液床位相近。7月29日上午7时至9时在荷塘区美的城京东便利店、隆建明诊所、钱大妈超市短暂逗留。18时在新塘里向阳北路站上车乘T33路公交车至601生活区站下车，步行至601游泳馆游泳，21时滴滴打车返回家中。7月28至31日期间，每天6时在美的城北边的体育场地附近跑步约1小时。7月31日13时闭环转运至集中隔离点。 | 株洲市         |
| 344 |      |       | 8月1日   | 7月26日11时前往聚乐农庄吃午饭，16时送女儿至田心山庄贝多芬钢琴艺术学校，之后带儿子前往石峰区井龙社区卫生服务中心接种疫苗。18时在聚乐农庄大厅聚餐，晚饭后到云龙区学府华庭确诊病例案225家打牌。7月27日-28日未外出。7月29日中午在聚乐农庄吃饭，下午16时带孩子在金茂悦玩耍，在学府港湾美之然美容养生会馆汗蒸30分钟，晚上在聚乐农庄晚餐后回家。7月30日13时闭环转运至集中隔离点。 | 株洲市         |
| 345 |      |       | 8月1日   | 7月26日在聚乐农庄工作。下班后在石峰区翰林府附近逗留。7月27日至29日7时送女儿到云龙示范区龙头铺长郡学校旁尚睿教育补习，随后去聚乐农庄工作。27日21时下班回家，在翰林府时佳批发部附近逗留。28日、29日16时左右均曾前往龙头铺矿石洞逗留。7月30日闭环转运至集中隔离点。 | 株洲市         |
| 346 |      |       | 8月1日   | 案345丈夫。7月26日至29日期间，每天8时至16时至龙头铺长郡学校旁尚睿教育上课；16时至18时前往田心山庄贝多芬钢琴艺术中心上课。其余时间呆在家中未外出。7月30日闭环转运至集中隔离点。 | 株洲市         |
| 347 |      |       | 8月1日   | 案345/346的女儿。7月24日至29日在株洲市三中正常上课，7月27日21时从三中返回家中。7月28日6时回株洲市三中，期间曾在学校附近早安粉店、小卖部以及响石广场黄记大嘴巴粉面馆、港道奶茶店短暂逗留。7月29日17时滴滴打车从三中回家，后直接闭环转运至集中隔离点。 | 株洲市         |
| 348 | 男   | 39    | 8月1日   | 家住永定区熙城春天小区，职业为送货司机。7月29日全员检测采样点采样，7月30日核酸检测呈阳性。7月31日凌晨被接送到张家界国际大酒店集中隔离观察。8月1日，市级专家会诊为确诊病例（轻型）。 | 张家界市       |
| 349 | 男   | 31    | 8月1日   | 家住永定区龙庭鸬鹚湾二期，职业为导游。7月29日核酸检测阳性，7月31日复核阳性。7月31日10:00作为密切接触者被送至集中隔离点进行隔离。8月1日，市级专家会诊为确诊病例（轻型）。 | 张家界市       |
| 350 | 女   | 43    | 8月1日   | 家住永定区官黎坪办事处黄金塔居委会，系梅尼超市员工。7月29日，核酸检测呈阳性。7月31日，18:40到达张家界国际大酒店集中隔离观察。8月1日，市级专家会诊为确诊病例（普通型）。 | 张家界市       |
| 351 | 男   | 7     | 8月1日   | 家住永定区南庄坪街道办事处机场居委会，案247之子。7月29日15:00父亲带其到万泰酒店停车场进行核酸检测。7月30日作为密切接触者被送至集中隔离点进行隔离。7月31日，核酸检测阳性。8月1日，市级专家会诊为无症状感染者。 | 张家界市       |
| 352 | 男   | 65    | 8月1日   | 北京确诊病例案198之父，与案198/223共同居住生活两天，住赫山区铂金汉宫小区2栋。 | 益阳市         |
| 353 | 女   | 9     | 8月1日   | 北京确诊病例案198/223女儿。 | 益阳市         |
| 354 | 女   | 62    | 8月1日   | 北京确诊病例案198的大姑，住赫山区铂金汉宫小区2栋。 | 益阳市         |
| 355 | 男   | 65    | 8月1日   | 北京确诊病例案198的大姑父，住赫山区铂金汉宫小区2栋。 | 益阳市         |
| 356 |      |       | 8月1日   | 家住天心区赤岭路街道乾城嘉园，为7月29日北京市通报的确诊病例（案198）的关联人员，已于7月29日集中隔离。7月26日17时14分在公用客车厂站乘坐908路公交车到河西岳麓区中医药大学附近的斑马村站下车，步行前往麓山和苑25栋看房，20时19分在斑马村站乘坐908路公交车返回，下车后在小区附近的银行、商店短暂停留。7月27日8时前往赤岭路社区卫生服务中心接种新冠疫苗，随后在附近购买早餐，18时27分在公用客车厂站乘坐912路公交车到草坡子站下车，前往中建麓山和苑25栋，20时04分乘坐908路公交车返回。7月29日7时10分搭乘出租车前往长沙市中心医院发热门诊进行新冠肺炎核酸检测，采样完成后，搭乘出租车返回。 | 长沙市         |
| 357 |      |       | 8月1日   | 海口住址龙华区金盘15-1号南宝花园。7月19日，乘坐飞机HU7059航班离开海口，前往荆州，居住在荆州区荆州东路。7月27日15:35，从荆州站（与淮安市某企业前往张家界旅游的员工在荆州站时间和地点高度重合）乘坐D362（07车）列车前往汉口站，17:34从汉口站乘坐G6889（4车3F座）列车，17:48到达天河机场，乘坐国航CA8235（座位20J）飞往海口，由私家车接回龙华区金盘住处，之后在金盘周围活动。7月29日至31日在8时左右自驾和家婆参加海南广电青少儿频道“少年突击队”军事夏令营结营典礼（观澜湖消防站旁）。11时左右和小孩、家婆3人一起返回家中，在家用餐后小孩和家婆一起去家婆家（龙华区农垦二供小区，海秀路100号），晚上去家婆家接小孩和姐姐的2个小孩一起接回金盘南宝花园住处。7月30日，8时左右骑电动车去海南省人民医院内分泌科抽血（既往甲亢病史），11时左右去头铺菜市场购物后回家。15时左右和另外两人去金花西路金城一品看房，之后再去金垦路金湖一号售楼部，随后返回家中未外出。7月31日，9时左右骑电动车去省人民医院内分泌科看结果，11:30左右去头铺菜市场购物后回家。下午看到湖北确诊病例（案263）的通告，14:49自行骑电动车前往海口市中医医院做核酸检测，16:40左右与一人去中沙路金盘创业新村小区看房，约停留5分钟左右，后返回家中未外出。2021年8月1日凌晨，检出核酸检测结果阳性，转入定点医院隔离诊疗，海南省、海口市疾控中心实验室复核新冠病毒核酸检测结果均为阳性，经海南省疫情防控指挥部确认为新冠肺炎病例（轻型）。 | 海口市         |
| 358 | 男   |       | 8月1日   | 现住房山区阎村镇天恒乐活城北区。7月22日前往湖南省张家界，随后在湖南省张家界、湘西自治州芙蓉镇、怀化市等地旅游，7月24日在张家界观看了张家界千古情演出。7月28日10:15乘坐长安航空9H8411航班，由湖南省怀化市前往海南省三亚市旅游。7月30日18:15乘坐南方航空CZ8804航班从三亚市返京。抵京前向社区报备张家界旅行史，社区于7月31日对其进行采样，经检测新冠病毒核酸阳性。综合流行病史、临床表现、实验室检测和影像学检查等结果，8月1日诊断为确诊病例，临床分型为轻型。 | 北京市         |
| 359 | 女   |       | 8月1日   | 案358的女儿，行程与案358相同。综合流行病史、临床表现、实验室检测和影像学检查等结果，8月1日诊断为确诊病例，临床分型为普通型。 | 北京市         |
| 360 | 男   |       | 8月1日   | 案358的儿子，行程与案358相同。综合流行病史、临床表现、实验室检测和影像学检查等结果，8月1日诊断为无症状感染者。 | 北京市         |
| 361 | 男   | 62    | 8月1日   | 山东临沂市人，案301的密切接触者。7月25日，在案301位于开发区马尔贝拉小区住宅从事保洁工作，与案301有密切接触，且未佩戴口罩；经初步排查，其21天内未离开烟台，无中高风险、境外人员接触史。7月31日晚，开发区指挥部根据市委指挥部指令对案303活动轨迹进行排查时，确认王某某为密切接触者，并转运至集中隔离点。8月1日晨，核酸检测结果可疑阳性，当日中午市疾控中心复核阳性，专家组综合流行病学史、临床表现及实验室检测结果，确定为普通型病例。 | 烟台市         |
| 362 | 男   | 19    | 8月1日   | 恩施州建始县人，学生，住沙市区洪垸菜场对面文朋客栈。7月27日15:20抵达荆州火车站，15:50乘坐D2217次动车（座位号3车2F），与江苏淮安某旅游团7月27日下午在荆州火车站候车厅有轨迹交集。18:06到达恩施州建始火车站，其父亲和弟弟用私家车接回建始家中。7月28日自驾摩托车前往建始县市民中心补办身份证。7月29日8:39乘坐D2378次动车（座位号5车12D），10:47到达荆州市，与女友共骑一辆共享电动车返回文朋客栈，17:00左右出现头痛，自服药。7月30日13:00左右，自感发热，自测体温39.0℃，自服退烧药，未就诊。7月29日至8月1日，接站后至就诊前主要在沙市区、荆州区活动。8月1日5:00看到荆州市发布的健康提示后主动向社区报备，与女友共骑一辆共享电动车前往荆州市第一人民医院发热门诊就诊，后转运至荆州市第二人民医院季家台分院，诊断为新冠肺炎确诊病例（轻型）。 | 荆州市         |
| 363 | 女   | 18    | 8月1日   | 学生，案362女友，住地沙市区洪垸菜场对面文朋客栈。7月29日10:20骑共享电动车前往荆州火车站接男友。7月29日至8月1日，接站后至就诊前，与男友共同生活，活动轨迹相同。8月1日5:00出现咳嗽，因男友发热，且27日在荆州火车站候车厅有停留，看到荆州市发布的健康提示后主动向社区报备。与男友共骑一辆共享电动车前往荆州市第一人民医院发热门诊就诊。15:00自感头晕、发热，被转运至荆州市第二人民医院季家台分院，诊断为新冠肺炎确诊病例（轻型）。 | 荆州市         |
| 364 | 女   | 34    | 8月1日   | 住红安县永佳河镇卫生院对面居民楼，案300的母亲。7月27日携其子（案300）在汉口火车站乘坐D3078次动车（与7月29日江苏省淮安市确诊病例同车次），17:55到达红安西站，返回永佳河镇家中。7月30日7:30乘坐公交车前往红安县县城途中，接到排查电话后，乘出租车返回永佳河镇卫生院采样，核酸检测结果为阴性，11:00被送至集中隔离点隔离。7月31日，新冠病毒核酸检测阳性，确认为新冠病毒无症状感染者。 | 黄冈市         |
| 365 | 女   | 11    | 8月1日   | 住红安县永佳河镇卫生院对面居民楼，案300的姐姐。7月27日晚，从其姨妈家返回家中。7月30日因其弟弟（案300）确诊，被送至集中隔离点隔离。7月31日，新冠病毒核酸检测阳性，确认为新冠病毒无症状感染者。 | 黄冈市         |
| 366 | 男   | 34    | 8月2日   | 现住秦淮区瑞金路街道解放路68号，航空公司职员。7月23日居家隔离。7月24日转运至集中隔离点。因核酸检测阳性，8月1日转运至南京市公共卫生医疗中心，8月2日被诊断为新冠肺炎确诊病例，普通型。 | 南京市         |
| 367 | 男   | 75    | 8月2日   | 现住江宁区横溪街道宁光社区蔡坎自然村，务农。7月19日至25日除核酸检测外居家未出。7月26日根据疫情管控要求，转运至集中隔离点。因核酸检测阳性，8月2日转运至南京市公共卫生医疗中心，当日被诊断为新冠肺炎确诊病例，普通型。 | 南京市         |
| 368 | 女   | 55    | 8月2日   | 现住江宁区禄口街道永兴社区信陵路，无业。7月22日作为确诊病例的密切接触者，转运至集中隔离点。因核酸检测阳性，8月2日转运至南京市公共卫生医疗中心，当日被诊断为新冠肺炎确诊病例，轻型。 | 南京市         |
| 369 | 男   | 66    | 8月2日   | 现住江宁区禄口街道群力社区中骏禄港街区北区，退休。7月28日作为确诊病例的密切接触者，转运至集中隔离点。因核酸检测阳性，8月2日转运至南京市公共卫生医疗中心，当日被诊断为新冠肺炎确诊病例，轻型。 | 南京市         |
| 370 | 女   | 49    | 8月2日   | 现住江宁区禄口街道白云路社区三角村自然村，务农。7月29日作为确诊病例的密切接触者，转运至集中隔离点。因核酸检测阳性，8月2日转运至南京市公共卫生医疗中心，当日被诊断为新冠肺炎确诊病例，轻型。 | 南京市         |
| 371 | 女   | 43    | 8月2日   | 现住文汇东路251号。案318密接。7月21日-23日，每天至扬州市可瑞尔科技公司（兴扬路28号）上班。7月24日中午在朱塘路108号顺丰快递驿站就餐。7月25日、26日前往月明苑。7月27日-29日在公司上班。7月31日作为确诊病例的密接被集中隔离管理，新冠病毒核酸检测结果阳性。即通过专用救护车转运至扬州市第三人民医院，诊断为确诊病例，轻型。 | 扬州市         |
| 372 | 男   | 64    | 8月2日   | 现住开发区南宝带小区。7月21日-25日上午至宝带农贸市场或新城花园菜场买菜，下午在居住地附近大大棋牌室打牌。7月26日下午到沃尔玛附近乐够棋牌室打牌。7月31日新冠病毒核酸检测结果阳性。即通过专用救护车转运至扬州市第三人民医院，诊断为确诊病例，轻型。 | 扬州市         |
| 373 | 男   | 82    | 8月2日   | 现住开发区宝带新村。案318密接。7月23日上午至苏北人民医院就诊。7月29日中午至宝带社区服务中心。7月31日下午至苏北人民医院发热门诊就诊，新冠病毒核酸检测结果阳性。即通过专用救护车转运至扬州市第三人民医院，诊断为确诊病例，轻型。 | 扬州市         |
| 374 | 男   | 57    | 8月2日   | 现住广陵区湾头镇广福花园广盛苑，案325密接。7月21日-28日每天上午至湾头迎宾路菜场买菜。7月29日-7月31日上午，在湾头镇联合村核酸检测点工作。7月31日下午作为确诊病例的密接被集中隔离管理，新冠病毒核酸检测结果阳性。即通过专用救护车转运至扬州市第三人民医院，诊断为确诊病例，轻型。 | 扬州市         |
| 375 | 男   | 69    | 8月2日   | 现住广陵区汤汪乡同心村。案196密接。7月21日下午在四季园秋南苑棋牌室打牌。7月31日上午至武警医院附近百信缘药店。8月1日上午至武警医院，下午至苏北人民医院发热门诊就诊，新冠病毒核酸检测结果阳性。即通过专用救护车转运至扬州市第三人民医院，诊断为确诊病例，普通型。 | 扬州市         |
| 376 | 女   | 67    | 8月2日   | 现住广陵区汤汪乡同心村。案375密接。7月21日-24日、7月26日-28日在广陵区连心路扬州大云食品有限公司工作。7月29日下午至连运社区核酸检测点进行核酸采样，随后至汤汪社区卫生服务中心就诊。8月1日上午至武警医院，下午至苏北人民医院发热门诊就诊，新冠病毒核酸检测结果阳性，即通过专用救护车转运至扬州市第三人民医院，诊断为确诊病例，普通型。 | 扬州市         |
| 377 | 男   | 44    | 8月2日   | 现住湾头镇万寿村。案325密接。7月21日-28日上午，在广陵区湾头镇社区卫生服务中心上班。7月28日至金盛国际家居、江都装饰城。7月29日上午在广陵区湾头镇社区卫生服务中心上班。7月29日中午-7月31日上午，在湾头镇联合村核酸检测点工作。7月31日下午，作为确诊病例的密接被隔离管理，新冠病毒核酸检测结果阳性。即通过负压救护车转运至扬州市第三人民医院，诊断为确诊病例，普通型。 | 扬州市         |
| 378 | 女   | 56    | 8月2日   | 现住广陵区和昌运河东郡。案325密接。7月29日-31日在湾头镇联合村核酸检测点工作。8月1日作为确诊病例密接被集中隔离管理，新冠病毒核酸检测结果阳性，即通过专用救护车转运至扬州市第三人民医院，诊断为确诊病例，轻型。 | 扬州市         |
| 379 | 男   | 39    | 8月2日   | 现住广陵区运河水庭。案334密接。中午一般在案334家中用餐。7月22日在邗江区方巷镇政府附近碧玉园项目部工作。7月23日上午在金茂广场扬州优世房产公司工作，下午到兴城西路邗江区住建局。7月24日晚上到京华城四楼点兵点将用餐，并在一楼、三楼购物。7月25日在大润发超市（维扬店）购物。7月26日上午在公司上班，下午在来鹤台红海浴室洗澡。7月28日中午在槐泗镇顺福楼就餐。7月29日上午邗江区住建局。7月31日，作为确诊病例的密接被集中隔离管理，新冠病毒核酸检测结果阳性。即通过专用救护车转运至扬州市第三人民医院，诊断为确诊病例，轻型。 | 扬州市         |
| 380 | 男   | 11    | 8月2日   | 现住广陵区运河水庭。案334密接。中午一般在案334家中用餐。7月21日、23日在瘦西湖路181号优课教育培训上课。7月22日上午在玉器街1号福乐大语文培训中心上课，下午在史可法路39号九拍培训机构上课。7月24日在玉器街1号福乐大语文培训中心上课，晚上到京华城四楼点兵点将用餐，并在一楼、三楼购物。7月31日下午，作为确诊病例的密接被集中隔离管理，新冠病毒核酸检测结果阳性。即通过专用救护车转运至扬州市第三人民医院，诊断为确诊病例，轻型。 | 扬州市         |
| 381 | 男   | 71    | 8月2日   | 现住邗江区杨庄街坊。7月26日下午在秋南苑棋牌室打牌。7月27日、28日上午至仪征市豪第坊，7月28日中午至仪征市宝能广场用餐，后至宝能影城。7月29日上午在康乐新村检测点进行核酸采样，后至杨庄街坊南门东边小超市买菜。8月1日上午至苏北人民医院发热门诊就诊，新冠病毒核酸检测结果阳性。即通过专用救护车转运至扬州市第三人民医院，诊断为确诊病例，普通型。 | 扬州市         |
| 382 | 男   | 63    | 8月2日   | 现住梅岭街道花家巷36号。案167密接。7月23日晚上在宏远棋牌室打牌。7月24日下午在宏远棋牌室打牌。7月27日下午去市民中心房管局办理业务。7月28日下午至486广场检测点进行核酸采样。7月30日作为确诊病例的密接被集中隔离管理，新冠病毒核酸检测结果阳性。即通过专用救护车转运至扬州市第三人民医院，诊断为确诊病例，轻型。 | 扬州市         |
| 383 | 女   | 37    | 8月2日   | 现住广陵区运河水庭。案334密接。7月21日、23日-29日，每天中午在确诊病例47家中用餐。7月21日在杭集中学项目部上班。7月22日在建设大厦扬建集团公司本部上班。7月23日到人才公寓项目部、软件园扬建项目部、秦邮路图书馆工地。7月24日白天在人才公寓项目部、生态科技新城管委会，晚上在京华城四楼点兵点将用餐并在一楼和三楼购物。7月26日-28日在八里村扬建项目部上班。7月28日下午到秦邮路图书馆工地及建设大厦公司本部。7月29日上午到住建局一楼办事。7月31日作为确诊病例的密接被集中隔离管理，后通过专用救护车转运至扬州市第三人民医院，新冠病毒核酸检测结果阳性，诊断为确诊病例，轻型。 | 扬州市         |
| 384 | 女   | 66    | 8月2日   | 现住玉器街28号。确诊病例2次密接。7月21日-26日，28日-31日，每天上午到居住地一楼便利店买菜。28日、29日下午至宏信龙生活超市（玉器街店）旁棋牌室看人打牌。7月31日作为确诊病例次密接被集中隔离管理，新冠病毒核酸检测结果阳性。即通过专用救护车转运至扬州市第三人民医院，诊断为确诊病例，轻型。 | 扬州市         |
| 385 | 男   | 73    | 8月2日   | 现住梅岭街道瘦西湖景苑。案197密接。7月22日-27日下午在史可法东路的宏远棋牌室打麻将。7月27日上午在花都汇接种新冠疫苗。7月30日作为确诊病例密接被集中隔离管理，8月2日新冠病毒核酸检测结果阳性。即通过专用救护车转运至扬州市第三人民医院，诊断为确诊病例，普通型。 | 扬州市         |
| 386 | 女   | 69    | 8月2日   | 7月21日-23日、26日-27日至美琪农贸市场买菜。7月24日下午在莱东苑棋牌室打牌。7月25日至百信缘大药房莱福店。8月1日新冠病毒核酸检测结果阳性。即通过专用救护车转运至扬州市第三人民医院，诊断为确诊病例，普通型。 | 扬州市         |
| 387 | 男   | 72    | 8月2日   | 现住邗江区永安公寓。案386密接。7月21日至7月31日居家未外出。8月1日新冠病毒核酸检测结果阳性。即通过专用救护车转运至扬州市第三人民医院，诊断为确诊病例，普通型。 | 扬州市         |
| 388 | 女   | 57    | 8月2日   | 现住邗江区秋南苑。案196密接。7月21日下午至秋南苑棋牌室打牌。7月28日作为确诊病例密接被居家隔离管理，7月30日晚由120救护车送至苏北人民医院发热门诊，新冠病毒核酸检测结果阳性。即通过专用救护车转运至扬州市第三人民医院，诊断为确诊病例，普通型。 | 扬州市         |
| 389 | 男   | 74    | 8月2日   | 现住邗江区美琪小区祥和苑。案196密接。7月21日-26日，每天上午至冠瑞健康会馆望月路店理疗，下午在秋南苑棋牌室打牌。7月27日-28日，下午在秋南苑棋牌室打牌。7月29日作为确诊病例密接被集中隔离管理，新冠病毒核酸检测结果阳性。即通过专用救护车转运至扬州市第三人民医院，诊断为确诊病例，轻型。 | 扬州市         |
| 390 | 男   | 67    | 8月2日   | 现住邗江区武塘小区。7月21日-29日，每天上午至四季园农贸市场买菜。7月22日中午在新城河路与文汇西路交叉口兰庄酒楼就餐。7月23日-24日、27日下午在秋南苑棋牌室打牌。7月29日上午至四季园农贸市场，下午作为确诊病例密接被集中隔离管理，新冠病毒核酸检测结果阳性。即通过专用救护车转运至扬州市第三人民医院，诊断为确诊病例，轻型。 | 扬州市         |
| 391 | 女   | 66    | 8月2日   | 现住邗江区美琪小区祥和苑。案196密接。7月21日-26日，每天上午至冠瑞健康会馆望月路店理疗，下午在秋南苑棋牌室打牌。7月27日-28日，下午在秋南苑棋牌室打牌。7月29日作为确诊病例密接被集中隔离管理，新冠病毒核酸检测结果阳性。即通过专用救护车转运至扬州市第三人民医院，诊断为确诊病例，普通型。 | 扬州市         |
| 392 | 女   | 74    | 8月2日   | 现住邗江区美琪小区莱福苑。案196密接。7月21日-26日，上午至四季园菜场买菜。7月21日下午在秋南苑棋牌室打牌，晚上在文昌中路得月楼就餐。7月23日下午至秋南苑棋牌室打牌。7月24日至观音山烧香。7月27日-29日上午至望月路美琪农贸市场买菜。7月30日作为确诊病例密接被集中隔离管理，新冠病毒核酸检测结果阳性。即通过专用救护车转运至扬州市第三人民医院，诊断为确诊病例，普通型。 | 扬州市         |
| 393 | 女   | 80    | 8月2日   | 现住邗江区新庄二村。案217密接。7月26日-27日下午在秋南苑棋牌室打牌。8月1日由120救护车转运至苏北人民医院发热门诊就诊，新冠病毒核酸检测结果阳性。即通过专用救护车转运至扬州市第三人民医院，诊断为确诊病例，轻型。 | 扬州市         |
| 394 | 女   | 42    | 8月2日   | 现住邗江区汊河街道宏溪新苑。案285密接。7月21日-22日，在兴扬路五丰富春食品有限公司上班。7月23日在公司上班，中途至邗江区人民法院，晚上在淮左疫苗集中接种点接种疫苗。7月24日上午至汊河街道华扬西路392号。7月26日-29日正常上班。7月29日晚至汊河街道世纪华联超市、华扬西路392号。7月30日上午至汊河街道华扬西路立祥超市。8月1日晚上由120救护车转运至苏北医院发热门诊就诊，新冠病毒核酸检测结果阳性。即通过专用救护车转运至扬州市第三人民医院，诊断为确诊病例，轻型。 | 扬州市         |
| 395 | 男   | 42    | 8月2日   | 现住邗江区杨庄街坊。7月25日上午至中国建设银行扬州城东支行。7月26日下午至景区相别路大陆庄。7月27日上午至仪征市豪第坊，晚上至新城河路天香茶楼打牌。7月28日上午至仪征豪第坊，中午至仪征宝能广场家和豆浆就餐，随后至宝能影城，下午至仪征滨城溪上明堂。7月29日上午至扬子江北路唐郡澜湾。8月1日由120救护车转运至苏北人民医院发热门诊就诊，新冠病毒核酸检测结果阳性。即通过专用救护车转运至扬州市第三人民医院，诊断为确诊病例，轻型。 | 扬州市         |
| 396 | 女   | 75    | 8月2日   | 现住邗江区春竹苑。案196密接。7月21日至25日，每天上午至四季园小区周李超市购物，下午至秋南苑棋牌室打牌。7月30日作为确诊病例密接被集中隔离管理，新冠病毒核酸检测结果阳性。即通过专用救护车转运至扬州市第三人民医院，诊断为确诊病例，普通型。 | 扬州市         |
| 397 | 男   | 80    | 8月2日   | 现住邗江区春竹苑。案396密接。7月26日上午至秋雨路大德生药房买药。7月30日作为确诊病例密接被集中隔离管理，新冠病毒核酸检测结果阳性。即通过专用救护车转运至扬州市第三人民医院，诊断为确诊病例，普通型。 | 扬州市         |
| 398 | 女   | 69    | 8月2日   | 现住邗江区凯莱花园。案196密接。7月21日-27日每天上午至四季园蕲艾艾灸馆艾灸。7月23日-26日每天下午在秋南苑棋牌室打牌。7月27日上午至四季园菜场买菜。7月29日新冠病毒核酸检测结果阳性。即通过专用救护车转运至扬州市第三人民医院，诊断为确诊病例，普通型。 | 扬州市         |
| 399 | 女   | 68    | 8月2日   | 现住邗江区秋桂苑。案196密接。7月21日-28日每天上午至四季园菜场买菜。7月24日下午在秋南苑棋牌室打牌。7月25日上午至扬州市体育公园新冠疫苗集中接种点接种疫苗，下午在秋南苑棋牌室打牌。7月26日-27日下午在秋南苑棋牌室打牌。8月1日由120救护车转运至苏北人民医院发热门诊，新冠病毒核酸检测结果阳性。即通过专用救护车转运至扬州市第三人民医院，诊断为确诊病例，普通型。 | 扬州市         |
| 400 | 女   | 70    | 8月2日   | 现住邗江区秋桂苑。案196密接。7月21日-24日每天下午在秋南苑棋牌室打牌。7月25日下午在秋桂苑18幢车库打牌。7月29日作为确诊病例密接被集中隔离管理，新冠病毒核酸检测结果阳性。即通过专用救护车转运至扬州市第三人民医院，诊断为确诊病例，普通型。 | 扬州市         |
| 401 | 女   | 42    | 8月2日   | 现住邗江区杨庄街坊。案381密接。7月21日-23日、25日-27日在淮海路院士广场图书馆分馆上班。7月24日文汇东路道华精品水果、文汇西路四季鲜果超市、秋雨西路大齐烟酒购物。8月1日，由120救护车转运至苏北人民医院发热门诊就诊，新冠病毒核酸检测结果阳性。即通过专用救护车转运至扬州市第三人民医院，诊断为确诊病例，轻型。 | 扬州市         |
| 402 | 女   | 67    | 8月2日   | 现住邗江区杨庄街坊。案381密接。7月21-27日，每天上午至秋雨西路扬城恒美生活超市买菜，下午至秋南苑24栋103棋牌室打牌。7月28日上午至秋雨西路扬城恒美生活超市买菜。7月29日至杨庄街坊南门东边小超市买菜。8月1日，由120救护车转运至苏北人民医院发热门诊就诊，新冠病毒核酸检测结果阳性。即通过专用救护车转运至扬州市第三人民医院，诊断为确诊病例，普通型。 | 扬州市         |
| 403 | 女   | 78    | 8月2日   | 现住邗江区夏荷苑。案332密接。7月27日下午至四季园农贸市场买菜。7月29日上午至夏荷苑附近菜市场买菜，下午作为确诊病例密接被集中隔离管理，新冠病毒核酸检测结果阳性。即通过专用救护车转运至扬州市第三人民医院，诊断为确诊病例，轻型。 | 扬州市         |
| 404 | 女   | 35    | 8月2日   | 现住邗江区万达华府。7月21日-30日白天在文昌西路53号手机卖场上班。7月23日晚上在金湖湾小胖烤牛肉就餐。8月1日上午至苏北人民医院发热门诊就诊，新冠病毒核酸检测结果阳性。即通过专用救护车转运至扬州市第三人民医院，诊断为确诊病例，普通型。 | 扬州市         |
| 405 | 女   | 74    | 8月2日   | 现住邗江区春竹苑。案196密接。7月22日上午至四季园农贸市场购物，下午在秋南苑棋牌室打牌。7月24日上午至四季园农贸市场买菜。7月26日上午至大地四季幼儿园门口菜市场买菜。7月27日-28日下午在秋南苑棋牌室打牌。7月28日上午至大地四季幼儿园门口菜市场买菜。7月29日作为确诊病例密接被集中隔离管理，新冠病毒核酸检测结果阳性。即通过专用救护车转运至扬州市第三人民医院，诊断为确诊病例，普通型。 | 扬州市         |
| 406 | 女   | 74    | 8月2日   | 现住广陵区君悦华府。案197密接。7月21日-24日，每天至苏北人民医院。7月25日下午在宏远棋牌室打牌。7月27日下午至宏远棋牌室。8月1日上午至扬州市第二人民医院发热门诊就诊，新冠病毒核酸检测结果阳性。即通过专用救护车转运至扬州市第三人民医院，诊断为确诊病例，普通型。 | 扬州市         |
| 407 | 女   | 75    | 8月2日   | 现住广陵区渡江南路46号。案317密接。7月25日中午在怡园饭店就餐。7月26日上午在居住地附近农贸市场买菜，下午至大润发超市（广陵店）购物。7月27日上午在居住地附近农贸市场买菜，中午在邗江中路菱塘土菜馆就餐。7月29日-30日上午至渡江南路46号附近农贸市场买菜。8月1日新冠病毒核酸检测结果阳性。即通过专用救护车转运至扬州市第三人民医院，诊断为确诊病例，普通型。 | 扬州市         |
| 408 | 男   | 35    | 8月2日   | 现住广陵区城东路35号。7月21日-8月1日，每天在广储门外街玉器厂门前停车场上班。7月28日中午在史可法路上海三鲜馄饨王就餐。7月31日下午至城东路水果蔬菜店购物。8月2日至武警江苏省总队医院发热门诊就诊，新冠病毒核酸检测结果阳性。即通过专用救护车转运至扬州市第三人民医院，诊断为确诊病例，轻型。 | 扬州市         |
| 409 | 女   | 63    | 8月2日   | 现住邗江区春竹苑。案196密接。7月21日-25日,每天上午至四季园菜场蕲艾艾灸馆诊疗。7月24日下午在秋南苑棋牌室打牌。8月1日新冠病毒核酸检测结果阳性，即通过专用救护车转运至扬州市第三人民医院，诊断为确诊病例，普通型。 | 扬州市         |
| 410 | 女   | 66    | 8月2日   | 现住广陵区皇宫花园。案197密接。7月22日、25日-26日，下午在宏远棋牌室打牌。7月27日晚上至文昌中路十六粮店购物。7月30日作为确诊病例密接被集中隔离管理，新冠病毒核酸检测结果阳性。即通过专用救护车转运至扬州市第三人民医院，诊断为确诊病例，轻型。 | 扬州市         |
| 411 |      |       | 8月2日   | 案345/346的儿子、案347的弟弟。7月30日13时闭环转运至集中隔离点。 | 株洲市         |
| 412 | 女   | 59    | 8月2日   | 餐馆服务员，家住桑植县芙蓉桥白族乡高阳村，有新冠确诊病例接触史。7月31日由120救护车分别送到桑植县职业中等专业学校、桑植县人民医院隔离观察。8月2日核酸检测呈阳性，诊断为确诊病例（普通型）。 | 张家界市       |
| 413 | 男   | 20    | 8月2日   | 现住永定区官黎坪办事处黄金塔社区，为此前确诊病例之子。7月29日29日在黄金塔农贸市场进行全民核酸检测。8月1日4:03到达瑞景酒店集中隔离观察。8月2日，经市疾控中心核酸检测复核阳性，8月2日市级专家会诊为确诊病例（轻型）。 | 张家界市       |
| 414 | 男   | 30    | 8月2日   | 旅游从业人员（网络营销），现住永定区永定办事处教场社区天子巷，与案247为姐弟关系。7月27日晚在自家与案247等人聚餐。7月31日18:00送至张家界国际大酒店集中隔离观察。8月1日送到市人民医院接受隔离治疗。8月2日核酸检测呈阳性，市级专家会诊为确诊病例（普通型）。 | 张家界市       |
| 415 | 女   | 7     | 8月2日   | 小学学生，现住永定区永定办事处教场社区天子巷，无新冠疫苗接种史，为此前确诊病例的女儿。7月31日送至张家界国际大酒店集中隔离观察。8月2日核酸检测呈阳性，诊断为无症状感染者。 | 张家界市       |
| 416 |      |       | 8月2日   | | 湘潭市         |
| 417 | 男   | 21    | 8月2日   | 现居住武汉经开区万家湖社区，7月27日，14：00从荆门十里铺镇坐大巴车到达荆州高铁站，17：11乘坐D5816（2车4C）列车，18：43到汉口站。下车后18：54乘坐地铁2号线，19：43到达光谷广场站。后打车到政院小区（武汉市洪山区南湖大道136号），车牌号为鄂AD66175，当晚在该处留宿至第二天中午。7月28日，12：00打车去武汉工程大学东区公寓，车牌号为鄂A391QL。于12：31打车回政院小区，车牌号为鄂A5M98D。7月28日，12：50打车去江汉路，车牌号为鄂AD87660，在一食万巷螺蛳粉店进餐，地址位于江岸区江汉一路58号。15：40乘坐地铁6号线至江城大道站下车，之后转394路公交，17：07到达万家湖社区附近中建三局工地。7月29日至8月1号中午，在万家湖社区附近中建三局工地和宿舍两点一线生活，未外出。8月1日22：58，万家湖社区派专车将其转运至武汉亚心总医院开展核酸检测及其他相关检查。 | 武汉市         |
| 418 | 男   | 19    | 8月2日   | 与案417为室友关系。7月28日17:15，于地铁2号线佛祖岭站乘地铁前往6号线江城大道站，下车后前往万家湖社区附近中建三局工地，并至万家湖C区工地宿舍。7月29日-8月1日，每天至万家湖社区附近中建三局工地上班，早餐在工地内小吃摊购买，中晚餐由工地提供盒饭，下班后回宿舍休息，未外出。8月2日0:00，社区安排前往武汉亚心总医院。8月2日8:00-9:00，由专车转运至武汉市金银潭医院隔离病房。 | 武汉市         |
| 419 | 男   | 17    | 8月2日   | 与案417为室友关系。7月28日17：00，打车到万家湖社区附近中建三局工地报到，车牌号为鄂A22D6E，住万家湖小区C区D07栋203宿舍。7月29日-31日，在万家湖社区附近中建三局工地上班，下班后返回宿舍休息，晚上未外出。8月1日23：00，由社区专车送至武汉亚心总医院行核酸检测，并在欧漫酒店住1晚。8月2日11：00，从欧漫酒店由专车转至武汉市金银潭医院。 | 武汉市         |
| 420 | 男   | 17    | 8月2日   | 与案417为室友关系。7月28日，由光谷广场乘坐地铁2号线转4号线，11：26到古田二路附近的凯德广场；14：45，乘坐公交由古田二路到万家湖社区附近中建三局工地。7月29日-31日，在万家湖社区附近中建三局工地上班，下班后返回宿舍休息，晚上未外出。8月1日23：00，由社区专车送至武汉亚心总医院行核酸检测，并在欧漫酒店住1晚。8月2日11：00，从欧漫酒店由专车转至武汉市金银潭医院。 | 武汉市         |
| 421 | 男   | 17    | 8月2日   | 与案417为室友关系。7月28日17：00，打车到万家湖社区附近中建三局工地报到，车牌号为鄂A22D6E，住万家湖小区C区D07栋203宿舍。7月29日-31日，在万家湖社区附近中建三局工地上班，下班后返回宿舍休息，晚上未外出。8月1日23：00，由社区专车送至武汉亚心总医院行核酸检测，并在欧漫酒店住1晚。8月2日11：00，从欧漫酒店由专车转至武汉市金银潭医院。 | 武汉市         |
| 422 | 男   | 35    | 8月2日   | 与案417为工友关系，与案372为室友关系。7月28日-7月31日，每天至万家湖社区附近中建三局工地上班，在工地食堂或工地对面餐馆就餐，下班后回宿舍休息，未外出。8月1日20：00，前往林海子诊所就医，随后步行回宿舍。8月1日23：00，万家湖社区派专车送达武汉亚心总医院进行核酸检测。8月2日11：00，由专车转至武汉市金银潭医院。 | 武汉市         |
| 423 | 男   | 41    | 8月2日   | 与案417为工友关系，与案371为室友关系。7月28日-7月31日，每天至万家湖社区附近中建三局工地上班，在工地食堂或工地对面餐馆就餐，下班后回万家湖社区附近中建三局工地宿舍休息，未外出。8月1日23：00，万家湖社区派专车送达武汉亚心总医院留观。8月2日11：00，由专车转至武汉市金银潭医院。 | 武汉市         |
| 424 |      |       | 8月2日   | 7月29日公布确诊病例的密切接触者，住址为海淀区首体南路20号国兴家园。7月25日从长沙南站乘坐高铁G486返京，当日21：26到达北京西站，出站后乘坐私家车至海淀区国兴家园。7月29日主动向社区报备并按要求进行集中隔离观察，首次核酸检测结果为阴性。自述其7月30日出现咳嗽等症状，7月31日出现发热症状，8月1日核酸检测结果为阳性，转至定点医院，综合流行病史、临床表现、实验室检测和影像学检查等结果，8月2日诊断为确诊病例，临床分型为普通型。 | 北京市         |
| 425 | 女   | 6     | 8月3日   | 住江宁区禄口街道机场社区里外城小区，学龄前儿童。为确诊病例的女儿，外出行程与确诊病例相同。因核酸检测阳性，8月2日通过专用救护车转运至南京市公共卫生医疗中心。8月3日被诊断为新冠肺炎确诊病例，普通型。 | 南京市         |
| 426 | 男   | 38    | 8月3日   | 住江宁区禄口街道群力社区朗诗青春街区，禄口机场地勤人员。7月19日18:10与同事至柘塘大排档吃饭，20:00回家。7月20日到机场上班至7月21日21:30下班。7月22日到核酸采样点核酸检测后到世纪华联（百利广场店）购物。7月23日至29日居家隔离。7月30日转运至集中隔离点。因核酸检测阳性，8月3日通过专用救护车转运至南京市公共卫生医疗中心，当日被诊断为新冠肺炎确诊病例，普通型。 | 南京市         |
| 427 | 女   | 17    | 8月3日   | 住江宁区禄口街道永兴社区玺禄苑小区，学生。7月19日、20日坐机场班车转地铁S1号线、1号线到新街口天安国际大厦新东方上课。根据疫情防控要求，7月22日起开始居家隔离。7月26日转运至集中隔离点。因核酸检测阳性，8月3日通过专用救护车转运至南京市公共卫生医疗中心，当日被诊断为新冠肺炎确诊病例，轻型。 | 南京市         |
| 428 | 女   | 80    | 8月3日   | 现住邗江区春竹苑。7月27日上午至四季园农贸市场买菜。7月30日中午作为确诊病例的次密接被集中隔离管理，新冠病毒核酸检测结果阳性。即通过专用救护车转运至扬州市第三人民医院，诊断为确诊病例，普通型。 | 扬州市         |
| 429 | 男   | 72    | 8月3日   | 现住邗江区康乐新村。案196密接。7月21日-27日下午在秋南苑棋牌室打牌。7月25日上午至康乐新村北门对面生鲜超市买菜。7月28日上午至东花园菜场买菜。7月30日作为确诊病例的密接被集中隔离管理，新冠病毒核酸检测结果阳性。即通过专用救护车转运至扬州市第三人民医院，诊断为确诊病例，普通型。 | 扬州市         |
| 430 | 男   | 58    | 8月3日   | 住邗江区柳湖北苑。案291密接。7月21日-29日在江都区宝雅雅苑建筑工地工作。期间，7月24日、26日、29日在江都商贸城水天堂浴室附近小吃店吃早餐；7月25日在张纲镇张纲闸附近油条摊点买早餐；7月27日上午到江都建筑设计院、江都区城南社区卫生服务中心办事，晚上在都喜爱精品零食超市梅岭东路店购物。7月29日晚作为确诊病例的密接被集中隔离管理，新冠病毒核酸检测结果阳性。即通过专用救护车转运至扬州市第三人民医院，诊断为确诊病例，轻型。 | 扬州市         |
| 431 | 男   | 66    | 8月3日   | 现住邗江区紫金文昌。案336密接。7月22日至甘泉路红旗剧场南门口菜场买菜。7月24日下午在沃尔玛超市附近乐够棋牌室打牌。7月25日下午在文昌西路兰苑菜场楼上尚美健身房健身并在附近小超市购物。7月26日下午至扬州体育公园新冠疫苗接种点接种疫苗。7月27日上午至南门口菜场买菜，下午在尚美健身房健身。7月29日上午至秋雨路毛牌楼对面超市购物，下午作为确诊病例的密接被集中隔离管理，新冠病毒核酸检测结果阳性。即通过专用救护车转运至扬州市第三人民医院，诊断为确诊病例，普通型。 | 扬州市         |
| 432 | 女   | 67    | 8月3日   | 现住邗江区扬子江北路568号江苏里下河地区农业科学研究所。7月21日-28日在新万福路88号扬州农科院工作和生活。7月28日下午回扬子江北路568号住处。7月29日在维扬路念香苑，中午在念香苑东门御香苑饭馆就餐。7月30日上午至西屏山殡仪馆，中午在念香苑东门御香苑饭馆就餐，下午正常上班。7月31日-8月1日正常上班。8月2日凌晨被集中隔离管理，新冠病毒核酸检测结果阳性。即通过专用救护车转运至扬州市第三人民医院，诊断为确诊病例，轻型。 | 扬州市         |
| 433 | 女   | 75    | 8月3日   | 现住景区瘦西湖景苑。案385密接。7月27日上午到花都汇新冠疫苗集中接种点接种疫苗。7月31日作为确诊病例的密接被集中隔离管理，新冠病毒核酸检测结果阳性。即通过专用救护车转运至扬州市第三人民医院，诊断为确诊病例，普通型。 | 扬州市         |
| 434 | 女   | 62    | 8月3日   | 现住广陵区东关街道丁家湾如来柱。案317密接。7月27日中午在邗江中路菱塘土菜馆就餐。8月2日晚至苏北人民医院发热门诊就诊，新冠病毒核酸检测结果阳性。即通过专用救护车转运至扬州市第三人民医院，诊断为确诊病例，普通型。 | 扬州市         |
| 435 | 女   | 71    | 8月3日   | 现住邗江区秋桂苑。案196密接。7月21日-26日，每天上午至四季园农贸市场买菜，下午在秋南苑棋牌室打牌。7月28日-29日每天上午至四季园农贸市场买菜。7月30日作为确诊病例的密接被集中隔离管理，新冠病毒核酸检测结果阳性。即通过专用救护车转运至扬州市第三人民医院，诊断为确诊病例，普通型。 | 扬州市         |
| 436 | 女   | 73    | 8月3日   | 现住邗江区秋桂苑。案217密接。7月27日下午在秋南苑棋牌室打牌。7月30日下午作为确诊病例密接被集中隔离管理，新冠病毒核酸检测结果阳性。即通过专用救护车转运至扬州市第三人民医院，诊断为确诊病例，普通型。 | 扬州市         |
| 437 | 男   | 75    | 8月3日   | 现住邗江区武庄小区。案196密接。7月24日-25日每天下午至秋南苑棋牌室打牌。7月29日作为确诊病例密接被集中隔离管理，新冠病毒核酸检测结果阳性。即通过专用救护车转运至扬州市第三人民医院，诊断为确诊病例，普通型。 | 扬州市         |
| 438 | 男   | 81    | 8月3日   | 现住邗江区秋南苑。案328密接。7月24日-27日每天上午至望月路17号德先诊所输液。7月29日下午作为确诊病例密接被集中隔离管理，新冠病毒核酸检测结果阳性。即通过专用救护车转运至扬州市第三人民医院，诊断为确诊病例，普通型。 | 扬州市         |
| 439 | 女   | 17    | 8月3日   | 现住广陵区翠月花园。案325密接。7月22日-28日、30日每天下午至湾头摩配城。7月31日下午至市一中传达室拿书，后至湾头摩配城。8月2日至扬州大学附属医院（东区）发热门诊就诊，新冠病毒核酸检测结果阳性。即通过专用救护车转运至扬州市第三人民医院，诊断为确诊病例，轻型。 | 扬州市         |
| 440 | 女   | 25    | 8月3日   | 现住广陵区翠月花园。案325密接。7月24日下午、25日上午、28日上午在碧桂园陵江府售楼处上班。7月28日晚上至九久奥特莱斯广场海底捞就餐。7月29日下午至碧桂园陵江府售楼处，晚上至徐凝门大街裴氏烤肉馆就餐。7月30日下午至大润发超市（广陵店）购物。7月31日晚至湾头摩配城。8月2日晚陪家人至扬州大学附属医院（东区）发热门诊就诊，新冠病毒核酸检测结果阳性。即通过专用救护车转运至扬州市第三人民医院，诊断为确诊病例，轻型。 | 扬州市         |
| 441 | 女   | 70    | 8月3日   | 现住邗江区武庄小区，案196密接。7月24日至25日上午至四季园菜场买菜，下午至秋南苑棋牌室打牌。7月26日下午至秋南苑棋牌室打牌。7月28日上午至四季园菜场买菜。7月29日作为密接被集中隔离管理。7月31日新冠病毒核酸检测阳性，即通过专用救护车转运至扬州市第三人民医院，诊断为确诊病例，普通型。 | 扬州市         |
| 442 | 女   | 66    | 8月3日   | 现住邗江区康乐新村。案196密接。7月21日-27日每天下午至秋南苑棋牌室打牌。7月29日作为确诊病例密接隔离管理，新冠病毒核酸检测结果阳性。即通过专用救护车转运至扬州市第三人民医院，诊断为确诊病例，轻型。 | 扬州市         |
| 443 | 女   | 82    | 8月3日   | 现住邗江区秋桂苑，案196密接。7月21日-29日每天上午至四季园农贸市场买菜。7月22日-23日下午在秋南苑棋牌室打牌。7月24日下午在秋南苑棋牌室打牌，后至少儿图书馆。7月30日下午作为确诊病例密接被集中隔离管理，新冠病毒核酸检测结果阳性。即通过专用救护车转运至扬州市第三人民医院，诊断为确诊病例，普通型。 | 扬州市         |
| 444 | 女   | 66    | 8月3日   | 现住邗江区凯莱花园。案196密接。7月21日-25日每天上午在来鹤台江南大舞厅跳舞。7月24日-25日下午在四季园秋南苑棋牌室打牌。7月29日晚至淮海路环球手机智慧体验馆购物。7月30日下午作为确诊病例密接被集中隔离管理，新冠病毒核酸检测结果阳性。即通过专用救护车转运至扬州市第三人民医院，诊断为确诊病例，普通型。 | 扬州市         |
| 445 | 女   | 61    | 8月3日   | 现住开发区南宝带小区。案372密接。7月21日-23日、7月25日-26日每天上午至宝带农贸市场买菜。7月31日作为确诊病例的密接被集中隔离管理，新冠病毒核酸检测结果阳性。即通过专用救护车转运至扬州市第三人民医院，诊断为确诊病例，轻型。 | 扬州市         |
| 446 | 男   | 71    | 8月3日   | 现住邗江区蒋王街道四联村。案285密接。7月29日晚在四联村参加农村家宴。7月31日作为确诊病例的密接被集中隔离管理，新冠病毒核酸检测结果阳性。即通过专用救护车转运至扬州市第三人民医院，诊断为确诊病例，轻型。 | 扬州市         |
| 447 | 女   | 60    | 8月3日   | 现住邗江区和美第。案317密接。7月27日中午在邗江中路菱塘土菜馆就餐。7月30日上午至华鼎星城北门天猫小店购物，随后至中国建设银行(百祥路支行)和交通银行(扬州分行营业部)的自助银行。8月2日晚由120救护车转运至苏北医院发热门诊就诊，新冠病毒核酸检测结果阳性。即通过专用救护车转运至扬州市第三人民医院，诊断为确诊病例，普通型。 | 扬州市         |
| 448 | 男   | 65    | 8月3日   | 现住邗江区和美第。案447密接。7月27日、29日、31日、8月2日上午至邗江区绿杨路新盛农贸市场买菜。8月1日上午至五彩世界地下超市购物。8月2日晚由120救护车转运至苏北医院发热门诊，新冠病毒核酸检测结果阳性。即通过专用救护车转运至扬州市第三人民医院，诊断为确诊病例，轻型。 | 扬州市         |
| 449 | 男   | 77    | 8月3日   | 现住广陵区渡江南路46号。案407密接。7月25日中午至四望亭路怡园饭店就餐。7月26日下午至大润发超市（广陵店）购物。7月27日上午至国庆路大德生药房买药。8月1日作为确诊病例的密接被集中隔离管理，新冠病毒核酸检测结果阳性。即通过专用救护车转运至扬州市第三人民医院，诊断为确诊病例，普通型。 | 扬州市         |
| 450 | 女   | 38    | 8月3日   | 现住邗江区奥都花城。案340密接。7月26日-30日在观潮路广陵区行政审批局上班。7月26日早晨至秋雨路沪江果品水果直销批发行，晚上至奥都花城南门生鲜超市购物、海兰德健身会所（奥都花城店）健身。7月27日晚上至百祥路秋雨书店购书、海兰德健身会所（奥都花城店）健身。7月28日晚上至奥都花城南门喜洋洋超市购物。7月29日晚上至仁济大药房奥都花城店买药。7月31日上午至望月路美琪农贸市场买菜，随后作为确诊病例的密接被隔离管理，新冠病毒核酸检测结果阳性。即通过专用救护车转运至扬州市第三人民医院，诊断为确诊病例，轻型。 | 扬州市         |
| 451 | 男   | 71    | 8月3日   | 现住邗江区秋桂苑。案399密接。7月21日-28日，每天上午至四季园农贸市场买菜。7月21日、23日、26日每天上午至新城河路晨曦书画学校。7月25日上午至扬州市体育公园新冠疫苗集中接种点接种疫苗。7月29日居住地封闭管理，新冠病毒核酸检测结果阳性。即通过专用救护车转运至扬州市第三人民医院，诊断为确诊病例，普通型。 | 扬州市         |
| 452 | 男   | 19    | 8月3日   | 现住邗江区凯莱花园。7月28日下午至兰苑尊尼理发店理发。7月29日下午至望月路美琪农贸市场买菜。8月2日下午至苏北人民医院发热门诊就诊，新冠病毒核酸检测结果阳性。即通过专用救护车转运至扬州市第三人民医院，诊断为确诊病例，轻型。 | 扬州市         |
| 453 | 男   | 64    | 8月3日   | 现住邗江区武塘社区288号。7月21日、23日、25日、27日、29日在宏溪路三期邗建工地上班。7月22日、24日下午在四季园农贸市场南门东侧常乐棋牌室打牌。7月26日下午在常乐棋牌室看牌，后至秋南苑棋牌室打牌。7月30日居住地封闭管理。8月2日由120救护车转运至苏北人民医院发热门诊就诊，新冠病毒核酸检测结果阳性。即通过专用救护车转运至扬州市第三人民医院，诊断为确诊病例，普通型。 | 扬州市         |
| 454 | 女   | 44    | 8月3日   | 现住广陵区杉湾花园。案285密接。7月21日-23日、26日-29日白天在扬州市五丰富春食品有限公司上班。7月24日上午至联谊路东花园批发市场购物，晚上在连运小区南门附近药膳鸡就餐。7月30日上午至大润发（奥邦店）购物。8月1日作为确诊病例密接被集中隔离管理，新冠病毒核酸检测结果阳性。即通过专用救护车转运至扬州市第三人民医院，诊断为确诊病例，轻型。 | 扬州市         |
| 455 | 女   | 34    | 8月3日   | 现住广陵区和昌运河东郡。案325密接。7月29日上午至蒋家桥饺面店（东关街店）吃早饭、解放南路马氏排酸牛羊肉直销店购物，下午至南苑路107号天利装饰地毯有限公司上班，晚上至新东路菜妈妈生鲜集市购物，随后至湾头镇联合村核酸采样点进行核酸采样。7月30日上午至江都中学附近馄饨店吃早饭，后至公司上班，晚上至新东路菜妈妈生鲜集市购物。7月31日上午至淮扬春（和昌店）打包早饭，后至公司上班。8月1日上午至大润发（广陵店）购物。8月2日下午至苏北人民医院发热门诊就诊，新冠病毒核酸检测结果阳性。即通过专用救护车转运至扬州市第三人民医院，诊断为确诊病例，轻型。 | 扬州市         |
| 456 | 男   | 16    | 8月3日   | 现住邗江区汊河街道宏溪新苑。案394密接。7月29日晚上至汊河汇金谷蜜雪冰城1号店购物。8月3日凌晨由120救护车转运至苏北人民医院发热门诊就诊，新冠病毒核酸检测结果阳性。即通过专用救护车转运至扬州市第三人民医院，诊断为确诊病例，轻型。 | 扬州市         |
| 457 | 女   | 62    | 8月3日   | 现住邗江区杨庄街坊。案196密接。7月21日-27日每天上午至四季园农贸市场蕲艾艾灸馆艾灸，随后至四季园农贸市场或杨庄街坊南门东侧蔬菜店买菜。7月24日下午在秋南苑棋牌室打牌。8月2日由120救护车转运至苏北人民医院发热门诊就诊，新冠病毒核酸检测结果阳性。即通过专用救护车转运至扬州市第三人民医院，诊断为确诊病例，普通型。 | 扬州市         |
| 458 | 女   | 37    | 8月3日   | 现住邗江区杨庄街坊。案457密接。7月21日-29日白天在扬州商城上班。7月22日晚上在四望亭路柒也家扎打虾滑用餐。7月23日上午至杨庄加油站加油，中午至Rmall全生活广场三楼棒杰克就餐，后至三楼公共游乐场游玩。7月24日中午至亲又亲茶（望月路店）购物。7月25日上午至蓝湾华府。7月26日中午至肯德基（江阳大润发店）用餐。7月27日中午至扬州商城负一楼西甜小厨用餐、红万里超市购物，下午至雅居乐兰亭公馆。7月28日上午至四季园农贸市场买菜。7月29日中午至有滋有味（新城花园店）用餐，后至三华园果品（新城花园店）购物。8月2日由120救护车转运至苏北人民医院发热门诊就诊，新冠病毒核酸检测结果阳性。即通过专用救护车转运至扬州市第三人民医院，诊断为确诊病例，普通型。 | 扬州市         |
| 459 | 男   | 32    | 8月3日   | 现住广陵区杉湾花园。案243密接。7月22日-27日在邗江区洁澄水业公司上班。7月23日下午至江都区中远美墅送货。7月28日上午至三笑国际花苑送货。7月29日下午至杭集扬州天星旅游用品厂送货。7月30日上午至皮包水（花都汇店）用餐，后至花都汇3号馆送货。7月30日新冠病毒核酸检测结果阳性。即通过专用救护车转运至扬州市第三人民医院，诊断为无症状感染者。8月3日转为确诊病例，轻型。 | 扬州市         |
| 460 | 女   | 77    | 8月3日   | 现住邗江区春竹苑。案196密接。7月21日-23日、27日，上午至四季园农贸市场买菜，下午在秋南苑棋牌室打牌。7月23日下午至东方医院门诊就诊。7月26日下午至百姓缘大药房（莱福店）购药。7月28日下午至维扬路东久园超市买菜。7月30日上午至小区内便民购菜点买菜，晚上由120救护车转运至苏北人民医院发热门诊就诊，新冠病毒核酸检测结果阳性。即通过专用救护车转运至扬州市第三人民医院，诊断为无症状感染者。8月3日转为确诊病例，轻型。 | 扬州市         |
| 461 |      |       | 8月3日   | 为集中隔离点管控人员中发现，是已报告确诊病例的密切接触者。 | 株洲市         |
| 462 | 女   | 34    | 8月3日   | 现住永定区永定街道，8月2日因发热在张家界市人民医院发热门诊就诊，经张家界市疾控中心核酸复检检测呈阳性，市级专家组会诊为确诊病例（轻型）。 | 张家界市       |
| 463 | 男   | 9     | 8月3日   | 现住永定区官黎坪办事处黄金塔居委会，该例患者为确诊病例的次子，8月3日市疾控中心新冠核酸检测阳性，经市级专家组会诊为确诊病例（轻型）。 | 张家界市       |
| 464 | 男   | 49    | 8月3日   | 现住永定区官黎坪办事处黄金塔居委会，该例患者为确诊病例的丈夫，8月3日经张家界市疾控中心核酸复检检测呈阳性，市级专家组会诊为确诊病例（轻型）。 | 张家界市       |
| 465 |      |       | 8月3日   | 该新增无症状感染者为7月30日报告首例确诊病例（案246）的大儿子、8月1日报告无症状感染者（案298）的哥哥，于7月24日乘坐常德穿紫河三号游船游穿紫河。7月29日接受集中隔离医学观察，隔离期间7次核酸检测均为阴性，8月3日22时市中心医院、市疾控中心新冠核酸检测均为阳性。经市级专家组会诊，诊断为无症状感染者，目前已转运至市中心医院公共卫生临床中心隔离观察。 | 湘潭市         |
| 466 | 男   | 53    | 8月3日   | 北京确诊病例（案198）的舅舅，家住赫山区青年路366号2栋。 | 益阳市         |
| 467 | 男   | 68    | 8月3日   | 北京确诊病例（案198）的大伯父，家住赫山区三里桥腰塘社区安置小区2栋。 | 益阳市         |
| 468 | 男   | 33    | 8月3日   | 现居住于洪山区泉盛花园。8月2日10：47，驾车前往省荣军医院做核酸检测，核酸结果阳性后，由救护车转运至武汉市金银潭医院隔离治疗。 | 武汉市         |
| 469 | 女   | 44    | 8月3日   | 现居住沌口六村项目工地附近的万家湖社区。8月2日接通知，在沌口六村项目部现场接受核酸采样，后由专车接送前往隔离酒店隔离。核酸结果阳性后，由救护车转运至武汉市金银潭医院隔离治疗。 | 武汉市         |
| 470 | 男   | 58    | 8月3日   | 现居住于沌口六村项目工地宿舍。8月2日接通知，在沌口六村项目部现场接受核酸采样，后由专车接送前往隔离酒店隔离。核酸结果阳性后，由救护车转运至武汉市金银潭医院隔离治疗。 | 武汉市         |
| 471 | 男   | 25    | 8月3日   | 现居住于沌口六村项目工地宿舍。8月2日接通知，在沌口六村项目部现场接受核酸采样，后由专车接送前往隔离酒店隔离。核酸结果阳性后，由救护车转运至武汉市金银潭医院隔离治疗。 | 武汉市         |
| 472 | 男   | 52    | 8月3日   | 现居住于沌口六村项目工地宿舍。8月2日接通知，在沌口六村项目部现场接受核酸采样，后由专车接送前往隔离酒店隔离。核酸结果阳性后，由救护车转运至武汉市金银潭医院隔离治疗。 | 武汉市         |
| 473 | 男   | 42    | 8月3日   | 8月2日接通知，在沌口六村项目部现场接受核酸采样，后由专车接送前往隔离酒店隔离。核酸结果阳性后，由救护车转运至武汉市金银潭医院隔离治疗。 | 武汉市         |
| 474 | 男   | 23    | 8月3日   | 为8月2日通报的案417的同住室友。8月2日接通知，在沌口六村项目部现场接受核酸采样，后由专车接送前往隔离酒店隔离。核酸结果阳性后，由救护车转运至武汉市金银潭医院隔离治疗。 | 武汉市         |
| 475 | 女   | 36    | 8月3日   | 8月2日接通知，在沌口六村项目部现场接受核酸采样，后由专车接送前往隔离酒店隔离。核酸结果阳性后，由救护车转运至武汉市金银潭医院隔离治疗。 | 武汉市         |
| 476 | 男   | 27    | 8月3日   | 8月2日接通知，在沌口六村项目部现场接受核酸采样，后由专车接送前往隔离酒店隔离。核酸结果阳性后，由救护车转运至武汉市金银潭医院隔离治疗。 | 武汉市         |
| 477 | 男   | 53    | 8月3日   | 现居住于沌口六村项目工地宿舍。8月2日接通知，在沌口六村项目部现场接受核酸采样，后由专车接送前往隔离酒店隔离。核酸结果阳性后，由救护车转运至武汉市金银潭医院隔离治疗。 | 武汉市         |
| 478 | 男   | 56    | 8月3日   | 8月2日接通知，在沌口六村项目部现场接受核酸采样，后由专车接送前往隔离酒店隔离。核酸结果阳性后，由救护车转运至武汉市金银潭医院隔离治疗。 | 武汉市         |
| 479 | 男   | 25    | 8月3日   | 现居住于沌口六村项目工地附近的万家湖社区C区。8月2日接通知，在沌口六村项目部现场接受核酸采样，后由专车接送前往隔离酒店隔离。核酸结果阳性后，由救护车转运至武汉市金银潭医院隔离治疗。 | 武汉市         |
| 480 | 男   | 33    | 8月3日   | 为案479同住室友。8月2日接通知，在沌口六村项目项目部现场接受核酸采样，后由专车接送前往隔离酒店隔离。核酸结果阳性后，由救护车转运至武汉市金银潭医院隔离治疗。 | 武汉市         |
| 481 | 女   | 39    | 8月3日   | 烟台华怡美容院职工。7月19日，从烟台乘山航SC4727次航班赴桂林参加培训；经停南京禄口机场期间，去过机场卫生间；到达桂林后，入住融创万华嘉华酒店。21日培训结束后，乘川航3U3310次航班抵达太原武宿机场，之后转乘东航MU5461次航班返烟。7月30日晚，当地在对扬州等地来烟返烟人员摸排检测中发现，该美容院曾于7月12日至14日、7月19日至21日分两批组织本院职工及家属到扬州旅游。8月3日凌晨被确诊。 | 烟台市         |
| 482 | 男   | 28    | 8月3日   | 烟台华怡美容院职工。7月12日乘D2154次动车从烟台南站到盐城站；13日转乘旅游巴士赴扬州；14日乘D2874次动车从扬州东站到烟台南站，期间3天在扬州旅游。8月3日凌晨被确诊。 | 烟台市         |
| 483 | 女   | 37    | 8月3日   | 烟台华怡美容院职工。7月12日从烟台乘坐D2154次动车前往江苏盐城，当晚入住锦江都城酒店；7月13—14日在盐城、泰州、扬州等地旅游；7月14日下午从扬州东站乘坐D2874次动车抵烟。8月3日中午被确诊。 | 烟台市         |
| 484 | 男   | 29    | 8月3日   | 烟台华怡美容院职工。7月12日从烟台乘坐D2154次动车前往江苏盐城，当晚入住锦江都城酒店；7月13—14日在盐城、泰州、扬州等地旅游；7月14日下午从扬州东站乘坐D2874次动车抵烟。8月3日中午被确诊。 | 烟台市         |
| 485 | 女   | 29    | 8月3日   | 烟台华怡美容院职工。7月19日从烟台乘坐D2154次动车前往江苏盐城，当晚入住锦江都城酒店；7月20—21日在盐城、泰州、扬州等地旅游；7月21日下午从扬州东站乘坐D2874次动车抵烟。8月3日中午被确诊。 | 烟台市         |
| 486 | 女   | 27    | 8月3日   | 烟台华怡美容院职工。7月19日从烟台乘坐D2154次动车前往江苏盐城，当晚入住锦江都城酒店；7月20—21日在盐城、泰州、扬州等地旅游；7月21日下午从扬州东站乘坐D2874次动车抵烟。8月3日中午被确诊。 | 烟台市         |
| 487 | 女   |       | 8月3日   | 7月19日至24日，跟随濠江中學舞蹈团到西安交流，同团共有30人。7月19日乘坐由珠海至西安的飞机（航班号CZ3761），在咸阳机场乘坐大巴车（AY5160）进入市区，住新天翼商务酒店（莲湖，西二环）。7月20日早上从西安火车站乘坐D5284次列车前往延安，抵达延安下车乘坐陕J63003前往王家坪革命旧址、杨家岭革命旧址、枣园革命旧址景区参观，当晚住龙飞盛世酒店（延安市宝塔区）。7月21日从延安火车站乘坐D5283次列车返回西安，下午前往西安城墙景区和永兴坊参观游玩。7月22日从西安北站乘坐D6855次列车到汉中，前往兴汉圣境景区参观，傍晚从汉中站乘坐D4110列车返回西安北站。7月23日在秦始皇陵博物院、兵马俑研学基地学习游玩。7月24日上午前往西安事变纪念馆参观，下午在大雁塔南广场跳舞参观，晚上乘坐由西安至珠海的飞机（航班号CZ3762）到达珠海回澳；女儿7月22日曾出现咳嗽、味觉及嗅觉丧失等症状，27日左右症状好转。8月3日被确诊。 | 澳门特别行政区 |
| 488 | 男   |       | 8月3日   | 案483的哥哥，7月28日起出现不适，发烧、头痛、头晕，29日出现味觉及嗅觉丧失等症状。8月3日被确诊。 | 澳门特别行政区 |
| 489 | 男   |       | 8月3日   | 案483、484的父亲，8月1日出现咽痛，8月3日被确诊。 | 澳门特别行政区 |
| 490 | 女   |       | 8月3日   | 案483、484的母亲，8月2日出现咽痛、味觉及嗅觉丧失，8月3日被确诊。 | 澳门特别行政区 |
| 491 | 男   | 51    | 8月4日   | 住江宁区禄口街道茅亭社区来凤小区，在禄口机场从事排涝工作。 | 南京市         |
| 492 | 男   | 49    | 8月4日   | 住江宁区禄口街道石埝村张塘角自然村，供电所职工。 | 南京市         |
| 493 | 女   | 39    | 8月4日   | 住江宁区东山街道中前社区靖安里小区，专业技术人员。 | 南京市         |
| 494 | 女   | 23    | 8月4日   | 住江宁区江宁街道江宁社区邱家庄自然村，专业技术人员。 | 南京市         |
| 495 | 女   | 64    | 8月4日   | 现住广陵区运河水府。案197密接。 | 扬州市         |
| 496 | 男   | 1     | 8月4日   | 住广陵区曲江街道城东路35号。案408的密接。 | 扬州市         |
| 497 | 男   | 8     | 8月4日   | 住广陵区曲江街道城东路35号。案408的密接。 | 扬州市         |
| 498 | 女   | 50    | 8月4日   | 住广陵区汤汪乡同心村。案375密接。 | 扬州市         |
| 499 | 女   | 15    | 8月4日   | 住广陵区汤汪乡同心村。案375密接。 | 扬州市         |
| 500 | 男   | 62    | 8月4日   | 住邗江区玉器街28号。案197密接。 | 扬州市         |
| 501 | 女   | 34    | 8月4日   | 住广陵区湾头镇广福花园。案500的密接。 | 扬州市         |
| 502 | 男   | 40    | 8月4日   | 住景区梅花山庄。案339密接。 | 扬州市         |
| 503 | 女   | 55    | 8月4日   | 住景区梅岭梅庄。案197密接。 | 扬州市         |
| 504 | 女   | 33    | 8月4日   | 住景区瘦西湖景苑。案385密接。 | 扬州市         |
| 505 | 男   | 65    | 8月4日   | 住景区广储社区花家巷36号。案382密接。 | 扬州市         |
| 506 | 女   | 3     | 8月4日   | 住开发区文汇东路251号。案318密接。 | 扬州市         |
| 507 | 女   | 7     | 8月4日   | 住开发区阳光花都。案286密接。 | 扬州市         |
| 508 | 男   | 82    | 8月4日   | 住广陵区君悦华府。案406密接。 | 扬州市         |
| 509 | 女   | 59    | 8月4日   | 住邗江区宰庄小区。案404密接。 | 扬州市         |
| 510 | 女   | 73    | 8月4日   | 住邗江区新庄新村。 | 扬州市         |
| 511 | 男   | 73    | 8月4日   | 住邗江区新庄新村。案510密接。 | 扬州市         |
| 512 | 女   | 75    | 8月4日   | 住邗江区兰苑小区。案196密接。 | 扬州市         |
| 513 | 男   | 77    | 8月4日   | 住邗江区兰苑小区。案512密接。 | 扬州市         |
| 514 | 女   | 72    | 8月4日   | 住邗江区扬子江北路568号江苏里下河地区农业科学研究所。 | 扬州市         |
| 515 | 男   | 70    | 8月4日   | 住邗江区扬子江北路568号江苏里下河地区农业科学研究所。 | 扬州市         |
| 516 | 男   | 79    | 8月4日   | 住邗江区新庄二村。案393密接。 | 扬州市         |
| 517 | 男   | 72    | 8月4日   | 现住邗江区雍华府。案196密接。 | 扬州市         |
| 518 | 女   | 68    | 8月4日   | 住邗江区美琪小区广华苑。案317密接。 | 扬州市         |
| 519 | 男   | 18    | 8月4日   | 住邗江区怡莱酒店（四望亭路店）。 | 扬州市         |
| 520 | 女   | 58    | 8月4日   | 住邗江区扬州天下西华苑。案317密接。 | 扬州市         |
| 521 | 男   | 59    | 8月4日   | 住邗江区扬州天下西华苑。案520密接。 | 扬州市         |
| 522 | 女   | 75    | 8月4日   | 住邗江区弘扬花园。 | 扬州市         |
| 523 | 男   | 67    | 8月4日   | 住广陵区汤汪乡同心村。案375密接。 | 扬州市         |
| 524 | 女   | 35    | 8月4日   | 住邗江区文华苑。案333密接。 | 扬州市         |
| 525 | 女   | 38    | 8月4日   | 住广陵区汤汪乡同心村。案375密接。 | 扬州市         |
| 526 | 男   | 46    | 8月4日   | 住邗江区月亮园。 | 扬州市         |
| 527 | 男   | 53    | 8月4日   | 住广陵区湾头镇联合村。案325密接。 | 扬州市         |
| 528 | 女   | 28    | 8月4日   | 住广陵区湾头镇联合村。案325密接。 | 扬州市         |
| 529 | 女   | 17    | 8月4日   | 住广陵区湾头镇广福花园。案325密接。 | 扬州市         |
| 530 | 女   | 53    | 8月4日   | 住广陵区湾头镇联合村。案325密接。 | 扬州市         |
| 531 |      |       | 8月4日   | | 株洲市         |
| 532 |      |       | 8月4日   | | 株洲市         |
| 533 |      |       | 8月4日   | | 株洲市         |
| 534 |      |       | 8月4日   | | 株洲市         |
| 535 |      |       | 8月4日   | | 株洲市         |
| 536 |      |       | 8月4日   | | 株洲市         |
| 537 |      |       | 8月4日   | | 株洲市         |
| 538 | 女   | 61    | 8月4日   | 桑植马合口乡马合口人，爷爷的钵钵菜员工。8月4日，市级专家组会诊为确诊病例（普通型）。 | 张家界市       |
| 539 | 女   | 19    | 8月4日   | 住永定区南庄坪街道永康社区原种场，为地下商城美甲店员工。8月4日，市级专家组会诊为确诊病例（轻型）。 | 张家界市       |
| 540 | 女   | 17    | 8月4日   | 现住张家界市慈利县许家坊土家族乡咸水村。8月4日，市级专家组会诊为确诊病例（轻型）。 | 张家界市       |
| 541 | 女   | 15    | 8月4日   | 现住张家界市永定区罗水乡官庄村。8月4日，市级专家组会诊为确诊病例（轻型）。 | 张家界市       |
| 542 | 女   | 42    | 8月4日   | 现住张家界市永定区沙堤街道莲花社区。8月4日，市级专家组会诊为确诊病例（普通型）。 | 张家界市       |
| 543 | 男   | 18    | 8月4日   | 住张家界市永定区官黎坪鲤鱼池社区5组12号。8月4日，市级专家组会诊为确诊病例（轻型）。 | 张家界市       |
| 544 | 女   | 53    | 8月4日   | 住张家界市永定区南门口安置小区5栋2403号。8月4日，市级专家组会诊为确诊病例（普通型）。 | 张家界市       |
| 545 | 男   | 8     | 8月4日   | 住永定区崇实社区南门口安置小区5栋906号。8月4日，市级专家组会诊为确诊病例（普通型）。 | 张家界市       |
| 546 | 女   | 34    | 8月4日   | 北京确诊病例刘某果的堂妹，家住赫山区三里桥腰塘社区办公楼上。 | 益阳市         |
| 547 | 男   | 33    | 8月4日   | 住荆门高新区•掇刀区兴隆街道兴隆社区天乐小区。 | 荆门市         |
| 548 |      |       | 8月4日   | 住址为房山区阎村镇天恒乐活城北区，为8月1日公布确诊病例（案358）亲属。7月22日与家人赴湖南省张家界旅游，7月28日由湖南省怀化市前往海南省三亚市旅游，7月30日乘坐南方航空CZ8804航班从三亚机场至北京大兴机场。7月31日社区将其作为湖南省张家界市返京人员进行居家医学观察，核酸检测结果为阴性；8月1日作为确诊病例密切接触者进行集中隔离医学观察，当日核酸检测结果为阴性；8月3日再次进行核酸检测，结果为阳性，转至定点医院。8月4日诊断为确诊病例，临床分型为普通型。 | 北京市         |
| 549 |      |       | 8月4日   | 住址为房山区新镇千禧家园，为8月1日公布确诊病例（案358）亲属，具体行程与案491相同。7月31日社区将其作为湖南省张家界市返京人员进行居家医学观察，核酸检测结果为阴性；8月1日作为密切接触者进行集中隔离观察，当日核酸检测结果为阴性。8月3日再次核酸检测，结果为阳性，转至定点医院。8月4日诊断为确诊病例，临床分型为轻型。 | 北京市         |
| 550 |      |       | 8月4日   | 住址为朝阳区望京国风上观小区。7月30日乘坐南方航空CZ8804航班由三亚机场至北京大兴机场，与案491/492乘同一航班。7月31日曾前往朝阳区大屯街道博世祥园小区、东湖街道博泰国际商业广场和望京街道万科时代中心某餐馆；8月1日按要求进行居家医学观察；8月2日作为密切接触者进行集中隔离医学观察，核酸检测结果为阴性；8月3日再次进行核酸检测，结果为阳性，转至定点医院。8月4日诊断为确诊病例，临床分型为普通型。 | 北京市         |
| 551 | 女   | 57    | 8月4日   | 案301的妻子。7月31日晚，案301确诊后，案551作为密切接触者被集中隔离。8月3日，莱山区疾控中心核酸检测结果可疑阳性。8月4日，烟台市疾控中心复核阳性；专家组综合流行病学史、临床表现及实验室检测结果，确定为普通型病例。 | 烟台市         |
| 552 | 女   | 27    | 8月4日   | 烟台华怡美容院职工，系8月3日开发区华怡美容院确诊病例的同事。8月3日作为密切接触者被集中隔离；因已出现发热、咽痛等症状，随后由救护车从集中隔离场所点对点转运至市级定点医院；定点医院核酸检测结果可疑阳性。8月4日，烟台市疾控中心复核阳性；专家组综合流行病学史、临床表现及实验室检测结果，确定为轻型病例。 | 烟台市         |
| 553 | 男   | 25    | 8月4日   | 在开发区星海花园租房居住，每天活动轨迹相对固定，平时自驾上下班。 | 烟台市         |
| 554 | 女   | 34    | 8月4日   | 系之前确诊病例马某某女友，住址为开发区海信天山郡小区和马尔贝拉小区。 | 烟台市         |
| 555 | 男   | 33    | 8月4日   | 住址为开发区华明大厦。7月19-21日到过扬州旅游。 | 烟台市         |
| 556 | 男   | 46    | 8月5日   | 住址为湖北省荆门市掇刀区兴隆街道天乐小区。 | 荆门市         |
| 557 | 男   | 53    | 8月5日   | 住址为湖北省荆门市掇刀区兴隆街道兴隆社区3组。 | 荆门市         |
| 558 | 男   | 49    | 8月5日   | 现居住于中建三局武汉沌口项目工地宿舍。 | 武汉市         |
| 559 | 男   | 33    | 8月5日   | 现居住于中建三局武汉沌口项目工地宿舍。 | 武汉市         |
| 560 | 男   | 56    | 8月5日   | 现居住中建三局武汉沌口项目工地附近万家湖社区D区。 | 武汉市         |
| 561 | 男   | 23    | 8月5日   | 现居住于中建三局武汉沌口项目工地宿舍。 | 武汉市         |
| 562 | 女   | 47    | 8月5日   | 现居住于中建三局武汉沌口项目工地宿舍。 | 武汉市         |
| 563 | 男   | 32    | 8月5日   | 现居住于中建三局武汉沌口项目工地宿舍，与案564为室友关系。 | 武汉市         |
| 564 | 男   | 30    | 8月5日   | 现居住于中建三局武汉沌口项目工地宿舍，与案563为室友关系。 | 武汉市         |
| 565 | 男   | 28    | 8月5日   | 现居住于中建三局武汉沌口项目工地宿舍。 | 武汉市         |
| 566 | 男   | 30    | 8月5日   | 现居住于中建三局武汉沌口项目工地宿舍。 | 武汉市         |
| 567 | 男   | 27    | 8月5日   | 现居住于中建三局武汉沌口项目工地宿舍。 | 武汉市         |
| 568 | 男   | 19    | 8月5日   | 现居住于中建三局武汉沌口项目工地宿舍。 | 武汉市         |
| 569 | 男   | 58    | 8月5日   | 现居住于中建三局武汉沌口项目工地宿舍。 | 武汉市         |
| 570 | 男   | 9     | 8月5日   | 现居住于中建三局武汉沌口项目工地附近万家湖社区D区。 | 武汉市         |
| 571 | 男   | 18    | 8月5日   | 中建三局武汉沌口项目工地工作，住经开区沌阳大道贸易路二路。 | 武汉市         |
| 572 | 男   | 21    | 8月5日   | 现居住于中建三局武汉沌口项目工地附近沌口万家湖小区。 | 武汉市         |
| 573 |      |       | 8月5日   | 6月8日因公到内蒙古阿拉善盟阿左旗参加培训50天，7月28日经银川返程，期间入驻银川丰泽酒店，与南京关联确诊病例住在同一楼层，7月29日经北京中转返回海拉尔区，7月31日主动报告所在地社区和海拉尔区疾控中心，当日由海拉尔区卫生健康委将其转运至海拉尔区隔离点进行集中隔离。8月5日上午，经专家会诊，结合发热、咳嗽、咽痛等临床症状和实验室检测结果，诊断为新冠肺炎确诊病例。 | 呼伦贝尔市     |
| 574 | 女   | 72    | 8月5日   | 现住江宁区横溪街道宁光村蔡坎自然村，无业。 | 南京市         |
| 575 | 男   | 13    | 8月5日   | 现住邗江区秋桂苑。案443密接。 | 扬州市         |
| 576 | 男   | 51    | 8月5日   | 现住邗江区秋桂苑。案443密接。 | 扬州市         |
| 577 | 女   | 77    | 8月5日   | 现住邗江区武塘小区。案196密接。 | 扬州市         |
| 578 | 女   | 67    | 8月5日   | 现住邗江区武塘小区。案453密接。 | 扬州市         |
| 579 | 男   | 42    | 8月5日   | 现住邗江区武塘小区。案453密接。 | 扬州市         |
| 580 | 男   | 16    | 8月5日   | 现住邗江区武塘小区。案453密接。 | 扬州市         |
| 581 | 女   | 44    | 8月5日   | 现住邗江区武塘小区。案453密接。 | 扬州市         |
| 582 | 女   | 80    | 8月5日   | 现住广陵区湾头镇联合村。案325密接。 | 扬州市         |
| 583 | 女   | 65    | 8月5日   | 现住广陵区湾头镇联合村。案325密接。 | 扬州市         |
| 584 | 女   | 57    | 8月5日   | 现住邗江区莱福巷国税局宿舍。案325密接。 | 扬州市         |
| 585 | 男   | 21    | 8月5日   | 现住邗江区秋桂苑。案435密接。 | 扬州市         |
| 586 | 女   | 64    | 8月5日   | 现住邗江区新盛花苑。案196密接。 | 扬州市         |
| 587 | 男   | 66    | 8月5日   | 现住开发区南宝带小区。案372密接。 | 扬州市         |
| 588 | 男   | 37    | 8月5日   | 现住景区瘦西湖景苑。案504密接。 | 扬州市         |
| 589 | 男   | 10    | 8月5日   | 现住景区瘦西湖景苑。案504密接。 | 扬州市         |
| 590 | 女   | 39    | 8月5日   | 现住景区广储组39号。案384密接。 | 扬州市         |
| 591 | 女   | 49    | 8月5日   | 现住邗江区尚城。案285密接。 | 扬州市         |
| 592 | 男   | 70    | 8月5日   | 现住邗江区秋桂苑。案320密接。 | 扬州市         |
| 593 | 男   | 29    | 8月5日   | 现住广陵区湾头镇联合村。案325密接。 | 扬州市         |
| 594 | 女   | 86    | 8月5日   | 现住邗江区凯莱花园。案196密接。 | 扬州市         |
| 595 | 女   | 52    | 8月5日   | 现住邗江区凯莱花园。案594密接。 | 扬州市         |
| 596 | 男   | 63    | 8月5日   | 现住邗江区月明苑。案197密接。 | 扬州市         |
| 597 | 男   | 34    | 8月5日   | 现住邗江区秋南苑。案239密接。 | 扬州市         |
| 598 | 女   | 33    | 8月5日   | 现住广陵区骏和天城。案339密接。 | 扬州市         |
| 599 | 女   | 53    | 8月5日   | 现住广陵区骏和天城。案598密接。 | 扬州市         |
| 600 | 女   | 79    | 8月5日   | 现住邗江区翠柳苑。案196密接。 | 扬州市         |
| 601 | 男   | 36    | 8月5日   | 现住广陵区骏和天城。案598密接。 | 扬州市         |
| 602 | 女   | 66    | 8月5日   | 现住邗江区武塘综合楼。 | 扬州市         |
| 603 | 女   | 68    | 8月5日   | 现住邗江区凯莱花园。案196密接。 | 扬州市         |
| 604 | 男   | 85    | 8月5日   | 现住邗江区春竹苑。案196密接。 | 扬州市         |
| 605 | 女   | 82    | 8月5日   | 现住邗江区春竹苑。案604密接。 | 扬州市         |
| 606 | 男   | 83    | 8月5日   | 现住邗江区凯莱花园。案196密接。 | 扬州市         |
| 607 | 男   | 73    | 8月5日   | 现住广陵区大草小区。案281密接。 | 扬州市         |
| 608 | 男   | 66    | 8月5日   | 现住邗江区金槐花园。案500密接。 | 扬州市         |
| 609 | 女   | 39    | 8月5日   | 现住广陵区湾头镇联合村。案325密接。 | 扬州市         |
| 610 | 男   | 82    | 8月5日   | 现住邗江区春竹苑。案196密接。 | 扬州市         |
| 611 | 女   | 73    | 8月5日   | 现住邗江区莱福花园。 | 扬州市         |
| 612 | 女   | 71    | 8月5日   | 现住邗江区武塘小区。案217密接。 | 扬州市         |
| 613 | 男   | 77    | 8月5日   | 现住邗江区莱福花园。案611密接。 | 扬州市         |
| 614 | 女   | 22    | 8月5日   | 现住邗江区康乐新村。 | 扬州市         |
| 615 | 女   | 7     | 8月5日   | 现住邗江区柳湖北苑。案291密接。 | 扬州市         |
| 616 | 女   | 64    | 8月5日   | 现住邗江区冬梅苑。 | 扬州市         |
| 617 | 男   | 49    | 8月5日   | 现住广陵区滨河苑。案325密接。 | 扬州市         |
| 618 | 女   | 30    | 8月5日   | 现住广陵区文昌花园。案520密接。 | 扬州市         |
| 619 | 女   | 65    | 8月5日   | 现住邗江区康乐新村。 | 扬州市         |
| 620 | 女   | 57    | 8月5日   | 现住邗江区武庄小区。 | 扬州市         |
| 621 | 女   | 57    | 8月5日   | 现住广陵区城东路35号。案408的密接。 | 扬州市         |
| 622 | 女   | 19    | 8月5日   | 现住邗江区念四二村。 | 扬州市         |
| 623 | 男   | 35    | 8月5日   | 现住邗江区冬梅苑。案616密接。 | 扬州市         |
| 624 | 男   | 6     | 8月5日   | 现住邗江区冬梅苑。案616密接。 | 扬州市         |
| 625 | 女   | 42    | 8月5日   | 现住邗江区美琪小区广华苑。案518密接。 | 扬州市         |
| 626 | 女   | 47    | 8月5日   | 现住邗江区念四二村。案622密接。 | 扬州市         |
| 627 | 女   | 6     | 8月5日   | 现住邗江区杨庄街坊。案457密接。 | 扬州市         |
| 628 | 女   | 59    | 8月5日   | 现住邗江区武塘综合楼。案602密接。 | 扬州市         |
| 629 | 女   | 69    | 8月5日   | 现住广陵区滨河苑。案617密接。 | 扬州市         |
| 630 | 男   | 40    | 8月5日   | 现住邗江区扬子江北路426号。 | 扬州市         |
| 631 | 女   | 7     | 8月5日   | 现住邗江区华鼎星城。案447密接。 | 扬州市         |
| 632 | 女   | 67    | 8月5日   | 现住邗江区武塘小区。案196密接。 | 扬州市         |
| 633 | 女   | 67    | 8月5日   | 现住邗江区武塘小区。案196密接。 | 扬州市         |
| 634 | 女   | 71    | 8月5日   | 务农，现住永定区阳湖坪竹园塔村。8月5日，市级专家组会诊为确诊病例（普通型）。 | 张家界市       |
| 635 | 男   | 22    | 8月5日   | 待业，现住永定区南庄坪街道南庄坪社区。8月5日，市级专家组会诊为确诊病例（普通型）。 | 张家界市       |
| 636 | 男   | 57    | 8月5日   | 待业，现住永定区南庄坪街道南庄坪社区。8月5日，市级专家组会诊为确诊病例（普通型）。 | 张家界市       |
| 637 | 女   | 58    | 8月5日   | 无业，现住永定区南庄坪街道三眼桥社区。8月5日,市级专家组会诊为确诊病例（普通型）。 | 张家界市       |
| 638 | 男   | 16    | 8月5日   | 学生，现住永定区阳湖坪竹园塔村。8月5日,市级专家组会诊为确诊病例（普通型）。 | 张家界市       |
| 639 | 男   | 16    | 8月5日   | 学生，现住永定区阳湖坪竹园塔村。8月5日,市级专家组会诊为确诊病例（普通型）。 | 张家界市       |
| 640 |      |       | 8月5日   | | 株洲市         |
| 641 | 男   | 41    | 8月5日   | 现住址为荆门高新区·掇刀区兴隆街道兴隆社区天乐小区，案547的密切接触者。 | 荆门市         |
| 642 | 男   | 11    | 8月6日   | 现住石峰区新明路阳光爱琴海，学生。 | 株洲市         |
| 643 | 男   | 63    | 8月6日   | 与同在中建三局武汉沌口项目工地工作的病例柯某林、刘某某、崔某某、柯某生为工友关系。 | 武汉市         |
| 644 | 女   | 56    | 8月6日   | 中建三局武汉沌口项目工地工作，现住江夏清江泓景小区。 | 武汉市         |
| 645 | 女   | 50    | 8月6日   | 现住江夏区纸坊街郭岭里小区，与病例柯某生为夫妻关系。 | 武汉市         |
| 646 | 男   | 62    | 8月6日   | 现住大桥清江泓景小区。 | 武汉市         |
| 647 | 男   | 52    | 8月6日   | 现居住于中建三局武汉沌口项目工地附近的万家湖社区A 区。 | 武汉市         |
| 648 | 男   | 17    | 8月6日   | 中建三局武汉沌口项目工地工作，现住址为洪山区关山街康居园小区。 | 武汉市         |
| 649 | 女   | 52    | 8月6日   | 与同在中建三局武汉沌口项目工地工作的病例柯某生、刘某某、曾某某为工友关系，现住江夏区大桥清江泓景。 | 武汉市         |
| 650 | 男   | 50    | 8月6日   | 住江夏区纸坊街郭岭里小区，与熊某某为夫妻关系。 | 武汉市         |
| 651 | 男   | 24    | 8月6日   | 住中建三局武汉沌口项目工地宿舍。 | 武汉市         |
| 652 | 女   | 40    | 8月6日   | 与田某为母子关系，现住址为洪山区关山街道康居园小区。 | 武汉市         |
| 653 | 男   | 17    | 8月6日   | 中建三局武汉沌口项目工地工作，与洪山病例9田某为朋友关系，现住东湖高新区关东街光谷新世界恒大华府。 | 武汉市         |
| 654 | 男   | 47    | 8月6日   | 现居住于武汉市江夏区纸坊街郭岭新里。 | 武汉市         |
| 655 | 男   | 9     | 8月6日   | 住处与确诊病例3熊某某住处相邻。 | 武汉市         |
| 656 | 女   | 57    | 8月6日   | 现居住于江夏区大桥产业园清江泓景小区，为确诊病例4刘某某妻子。 | 武汉市         |
| 657 | 男   | 17    | 8月6日   | 现居住于洪山区洪山街道保利公园九里小区。 | 武汉市         |
| 658 | 女   | 25    | 8月6日   | 现住江宁区江宁街道新铜社区昌顺路，专业技术人员。 | 南京市         |
| 659 | 男   | 78    | 8月6日   | 现住邗江区武塘社区289号。 | 扬州市         |
| 660 | 女   | 76    | 8月6日   | 现住邗江区夏荷苑。 | 扬州市         |
| 661 | 女   | 37    | 8月6日   | 现住邗江区新盛花苑。确诊病例174密接。 | 扬州市         |
| 662 | 男   | 35    | 8月6日   | 现住江都区仙女镇双沟供销社宿舍。确诊病例181密接。 | 扬州市         |
| 663 | 男   | 77    | 8月6日   | 现住邗江区春竹苑。确诊病例95密接。 | 扬州市         |
| 664 | 女   | 77    | 8月6日   | 现住邗江区春竹苑。确诊病例95的密接。 | 扬州市         |
| 665 | 女   | 17    | 8月6日   | 现住邗江区杨庄街坊。确诊病例65密接。 | 扬州市         |
| 666 | 男   | 73    | 8月6日   | 现住邗江区夏荷苑。 | 扬州市         |
| 667 | 男   | 72    | 8月6日   | 现住邗江区秋桂苑。确诊病例103密接。 | 扬州市         |
| 668 | 男   | 81    | 8月6日   | 现住邗江区秋桂苑。确诊病例84密接。 | 扬州市         |
| 669 | 男   | 71    | 8月6日   | 现住邗江区春竹苑。 | 扬州市         |
| 670 | 女   | 69    | 8月6日   | 现住景区梅花山庄。确诊病例134密接。 | 扬州市         |
| 671 | 女   | 10    | 8月6日   | 现住景区梅花山庄。确诊病例232密接。 | 扬州市         |
| 672 | 女   | 51    | 8月6日   | 现住开发区南宝带小区。 | 扬州市         |
| 673 | 男   | 89    | 8月6日   | 现住开发区宝带新村。 | 扬州市         |
| 674 | 男   | 48    | 8月6日   | 现住邗江区秋桂苑。确诊病例102密接。 | 扬州市         |
| 675 | 男   | 71    | 8月6日   | 现住邗江区奥都花城。确诊病例53密接。 | 扬州市         |
| 676 | 男   | 61    | 8月6日   | 现住江都区丁沟镇麾南村。确诊病例72密接。 | 扬州市         |
| 677 | 女   | 8     | 8月6日   | 现住邗江区宰庄小区。确诊病例141密接。 | 扬州市         |
| 678 | 男   | 13    | 8月6日   | 现住广陵区湾头镇联合村。确诊病例171密接。 | 扬州市         |
| 679 | 女   | 49    | 8月6日   | 现住广陵区万花园小区。 | 扬州市         |
| 680 | 男   | 11    | 8月6日   | 现住广陵区城东路35号。确诊病例129密接。 | 扬州市         |
| 681 | 女   | 30    | 8月6日   | 现住广陵区城东路35号。确诊病例92密接。 | 扬州市         |
| 682 | 女   | 24    | 8月6日   | 现住广陵区院东街28号。 | 扬州市         |
| 683 | 男   | 57    | 8月6日   | 现住邗江区香格里拉庄园。确诊病例38密接。 | 扬州市         |
| 684 | 男   | 58    | 8月6日   | 现住邗江区武庄小区。确诊病例208密接。 | 扬州市         |
| 685 | 女   | 68    | 8月6日   | 现住邗江区秋桂苑。确诊病例84密接。 | 扬州市         |
| 686 | 女   | 50    | 8月6日   | 现住邗江区武塘社区289号。确诊病例119密接。 | 扬州市         |
| 687 | 男   | 5     | 8月6日   | 现住广陵区湾头镇联合村。确诊病例38密接。 | 扬州市         |
| 688 | 女   | 15    | 8月6日   | 现住邗江区秋南苑。确诊病例12密接。 | 扬州市         |
| 689 | 男   | 9     | 8月6日   | 现住邗江区莱福巷国税局宿舍。确诊病例38密接。 | 扬州市         |
| 690 | 女   | 68    | 8月6日   | 现住邗江区蒋王街道四联村。确诊病例22密接。 | 扬州市         |
| 691 | 女   | 71    | 8月6日   | 现住邗江区康乐新村。确诊病例1密接。 | 扬州市         |
| 692 | 男   | 82    | 8月6日   | 现住邗江区春竹苑。 | 扬州市         |
| 693 | 男   | 72    | 8月6日   | 现住邗江区秋桂苑。确诊病例84密接。 | 扬州市         |
| 694 | 女   | 40    | 8月6日   | 现住邗江区康乐新村。 | 扬州市         |
| 695 | 女   | 69    | 8月6日   | 现住邗江区冬梅苑。 | 扬州市         |
| 696 | 女   | 41    | 8月6日   | 现住开发区阳光花都。确诊病例23密接。 | 扬州市         |
| 697 | 男   | 47    | 8月6日   | 现住邗江区文汇东路251号。确诊病例31密接。 | 扬州市         |
| 698 | 男   | 66    | 8月6日   | 现住邗江区武塘小区。 | 扬州市         |
| 699 | 男   | 66    | 8月6日   | 现住邗江区武塘小区。 | 扬州市         |
| 700 | 女   | 28    | 8月6日   | 现住邗江区夏荷苑。 | 扬州市         |
| 701 | 男   | 40    | 8月6日   | 现住邗江区宰庄小区。 | 扬州市         |
| 702 | 女   | 35    | 8月6日   | 现住邗江区宰庄小区。 | 扬州市         |
| 703 | 女   | 35    | 8月6日   | 现住邗江区宰庄小区。确诊病例141密接。 | 扬州市         |
| 704 | 女   | 58    | 8月6日   | 现住广陵区湾头镇联合村。确诊病例38密接。 | 扬州市         |
| 705 | 女   | 62    | 8月6日   | 现住广陵区湾头镇联合村。确诊病例38密接。 | 扬州市         |
| 706 | 女   | 54    | 8月6日   | 现住广陵区广福花园。确诊病例38密接。 | 扬州市         |
| 707 | 女   | 15    | 8月6日   | 现住广陵区湾头镇联合村。确诊病例38密接。 | 扬州市         |
| 708 | 女   | 14    | 8月6日   | 现住广陵区杉湾花园。确诊病例120密接。 | 扬州市         |
| 709 | 男   | 66    | 8月6日   | 现住广陵区湾头镇联合村。确诊病例171密接。 | 扬州市         |
| 710 | 男   | 11    | 8月6日   | 现住广陵区淮海路157号。确诊病例19密接。 | 扬州市         |
| 711 | 男   | 70    | 8月6日   | 现住邗江区夏荷苑。 | 扬州市         |
| 712 | 女   | 28    | 8月6日   | 现住张家界市永定区官黎坪街道鲤鱼池社区。 | 张家界市       |
| 713 | 男   | 8     | 8月6日   | 现住张家界市永定区阳湖坪街道竹园塔村9组。 | 张家界市       |
| 714 | 女   | 12    | 8月6日   | 现住永定区永定街道后溶街古庸路冠君2号公馆。 | 张家界市       |
| 715 | 男   | 39    | 8月6日   | 现住永定区天门路西门溪14巷。 | 张家界市       |
| 716 | 男   | 46    | 8月6日   | 现住张家界市永定区回龙社区南门口安置小区。 | 张家界市       |
| 717 | 女   | 32    | 8月6日   | 现住张家界市永定区后溶街社区古人堤路83号。 | 张家界市       |
| 718 | 男   | 29    | 8月6日   | 现住址为亿纬动力新建项目工地职工宿舍。 | 荆门市         |
| 719 | 男   | 57    | 8月6日   | 现住址为兴隆街道兴隆社区天乐小区。 | 荆门市         |
| 720 | 男   | 43    | 8月6日   | 现住址为兴隆街道兴隆社区天乐小区。 | 荆门市         |
| 721 | 男   | 43    | 8月6日   | 现住址为兴隆街道兴隆社区天乐小区。 | 荆门市         |
| 722 | 男   | 52    | 8月6日   | | 鄂州市         |
| 723 | 女   | 51    | 8月6日   | 案722的妻子 | 鄂州市         |
| 724 | 男   | 26    | 8月6日   | 案722的儿子 | 鄂州市         |
| 725 | 男   | 26    | 8月6日   | 案723的侄子 | 鄂州市         |
| 726 |      |       | 8月6日   | | 咸宁市         |
| 727 | 女   | 78    | 8月7日   | 现住江宁区禄口街道石埝村张塘角自然村，务农。 | 南京市         |
| 728 | 女   | 50    | 8月7日   | 现住江宁区禄口街道石埝村张塘角自然村，无业。 | 南京市         |
| 729 | 男   | 53    | 8月7日   | 现住武汉市东西湖区常青花园四小区，与无症状感染者蔡某某（78岁）为父子关系 | 武汉市         |
| 730 | 男   | 56    | 8月7日   | 中建三局武汉沌口项目工地工作，住工地宿舍 | 武汉市         |
| 731 | 男   | 52    | 8月7日   | 中建三局武汉沌口项目工地工作，住工地宿舍 | 武汉市         |
| 732 | 男   | 32    | 8月7日   | 中建三局武汉沌口项目工地工作，住工地宿舍 | 武汉市         |
| 733 | 男   | 56    | 8月7日   | 与确诊病例柯某林为夫妻关系，同住于江夏区清江泓景小区 | 武汉市         |
| 734 | 男   | 20    | 8月7日   | 现住江夏区栗庙新村 | 武汉市         |
| 735 | 女   | 18    | 8月7日   | 现住东湖高新区光谷某公司，与无症状感染者王某某为朋友关系 | 武汉市         |
| 736 | 男   | 30    | 8月7日   | 中建三局武汉沌口项目工地工作，住工地宿舍 | 武汉市         |
| 737 | 男   | 29    | 8月7日   | 中建三局武汉沌口项目工地工作，住工地宿舍 | 武汉市         |
| 738 | 女   | 38    | 8月7日   | 自由职业，现住荷塘区东环新城小区，与20号阳性感染者是母女关系。 | 株洲市         |
| 739 | 男   | 13    | 8月7日   | 学生，现住荷塘区东环新城小区，与20号阳性感染者是姐弟关系。 | 株洲市         |
| 740 | 女   | 34    | 8月7日   | 工人，现住荷塘区岭秀天下小区。 | 株洲市         |
| 741 | 男   | 38    | 8月7日   | 现住张家界市永定区思善桥社区林业路建材市场。 | 张家界市       |
| 742 | 男   | 22    | 8月8日   | 现住武汉市江夏区藏龙岛宜家龙臣小区，与8月7日确诊病例罗某某同为华莱士（经济学院店）的店员 | 武汉市         |
| 743 | 女   | 52    | 8月8日   | 现住武汉市东西湖区常青花园四小区，与确诊病例蔡某某为夫妻关系 | 武汉市         |
| 744 | 男   | 38    | 8月8日   | 现住东湖高新区关东街万科嘉园，与8月5日无症状感染者沈某某存在时空关联 | 武汉市         |
| 745 | 男   | 57    | 8月8日   | 中建三局沌口项目工地工作，住工地宿舍 | 武汉市         |
| 746 | 男   | 19    | 8月8日   | 现住江夏区藏龙岛开发区栗庙新村，江苏淮安某旅行团关联病例 | 武汉市         |
| 747 | 男   | 53    | 8月8日   | 现住于江夏区纸坊街江南总督府小区，为8月7日病例詹某某工友 | 武汉市         |
| 748 | 女   | 46    | 8月8日   | 现住址为兴隆街道兴隆社区天乐小区，在亿纬动力新建项目工地工作。 | 荆门市         |
| 749 | 女   | 39    | 8月8日   | 现住张家界市永定区永定街道南门口安置小区。 | 张家界市       |
| 750 | 女   | 56    | 8月8日   | 现住张家界市永定区阳湖坪街道前社村1组。 | 张家界市       |
| 751 | 女   | 51    | 8月8日   | 现住张家界市永定区宝塔岗街口49号。 | 张家界市       |
| 752 | 男   | 36    | 8月8日   | 现住张家界市永定区阳湖坪镇前社村独子岩安置小区。 | 张家界市       |
| 753 | 女   | 30    | 8月8日   | 现住张家界市永定区天门山镇天门溪村李家峪2组。 | 张家界市       |
| 754 | 女   | 5     | 8月8日   | 现住张家界市永定区天门山镇天门溪村李家峪2组。 | 张家界市       |
| 755 | 男   | 63    | 8月8日   | 现住张家界市永定区阳湖坪镇前社村1组。 | 张家界市       |
| 756 | 女   | 7     | 8月8日   | 现住张家界市永定区阳湖坪镇前社村独子岩安置小区。 | 张家界市       |
| 757 | 女   | 42    | 8月8日   | 现住张家界市永定区阳湖坪街道前社村独子岩安置小区。 | 张家界市       |
| 758 | 女   | 35    | 8月8日   | 现住张家界市永定区大庸桥街道天门壹号。 | 张家界市       |
| 759 | 女   | 4月龄 | 8月9日   | 现住江宁区禄口街道石埝村张塘角自然村。8月4日作为确诊病例的密切接触者，转运至集中隔离点。因核酸检测为阳性，8月9日通过专用救护车转运至南京市公共卫生医疗中心，当日被诊断为新冠肺炎确诊病例，普通型。 | 南京市         |
| 760 | 男   | 81    | 8月9日   | 现住江宁区禄口街道石埝村张塘角自然村，无业。7月25日至8月3日居家隔离，除核酸检测外无外出，未与外人接触。8月4日作为确诊病例的密切接触者，转运至集中隔离点。因核酸检测为阳性，8月9日通过专用救护车转运至南京市公共卫生医疗中心，当日被诊断为新冠肺炎确诊病例，普通型。 | 南京市         |
| 761 | 男   | 81    | 8月9日   | 现住江宁区禄口街道石埝村张塘角自然村，无业。7月25日至8月3日居家隔离，除核酸检测外无外出，未与外人接触。8月4日作为确诊病例的密切接触者，转运至集中隔离点。因核酸检测为阳性，8月9日通过专用救护车转运至南京市公共卫生医疗中心，当日被诊断为新冠肺炎确诊病例，普通型。 | 南京市         |
| 762 | 男   | 16    | 8月9日   | 现居住地正阳县吕河乡杨店村街三组。 | 驻马店市       |
| 763 | 女   | 75    | 8月9日   | 与8月6日新增无症状感染者蔡某荣为夫妻关系，与8月7日确诊病例蔡某国为母子关系，现住武汉市江夏区纸坊街郭岭新里。 | 武汉市         |
| 764 | 男   | 31    | 8月9日   | 现住武汉市江夏区保利海上五月花一期小区。 | 武汉市         |
| 765 | 女   | 50    | 8月9日   | 现住于江夏区龙头街水产局水产花园小区 | 武汉市         |
| 766 | 女   | 32    | 8月9日   | 与8月8日新增无症状感染者戴某某为夫妻关系，现住东湖高新区万科嘉园 | 武汉市         |
| 767 | 女   | 10    | 8月9日   | 现住武汉市硚口区长丰街道天顺园小区，曾在东湖海洋世界水上乐园游玩，与8月5日无症状感染者沈某某存在时空关联。 | 武汉市         |
| 768 | 男   | 27    | 8月9日   | 现住于高新二路佳源花都小区。 | 武汉市         |
| 769 | 女   | 6     | 8月9日   | 现住于东湖高新区关东街万科嘉园，为确诊病例4李某的女儿。 | 武汉市         |
| 770 | 男   | 60    | 8月9日   | 在亿纬动力新建项目工地工作，住该项目工地宿舍。 | 荆门市         |
| 771 | 男   | 43    | 8月9日   | 在多辉农产品市场从事物流配送工作，住掇刀区团林铺镇兴垱村二组。 | 荆门市         |
| 772 | 男   | 56    | 8月9日   | 在亿纬动力新建项目工地工作，住该项目工地宿舍。 | 荆门市         |
| 773 | 男   | 39    | 8月9日   | 在亿纬动力新建项目工地工作，住该项目工地宿舍。 | 荆门市         |
| 774 | 男   | 54    | 8月9日   | 在亿纬动力新建项目工地工作，住该项目工地宿舍。 | 荆门市         |
| 775 | 男   | 47    | 8月9日   | 在亿纬动力新建项目工地工作，住该项目工地宿舍。 | 荆门市         |
| 776 | 男   | 18    | 8月9日   | 在亿纬动力新建项目工地工作，住该项目工地宿舍。 | 荆门市         |
| 777 | 男   | 42    | 8月9日   | 住掇刀区团林铺镇兴垱村四组。 | 荆门市         |
| 778 | 男   | 29    | 8月9日   | 在亿纬动力新建项目工地工作，住该项目工地宿舍。 | 荆门市         |
| 779 | 男   | 35    | 8月9日   | 在亿纬动力新建项目工地工作，住址为掇刀石街道龙锦花园。 | 荆门市         |
| 780 |      |       | 8月9日   | | 荆门市         |
| 781 |      |       | 8月9日   | | 荆门市         |
| 782 |      |       | 8月9日   | | 荆门市         |
| 783 |      |       | 8月9日   | | 荆门市         |
| 784 |      |       | 8月9日   | | 荆门市         |
| 785 |      |       | 8月9日   | | 荆门市         |
| 786 |      |       | 8月9日   | | 荆门市         |
| 787 |      |       | 8月9日   | | 荆门市         |
| 788 |      |       | 8月9日   | | 荆门市         |
| 789 |      |       | 8月9日   | | 荆门市         |
| 790 |      |       | 8月9日   | | 荆门市         |
| 791 |      |       | 8月9日   | | 荆门市         |
| 792 |      |       | 8月9日   | | 荆门市         |
| 793 |      |       | 8月9日   | | 黄冈市         |
| 794 |      |       | 8月9日   | | 黄冈市         |
| 795 |      |       | 8月9日   | | 黄冈市         |
| 796 |      |       | 8月9日   | | 黄冈市         |
| 797 | 男   | 36    | 8月9日   | 现住张家界市永定区阳湖坪街道前社社区独子岩安置小区E12栋。 | 张家界市       |
| 798 | 女   | 14    | 8月9日   | 现住张家界市永定区永定街道回龙社区南门口安置小区5栋。 | 张家界市       |
| 799 | 男   | 41    | 8月9日   | 现住张家界市永定区永定街道回龙社区南门口安置小区5栋。 | 张家界市       |
| 800 | 男   | 48    | 8月9日   | 现住张家界市永定区崇文街道凤湾社区土门巷38号。 | 张家界市       |
| 801 | 女   | 37    | 8月9日   | 现住张家界市永定区永定街道回龙社区南门口安置小区5栋。 | 张家界市       |
| 802 | 女   | 58    | 8月9日   | 现住张家界市永定区天门山镇天门溪村李家峪组。 | 张家界市       |
| 803 | 女   | 11    | 8月10日  | 现住张家界市永定区南庄坪开发区花苑。 | 张家界市       |
| 804 | 女   | 52    | 8月10日  | 现住张家界市永定区北正街土门巷。 | 张家界市       |
| 805 | 女   | 48    | 8月10日  | 现住张家界市永定区天门山镇天门溪村，村医。 | 张家界市       |
| 806 | 男   | 19    | 8月10日  | 现住张家界市永定区北正街土门巷。 | 张家界市       |
| 807 | 男   | 56    | 8月10日  | 现住张家界市永定区后溶街居委会古人堤。 | 张家界市       |
| 808 | 男   | 55    | 8月10日  | 中建三局沌口项目工地工作，现住万家湖社区D区。 | 武汉市         |
| 809 | 男   | 30    | 8月10日  | 现住武汉市洪山区狮子山街金地圣爱米伦小区，与此前公布的无症状感染者柳某某为同事关系 | 武汉市         |
| 810 | 女   | 89    | 8月10日  | 现住于武汉市江夏区纸坊街职中社区，与此前公布的确诊病例熊某某为母女关系 | 武汉市         |
| 811 | 男   | 32    | 8月11日  | 省市联合医疗队护士。7月29日进驻南京市公共卫生医疗中心，每日乘坐专用车辆往返工作地点和定点住所，期间先后6次接受核酸检测，8月11日第6次核酸检测结果阳性，同日被诊断为新冠肺炎确诊病例，普通型。 | 南京市         |
| 812 | 男   | 31    | 8月11日  | 现住江夏区纸坊街东方巷 | 武汉市         |
| 813 | 女   | 28    | 8月11日  | 现住江夏区大桥新区宜化星都汇小区 | 武汉市         |
| 814 | 女   | 56    | 8月11日  | 现住江夏区纸坊街东方巷 | 武汉市         |
| 815 | 男   | 31    | 8月11日  | 现住江夏区纸坊街一道口青龙村，与8月8日新增无症状感染者夏某某为密切接触者 | 武汉市         |
| 816 | 男   | 29    | 8月11日  | 现住武汉市江夏区纸坊街东方巷 | 武汉市         |
| 817 | 女   | 28    | 8月11日  | 现住武汉市江夏区纸坊街东方巷美林公寓 | 武汉市         |
| 818 | 女   | 1     | 8月11日  | 现住武汉市江夏区纸坊街东方巷美林公寓，与无症状感染者2为母女关系 | 武汉市         |
| 819 | 男   | 63    | 8月11日  | 现住于江夏区纸坊街东方巷美林公寓 | 武汉市         |
| 820 | 男   | 59    | 8月11日  | 现住江夏区纸坊东湖村东湖里，为8月8日无症状感染者夏某某的密切接触者 | 武汉市         |
| 821 | 男   | 77    | 8月11日  | 现住于江夏区中兴街老审计局家属院。与无症状感染者7为父子关系 | 武汉市         |
| 822 | 男   | 50    | 8月11日  | 现住江夏区北华街38号，与无症状感染者6为父子关系 | 武汉市         |
| 823 | 女   | 23    | 8月11日  | 现住于东西湖区东山街东风大队社区 | 武汉市         |
| 824 | 女   |       | 8月11日  | 在福力德公司上班，住兴隆街道兴隆社区天乐小区 | 荆门市         |
| 825 | 男   |       | 8月11日  | 在高新区·掇刀区某企业在建Q8工地打工，住掇刀石街道名泉社区凯旋城 | 荆门市         |
| 826 | 男   |       | 8月11日  | 在高新区·掇刀区某企业在建Q8工地打工，住兴隆街道兴隆社区天乐小区 | 荆门市         |
| 827 | 男   |       | 8月11日  | 户籍地为马河镇易畈村 | 荆门市         |
| 828 | 男   |       | 8月11日  | 住掇刀区兴隆街道兴隆社区 | 荆门市         |
| 829 | 男   |       | 8月11日  | 在高新区·掇刀区某企业在建Q8工地打工，住工地宿舍。 | 荆门市         |
| 830 | 男   |       | 8月11日  | 在高新区·掇刀区某企业在建Q8工地打工，住荆门天地小区。 | 荆门市         |
| 831 | 男   |       | 8月11日  | 在高新区·掇刀区某企业在建Q8工地打工，住兴隆街道兴隆社区。 | 荆门市         |
| 832 | 女   |       | 8月11日  | 住掇刀区兴隆街道兴隆社区天乐小区。 | 荆门市         |
| 833 | 男   |       | 8月11日  | 在高新区·掇刀区某企业在建Q8工地打工，住掇刀石街道名泉社区凯旋城。 | 荆门市         |
| 834 | 男   |       | 8月11日  | 在高新区·掇刀区某企业在建Q8工地打工，住团林铺镇松店村。 | 荆门市         |
| 835 | 男   |       | 8月11日  | 在高新区·掇刀区某企业在建Q8工地打工，住团林铺镇松店村。 | 荆门市         |
| 836 | 男   |       | 8月11日  | 在高新区·掇刀区某企业在建Q8工地打工，住团林铺镇熊店村。 | 荆门市         |
| 837 | 女   |       | 8月11日  | 住团林铺镇兴垱村。 | 荆门市         |
| 838 | 女   |       | 8月11日  | 住掇刀区团林铺镇熊店村。 | 荆门市         |
| 839 | 女   |       | 8月11日  | 住团林铺镇松店村。 | 荆门市         |
| 840 | 男   |       | 8月11日  | 在高新区·掇刀区某企业在建Q8工地打工，住掇刀石街道龙景世家。 | 荆门市         |
| 841 | 女   |       | 8月11日  | 住掇刀石街道凯旋城。 | 荆门市         |
| 842 | 女   |       | 8月11日  | 住杏园小区，在天腾重机工作。 | 荆门市         |
| 843 | 男   | 17    | 8月11日  | 现住永定区阳湖坪街道前社社区独子岩安置小区。 | 张家界市       |
| 844 | 男   | 63    | 8月11日  | 现住永定区南庄坪街道三眼桥居委会。 | 张家界市       |
| 845 | 女   | 31    | 8月11日  | 现住永定区子午路解放小学天子巷。 | 张家界市       |
| 846 | 女   | 22    | 8月11日  | 现住永定区官黎坪街道鲤鱼池社区代家坎。 | 张家界市       |
| 847 | 女   | 58    | 8月11日  | 现住永定区阳湖坪街道前社社区独子岩安置小区。 | 张家界市       |
| 848 | 男   | 59    | 8月11日  | 现住永定区阳湖坪街道前社社区独子岩安置小区。 | 张家界市       |
| 849 | 女   | 26    | 8月11日  | 现住张家界市永定区崇文街道土门巷。 | 张家界市       |
| 850 | 女   | 26    | 8月12日  | 现住江宁区禄口街道石埝村张塘角自然村，幼儿教师。 | 南京市         |
| 851 |      |       | 8月12日  | | 荆门市         |
| 852 |      |       | 8月12日  | | 荆门市         |
| 853 |      |       | 8月12日  | | 荆门市         |
| 854 |      |       | 8月12日  | | 荆门市         |
| 855 |      |       | 8月12日  | | 荆门市         |
| 856 |      |       | 8月12日  | | 黄冈市         |
| 857 | 女   | 63    | 8月12日  | 务农，现住永定区阳湖坪街道前社社区。 | 张家界市       |
| 858 | 女   | 59    | 8月12日  | 待业，现住永定区永定街道教场社区。 | 张家界市       |
| 859 | 男   |       | 8月13日  | 从事装修工作，住掇刀区兴隆街道宏城小区。 | 荆门市         |
| 860 | 女   |       | 8月13日  | 住掇刀区十里牌社区雨田小区。 | 荆门市         |
| 861 | 女   |       | 8月13日  | 住掇刀石街道龙景世家。 | 荆门市         |
| 862 | 女   | 57    | 8月13日  | 住张家界市永定区阳湖坪街道前社社区。 | 张家界市       |
| 863 | 男   | 12    | 8月13日  | 学生，现住张家界市永定区阳湖坪街道前社社区。 | 张家界市       |
| 864 | 女   | 34    | 8月13日  | 办公室文员，现住张家界市永定区阳湖坪街道前社社区。 | 张家界市       |
| 865 | 男   | 13    | 8月13日  | 学生，现住张家界市永定区阳湖坪街道前社社区。 | 张家界市       |
| 866 | 男   | 54    | 8月14日  | 务农，现住永定区天门山镇天门溪村。 | 张家界市       |
| 867 | 女   | 8     | 8月15日  | 学生，爷爷奶奶为确诊病例，现住永定区阳湖坪街道前社社区。 | 张家界市       |

## 溯源调查与分析
2021年7月21日，南京市卫健委主任方中友表示，病毒源头正在进一步追查。由于多数病例是在机场及航班上从事保洁服务的人员，他认为此次疫情与境外病例相关联引起的感染可能性比较大，但最后还要根据溯源和测序，以及进一步流调的结果来确定源头的情况，但在确诊病例中，有1例基因测序提示为起源于印度的Delta变异株。在7月27日的新闻发布会上，南京市疾控中心副主任丁洁表示从完成的病例来看，结果显示为Delta变异株。
香港大学生物医学学院教授、病毒学家金冬雁表示，禄口机场疫情可能是一起小型的“超级传播事件”，先是个别保洁人员因接触入境感染者或入境污染物感染，进而传播给其他保洁人员。另据新华社报道，此次疫情依然是境外输入、境内扩散，呈现传播隐匿、传播范围广、扩散性风险较高等特点。复旦大学附属华山医院感染科主任张文宏表示，南京疫情遵循“点状-线状-弥散”规律。他认为后续1-2周各省市如果没有发生更多二代与三代病例，疫情的规模仍然会限制在南京市。张文宏认为，南京已采取严格的防控措施，如管控有效，可在数周内得到控制。
7月31日，国务院联防联控机制召开新闻发布会，介绍此轮疫情的有关情况。会上，国家卫健委疾控局一级巡视员贺青华介绍说，此次聚集性疫情由Delta变异株引发，传播速度快、转阴时间长，且发生于暑期，景区人员聚集，发生地是人口密集且流动量很大的国际机场。以上特点使得疫情向省内其他地市或省外扩散，短期内仍有扩散风险。中国疾控中心研究员冯子健表示，本轮疫情是先经南京禄口机场输入并引起了进一步的传播，多个省份都有病例和感染者传入。张家界的首发病例也与禄口机场的疫情相关，传至湖南张家界的病例或者感染者又经旅游景点和大型演出活动感染了其他人，导致病毒进一步传播，是近期除南京以外感染和传播人数较多的重点疫点。
8月3日，中国民用航空局举办新闻发布会，披露禄口机场疫情的原因。民航局飞行标准司副司长韩光祖表示，南京禄口国际机场之所以出现聚集性疫情，主要原因在于对疫情防控工作严峻性复杂性和长期性认识不足、日常管理松懈、在日常航班运行保障过程中没有严格落实地方政府和民航疫情防控规定和要求。
8月4日，湖南省召开新闻发布会通报，湖南此次本土疫情是由来张家界市的3名外省游客输入，3名游客曾在7月17日在南京禄口机场短暂停留，当晚进入张家界市，在张家界市旅游到7月23日后抵达湘西自治州凤凰县，7月24日离开湖南省。3名游客在张家界市通过酒店内共同早餐、旅游中聚集性活动等，传播给张家界市本地导游和北京市、成都市等地游客，成都市游客7月24日在常德市一封闭游船上再次传播给众多同乘者。武汉、北京所发现的本土病例也与江苏本土病例毒株高度同源。

## 相关反应与影响

### 江苏省
疫情发生后，江苏省疫情防控工作领导小组暨涉外联防联控指挥部紧急召开会议。中共江苏省委书记娄勤俭作出批示，要求抓紧开展溯源工作，查清病毒传播途径，严格管理措施，堵塞防控漏洞，加大检测和排查力度，坚决防止疫情扩散蔓延。江苏省人民政府省长吴政隆对加强应急处置和全省疫情防控工作作部署。中共江苏省委于7月23日决定，暂停冯军东部机场集团有限公司党委书记、董事长职务，由钱凯法代理东部机场集团有限公司党委书记、董事长职务。
7月21日，江苏省新型冠状病毒感染肺炎疫情防控工作领导小组交通防控组印发严格落实疫情常态化交通防控措施的紧急通知。通知要求，全省暂停始发或终到中高风险地区的道路客运班线，暂停受理始发、终到或者中途停靠中高风险地区的包车备案业务；对途经中高风险地区的道路客运班线和包车，严格执行“点对点”运输，不得在该区域上下客。全面暂停进出中高风险地区的出租汽车（包括网约车）、顺风车业务。同日，江苏省民政厅宣布对养老服务机构、儿童福利机构、民政精神卫生福利机构等实行封闭管理。江苏省文旅厅要求对所有进入A级旅游景区、星级饭店、剧院、文博场馆、娱乐场所、上网服务场所等文旅公共场所的工作人员和顾客进行体温检测、健康码核验，星级饭店要增加国务院客户端通信大数据行程卡核验。江苏省疫情防控工作领导小组学校防控组向全省教育系统发出通知，要求迅速进入应急响应状态，以“五个严格”维护师生生命健康和校园安全稳定。
7月23日，国务院联防联控机制综合组派出工作组赴江苏南京指导开展工作。江苏省卫健委组建省级指导组，进驻南京市疫情防控指挥部。
7月27日，江苏省交通运输厅发布通告，在环江苏省界公路设置93个“离苏查验点”，对南京牌照车辆驾乘人员核酸检测证明及健康码进行查验。对经过查验点能够提供离宁时48小时内核酸检测阴性证明且健康码为绿码的驾乘人员可以通行；不能提供相应核酸检测阴性证明或健康码为黄码的，实行劝返；健康码为红码的，禁止驾乘人员离开车辆，由当地卫健部门按规定实施集中隔离医学观察。直至8月23日，“离苏查验点”调整后共有88个，并对离苏的中高风险区车辆驾乘人员进行疫情防控查验。
7月29日，因疫情影响，江苏省部分高速公路收费站入口临时关闭。
7月31日，江苏省疫情防控工作领导小组学校防控组向各高等学校、各设区市、县（市、区）疫情防控工作领导指挥机构学校防控组发出通知，对全省高校2021年暑期及秋季开学期间疫情防控工作、加强中小学幼儿园疫情防控工作提出要求。通知说，省内高校学生公寓实行封闭管理，执行晨午晚检制度；在苏高校系统所有人员不得擅自外出，离开所在设区市须履行请假报备手续，倡导在宁师生非必要不离宁；各中小学幼儿园暑假期间实行校园封闭管理，除应急值班值守人员，其他人员一律禁止进入校园，学生没有经过批准一律不得提前返校。通知同时明确，各校要对师生7月10日后的假期行程开展调查，各校要及时关注疫情形势变化，要求每一位学生和教职员工减少不必要的出行，原则上开学前不得跨设区市流动。开学前14天要组织每位学生居家进行自我观察与检测，做好体温检测记录，开学前交给学校班主任老师统一存档。秋季学期开学前，有确诊病例的县（市、区）一律不得开展暑期军训活动，其他地区必须获得当地疫情防控工作领导指挥机构的批准方可开展军训活动。
8月1日，江苏省内部分道路因疫情影响双向封闭。
8月7日，江苏省纪委监委通报，东部机场集团党委委员、副总经理、办公室主任，兼机场涉外疫情防控指挥部指挥长汪超被采取留置措施。东部机场集团应急救援部主任尹运文被采取留置措施。东部机场集团地面服务部主任许永杰被立案审查调查。南京市副市长胡万进被處以其政务记过处分。南京市江宁区区委副书记、区长严应骏被给予其党内严重警告处分，被撤銷江寧區的黨職公職，被降为二级调研员。南京市卫健委党委书记、主任方中友被给予其党内严重警告处分，其南京市卫健委的党職、公職被免。南京市纪委监委当日亦通报9人因疫情防控不力被问责，其中南京市卫健委党委委员、副主任杨大锁因分管疫情防控工作履职不力，对基层业务监管指导不力，给予其党内警告处分；南京市公安局党委委员、副局长蒋虻芒，因工作粗枝大叶，对有关文稿审核把关不严，造成不良社会影响，给予其党内警告处分。
8月10日，东部机场集团有限公司党委书记、董事长冯军，党委副书记、总经理徐勇均涉嫌严重违纪违法，接受中共江苏省纪委、江苏省监委纪律审查和监察调查。
8月11日，南京市江宁区禄口街道党工委原副书记、办事处原主任朱茂胜，江宁区禄口街道陆纲社区党委书记、居委会主任邰晓俊，江宁区禄口街道陆纲社区居委会副主任周戎轩在落实社区疫情防控、人员排查工作中严重不负责任，不认真履行职责，涉嫌严重违纪违法，目前正接受江宁区纪委监委纪律审查和监察调查。
8月13日，揚州市委常委、常務副市長、市疫情防控工作指揮部負責常務工作的副總指揮陳鍇竑被給予其黨內警告處分；揚州市副市長余珽被給予政務記大過處分；揚州市邗江區區委書記錢峰被給予黨內嚴重警告處分，其邗江區區委書記職務被免；揚州市廣陵區區委書記朱勇被給予黨內嚴重警告處分，其廣陵區區委書記職務被免除。翌日，扬州市卫健委党委书记、主任，中医药管理局局长赵国祥给予其党内严重警告、政务降级处分，其余官员亦因防控职责不力被问责。
8月14日，江苏省公布2021年秋季学期学校开学安排，全省中小学（含中职学校、特教学校）、幼儿园分两类情况安排开学。2021年以来一直处于低风险地区的地级市，9月1日正常开学返校；2021年以来有中高风险地区的地级市，自全域转为低风险地区满21天后，可分期分批组织学生开学返校。不能正常开学返校的中小学可组织线上学习指导。高校9月15日前不安排学生返校，可按秋季学期校历安排线上教学。高校所在地级市2021年以来一直为低风险地区的，9月15日后可分期分批组织学生返校；高校所在地级市有中高风险地区的，自全域转为低风险地区满21天后，可分期分批组织学生返校。
8月26日，在南京市全域降为低风险地区，扬州市社区层面风险基本消除之后，国务院联防联控机制综合组江苏工作组人员全部撤离江苏。
9月5日18时起，江苏撤销全部88个环苏公路查验点，撤销除扬州市以外的43个水上疫情查验点，并继续强化“环扬（州）”公路水路疫情防控查验。
9月7日，江苏发布《关于积极应对疫情影响助力企业纾困解难保障经济加快恢复若干政策措施》。
9月10日上午9时，江苏省因疫情单向或双向暂时关闭的高速公路收费站出入口全部恢复通行。
2022年1月，由于在南京禄口国际机场疫情防控工作中失职失责等原因，东部机场集团原党委书记、董事长冯军，东部机场集团原党委副书记、总经理徐勇，东部机场集团原党委委员、副总经理汪超，东部机场集团南京禄口国际机场原应急救援部主任尹运文四人均被开除党籍、开除公职。

#### 南京市

##### 地区风险
7月21日，首批通报感染者住所江宁区禄口街道谢村社区、白云路社区、石埝村，溧水区石湫街道九塘行政村毛家圩自然村由低风险地区调整为中风险地区，禄口街道为封控区域。8月15日，禄口街道由高风险地区调整为中风险地区，南京高风险地区清零。8月19日，江宁区禄口街道由中风险地区调整为低风险地区，该街道将继续实施7天过渡期管理；同时南京市中风险地区清零，全域均为低风险。
| 区       | 街道（及范围）                                                             | 调整日期                                                                |
| -------- | -------------------------------------------------------------------------- | ----------------------------------------------------------------------- |
| 江宁区   | 禄口街道                                                                   | 全域调整为高风险：7月29日 高风险→中风险：8月15日 中风险→低风险：8月19日 |
| 江宁区   | 湖熟街道周岗社区张巷自然村                                                 | 低风险→中风险：7月23日 中风险→低风险：8月12日                           |
| 江宁区   | 秣陵街道殷巷社区龙湖文馨苑小区                                             | 低风险→中风险：7月23日 中风险→低风险：8月11日                           |
| 江宁区   | 湖熟街道周岗社区庄上自然村                                                 | 低风险→中风险：7月24日 中风险→低风险：8月12日                           |
| 江宁区   | 湖熟街道尚桥社区焦东自然村                                                 | 低风险→中风险：7月27日 中风险→低风险：8月12日                           |
| 江宁区   | 秣陵街道青源社区翠屏湾花园城                                               | 低风险→中风险：7月27日 中风险→低风险：8月11日                           |
| 江宁区   | 横溪街道许呈社区小呈自然村                                                 | 低风险→中风险：7月27日 中风险→低风险：8月13日                           |
| 江宁区   | 东山街道骆村社区天琪福苑                                                   | 低风险→中风险：7月27日 中风险→低风险：8月11日                           |
| 江宁区   | 湖熟街道周岗社区新风苑                                                     | 低风险→中风险：7月28日 中风险→低风险：8月16日                           |
| 江宁区   | 湖熟街道钱家村钱家自然村                                                   | 低风险→中风险：7月29日 中风险→低风险：8月16日                           |
| 江宁区   | 东山街道岔路社区绿城深蓝小区                                               | 低风险→中风险：7月29日 中风险→低风险：8月13日                           |
| 江宁区   | 麒麟街道麒麟门社区麒西路95号                                               | 低风险→中风险：7月29日 中风险→低风险：8月13日                           |
| 江宁区   | 淳化街道新林村郭村自然村                                                   | 低风险→中风险：7月30日 中风险→低风险：8月14日                           |
| 江宁区   | 湖熟街道周岗社区围合区域（东至集贤路，南至长干街，西至康庄路，北至齐尚街） | 低风险→中风险：7月31日 中风险→低风险：8月16日                           |
| 江宁区   | 横溪街道宁光村蔡坎自然村                                                   | 低风险→中风险：8月3日 中风险→低风险：8月15日                            |
| 溧水区   | 石湫街道九塘行政村毛家圩自然村                                             | 低风险→中风险：7月21日 中风险→低风险：8月5日                            |
| 溧水区   | 永阳街道万科城香樟苑                                                       | 低风险→中风险：7月25日 中风险→低风险：8月8日                            |
| 溧水区   | 柘塘街道湖滨新寓                                                           | 低风险→中风险：7月26日 中风险→低风险：8月8日                            |
| 溧水区   | 永阳街道宏力花苑                                                           | 低风险→中风险：7月26日 中风险→低风险：8月8日                            |
| 高淳区   | 桠溪街道省道239与桠定路交叉路口芜太建材店所在建筑范围                      | 低风险→中风险：7月25日 中风险→低风险：8月7日                            |
| 建邺区   | 南苑街道所街26号                                                           | 低风险→中风险：7月25日 中风险→低风险：8月8日                            |
| 建邺区   | 莫愁湖街道凤栖苑1-93号小区                                                 | 低风险→中风险：7月28日 中风险→低风险：8月11日                           |
| 建邺区   | 南苑街道吉庆家园小区                                                       | 低风险→中风险：7月29日 中风险→低风险：8月9日                            |
| 秦淮区   | 瑞金路街道标营4号26栋、27栋、28栋、29栋、30栋                              | 低风险→中风险：7月26日 中风险→低风险：8月5日                            |
| 秦淮区   | 中华门街道晨光新苑16栋                                                     | 低风险→中风险：7月29日 中风险→低风险：8月12日                           |
| 玄武区   | 孝陵卫街道胜利村100号                                                      | 低风险→中风险：7月26日 中风险→低风险：8月8日                            |
| 栖霞区   | 迈皋桥街道和燕花苑12幢                                                     | 低风险→中风险：7月26日 中风险→低风险：8月10日                           |
| 鼓楼区   | 挹江门街道大桥南路10号                                                     | 低风险→中风险：7月27日 中风险→低风险：8月9日                            |
| 鼓楼区   | 中央门街道工人新村小区                                                     | 低风险→中风险：7月28日 中风险→低风险：8月6日                            |
| 雨花台区 | 铁心桥街道凤翔花园4期                                                      | 低风险→中风险：7月28日 中风险→低风险：8月7日                            |
| 雨花台区 | 铁心桥街道凤翔新城1期                                                      | 低风险→中风险：7月29日 中风险→低风险：8月12日                           |
| 雨花台区 | 铁心桥街道景明佳园小区                                                     | 低风险→中风险：7月31日 中风险→低风险：8月14日                           |

7月26日，中共南京市委应对疫情工作领导小组暨市疫情防控指挥部召开扩大会议上要求，对禄口机场及相关工作人员进行全面封闭管理，对驻场单位人员进行疏散、集中隔离。

##### 核酸检测

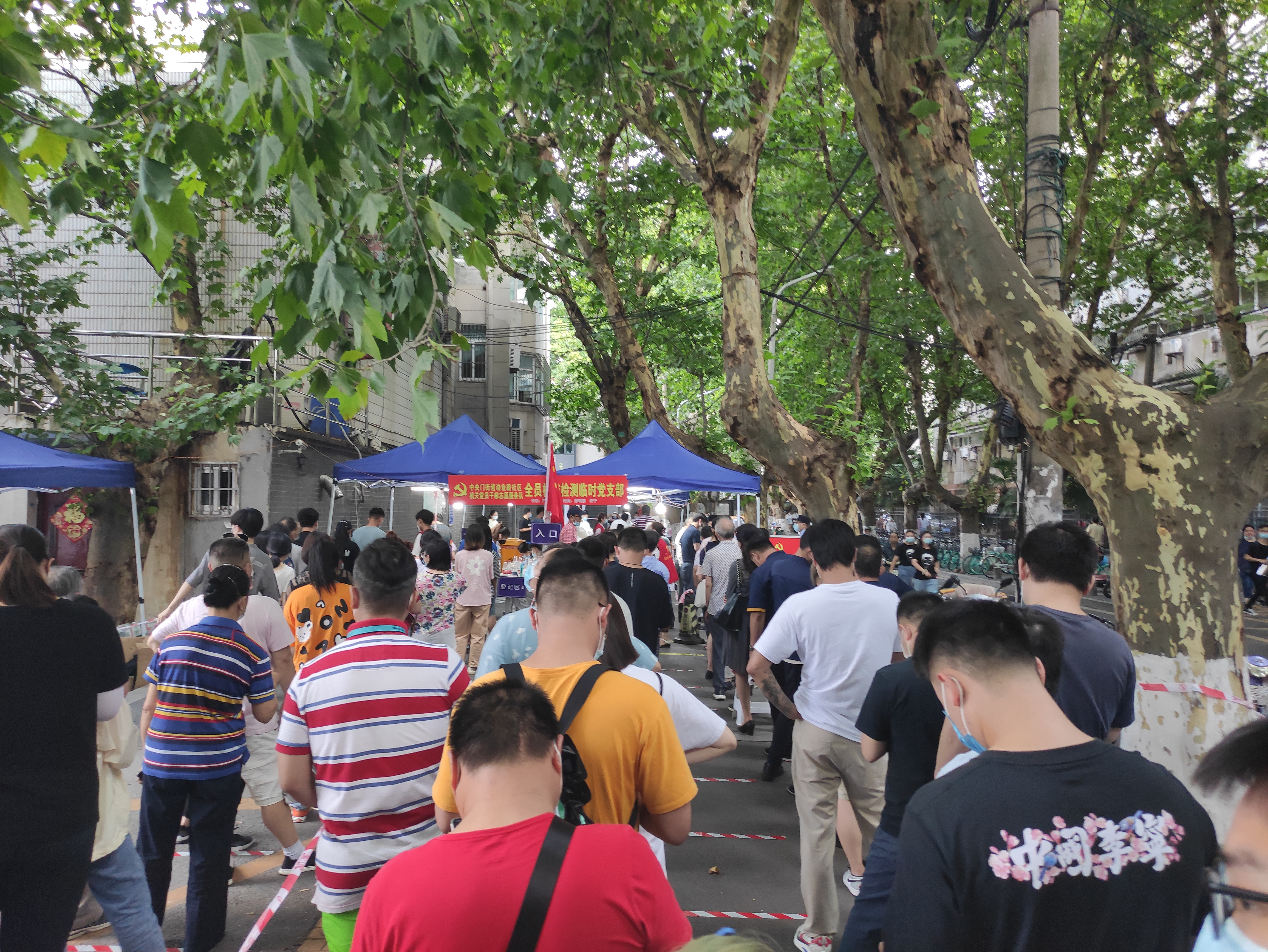
7月20日晚，南京通报阳性病例后，全市开始核酸检测

7月21日9时起，南京市江宁区在全区范围内开展全员核酸检测。同日起，全员核酸检测范围扩大到全市，疫苗接种暂停。南京市卫健系统派出多名医护人员，支援全员核酸检测工作。据不完全统计，江苏省人民医院派出200人、江苏省中医院派出100人、南京医科大学第二附属医院派出110人、东南大学附属中大医院派出200人。截至7月22日，南京市共有检测机构76个，日检测量达到350万份。
截至7月21日晚8时，禄口机场保洁、地服等重点人员核酸采样检测全部完成，江宁区全员核酸检测已完成采样148万人、覆盖77%左右的常住人口。
7月21日，南京禄口国际机场母公司东部机场集团召开会议。会上表示，公司将加密对关键岗位员工核酸检测频次，从每周一检改为三天一检。
7月24日，南京市疫情防控部门表示将对7月10日至20日进出过南京禄口机场的“苏康码”黄码的人员进行严格管理，原则上一律实施14天集中隔离医学观察，条件不具备的地方，按规范严格实施居家健康监测。对所有黄码人员一周内实施3次核酸检测，阴性者可以恢复绿码，并视情解除健康管理措施。
7月25日，南京市新冠肺炎疫情联防联控工作指挥部发布通告，定于7月25日上午11时起开展第二轮全员核酸检测。同日凌晨，南京国际博览中心开始搭建“火眼实验室”。
7月26日，禄口街道全面启动第三轮全员核酸检测工作。28日起启动第四轮全员核酸检测工作。29日起，南京多个区已部署安排并通知将开展第三轮核酸检测。7月31日起，禄口街道启动第五轮全员核酸检测工作。截至8月1日，南京全市全员已进行的三轮核酸检测达2661万多份，其中通过核酸检测发现204例确诊病例。南京市卫健委副主任杨大锁在发布会上介绍，第一轮全市全员核酸检测923.36万份，其中发现确诊病例74例；第二轮大规模核酸检测847.8万份，其中发现确诊病例81例；截至8月1日，第三轮大规模核酸检测已采样890万份，其中876万份采样结果已完成检测，其中发现确诊病例49例。
8月2日，南京市启动第四轮部分区域大规模核酸检测筛查工作，江北新区、浦口区、六合区不在本轮核酸检测筛查范围。
8月4日，南京多个行政区发出第五轮核酸检测通告。
8月8日起，南京市玄武区、秦淮区、鼓楼区、江宁区的部分区域将开展第六轮核酸检测。
8月11日，江苏省疾控中心急性传染病防制所所长、主任医师鲍倡俊在南京市疫情防控新闻发布会上介绍，南京市前六轮核酸检测共有近4000万人次受检，期间累计发现阳性233人，主要来自高风险区域人员及其密切接触者等，其中只在前三轮共筛查出社会面散发病例14人；第四轮至第六轮南京市检出的阳性均发生在集中或者居家隔离点，没有在社会面检测到散发病例。8月以来南京报告的本土确诊病例，均出现在江宁区隔离管控人员当中。

##### 疫苗接种
自全员核酸检测开始以来，南京暂停了疫苗接种。7月31日，南京市卫健委副主任杨大锁在回答记者提问时表示，对于已经接种疫苗第一针的群众，南京市将按照“先急后缓”的原则，在8月初恢复在低风险地区的疫苗接种。

##### 日常生活
7月21日起，南京市中高风险地区及实施封闭、封控管理区域内的各类公共场所，非必要营业的一律关闭，其他区域室内公共场所实行预约、错峰、测温、验码、佩戴口罩等防控措施，密闭娱乐场所暂停营业。同日起，鼓楼医院门诊部暂停开诊，7月28日恢复。
受疫情影响，张云雷7月24日南京演唱会、硬糖少女303 7月31日“了不起的女孩”周年演唱会、蔡徐坤“迷”2021巡回演唱会-南京站宣布延期。
7月26日，南京市新冠肺炎疫情联防联控指挥部社会和社区防控组发布通告，全市所有小区及自然村全面实行出入严格管控，快递、外卖人员一律不得进入小区。通告还说，小区一旦发生确诊病例，所在单元居民一律实施集中隔离；封闭区域内人员足不出户，封控地区人员只进不出。同日起，江北新区各文化馆、展览馆、博物馆、图书馆、图书阅读空间和体育馆等各类公共服务场馆暂停开放；营业性演出场所、网吧、影剧院、歌舞娱乐场所、游戏游艺娱乐场所、游泳场所、健身经营场所、景区等各类公共场所暂停营业；暂停一切聚集性演艺活动；所有旅行社暂停一切组织来宁、离宁旅游业务。
7月27日，南京发布《关于进一步严格疫情防控工作的通告（第6号）》，要求线下节庆和大型会议、联欢、体育比赛等活动非必要不举办；减少堂食，严格控制聚餐人数，鼓励采用到店自取、外卖订餐；暂停KTV、电影院、健身房、室内游泳馆、酒吧、洗浴场所、麻将馆、棋牌室等密闭场所营业，暂停培训机构（含托管）线下服务；全市零售药店暂停向市民销售（含网络销售）退热、止咳、抗病毒和抗生素等药品。同日18时起，禄口街道加强围合区域管控。
7月28日，南京市民政局决定从7月29日0时起，暂停全市殡仪馆治丧守灵、遗体告别、骨灰祭祀等殡葬服务；暂停全市经营性公墓、公益性公墓安葬、并穴等业务。
7月30日，南京市江宁区新冠肺炎疫情联防联控工作指挥部发布《关于进一步从严从紧从细做好当前社会面疫情防控工作的通告》。通告说，江宁区严格大型活动管理，暂停开展线下节庆和50人以上会议、联欢、体育比赛等活动。倡导喜事缓办、丧事简办；全区暂停堂食；高风险地区停工、停产、停课，其他区域严格企事业单位疫情防控；全区各类诊所、门诊部以及口腔类民营医疗机构停诊。暂停口腔科、眼科、耳鼻咽喉科、整形外科、集体健康体检等诊疗服务，公立医疗机构的口腔科、眼科、耳鼻咽喉科只保留急诊诊疗。
7月31日，南京市暂停开放全市所有景区，包括室外和室内部分。
8月1日，南京地区的门诊部（不含医院内部设置的门诊部）、诊所全部停诊，口腔科、眼科、耳鼻喉科、整形（美容）科等专科医院与综合医院内相关专科择期诊疗项目全部暂停，只保留必要的急诊诊疗。
8月4日，石湫街道毛家圩村正式解除封闭管理，成为此轮疫情以来南京首个解除封闭管理的小区。
随着南京部分地区调整为中高风险地区，中高风险地区的线上订单量出现增加的情况，而其他地区则与平时无异，蔬菜市场需求量较为平稳。
8月19日，禄口街道继续实施7天过渡期管理，江宁区禄口街道以外地区的商场、超市、农贸市场、批发市场等经营性场所，在严格落实测温、验苏康码、戴口罩、一米线等疫情防控措施的前提下有序恢复正常营业，餐饮场所（含提供就餐场所的食品销售单位）有序恢复堂食。
8月26日，南京市全域恢复常态化防控，旅游景区、健身运动场所的室外区域有序恢复开放，并严格实施限流、预约、错峰等措施。密闭场所（KTV、影剧院、健身房、室内游泳馆、酒吧、洗浴场所、麻将馆、棋牌室、网吧等）、旅游景区室内区域（含博物馆）、室内体育场馆等须待全省均为低风险地区以后，再有序开放。南京地区的门诊部、诊所全面恢复日常医疗服务。南京地区的口腔科、眼科、耳鼻喉科、整形（美容）科等专科医院与综合医院内相关专科择期诊疗项目全部恢复。零售药店恢复退热、止咳、抗病毒、抗生素等“四类药品”销售（含网络销售），对销售（含网络销售）上述药品实行实名信息登记制度，对购药人员开展流行病学史询问，对于有过疫情中高风险地区旅居史、有发热体征、接触过密接人员等情形的须立即登记报告。全面恢复疫苗第一针接种，加快推进第二针疫苗接种，开展12－17岁人群接种工作。
9月9日，在扬州最后一个中风险地区调整为低风险地区，全省全域均为低风险地区后，南京各大影院恢复营业。在恢复营业的前一天，多家影城开始为9日的场次排片，主要以停业期间的一些比较热映的影片为主。
9月13日，为推进疫后促消费回补，南京市商务局联合各大支付平台在中秋、国庆期间分三轮发放5000万元电子消费券，包括商场超市消费券、餐饮消费券和锦鲤消费券三种形式。

##### 学校教育
7月27日，南京市教育部门发出通知，要求学校8月20日之前不得开展高一新生军训，取消初一新生开学前的国防教育安排。
8月15日，南京市教育部门通报，全市中小学幼儿园暂缓9月1日开学返校，在全市全域转为低风险地区满21天后，分期分批次组织学生开学返校。9月1日起，中小学将开展线上学习指导。对于在南京的高校，9月15日前将不安排学生返校，可按秋季学期校历安排线上教学。在南京全市全域均转为低风险地区满21天后，可分期分批组织学生返校。技工院校参照执行。
9月4日，南京市公布中小学幼儿园2021年秋季学期开学日期，9月9日中学（含中等职业学校）学生开学返校；9月13日小学、幼儿园、特殊教育学校学生开学返校。

##### 交通应对
7月20日起，从南京禄口机场出港的旅客必须持有48小时核酸检测阴性证明。翌日，南京市新型冠状病毒肺炎疫情防控工作指挥部发布通告，离宁人员需持有48小时内核酸检测阴性证明，但对于频繁进出查验点的人员可以到社区或单位开具有效证明，凭有效证明和健康码绿码通过查验点。南京地铁S1号线全线暂停运营，S7号线、S9号线翔宇路南站、禄口机场站、空港江宁站、铜山站实行封闭，运营区间缩短；江宁汽车客运站及班线实行暂停运营。进出江宁区封控区域禄口街道、溧水区中风险地区的公交线路和片区内运行的公交线路暂停运营。南京禄口与铜山进出的县道、乡道与村道全部临时封闭。南京禄口国际机场进出港航班大面积取消。7月24日起，S7、S9号线全线暂停运营。
7月22日起，南京站南广场、南京南站北广场处开辟核酸检测临时采样点，没有准备48小时以内核酸检测阴性证明的旅客可以免费进行检测，惟自7月30日起为响应“非必要不离宁”号召，停止现场检测服务。7月25日7时起，南京设置核酸检测公路查验点。
7月26日首班车起，南京公交全面实施乘客凭本人“健康码”绿码乘坐公共汽车政策。同日，南京市新冠疫情联防联控工作指挥部交通管控组发布通告，自7月27日零时起，南京汽车客运站等全市8个长途客运站暂停运营（江宁汽车客运站21日已暂停运营），暂停全市旅游包车业务，全市19条毗邻公交线缩线至市域内运营，全市出租汽车（含网约车）不得离开南京并按要求严格落实好相关防控措施。
7月30日，南京市疫情防控新闻发布会上发布消息，南京禄口国际机场已先后暂停国内航线运营和国际航线运营，关闭最早的是国内航线，停飞于7月23日，国际航班7月28日停飞。
7月31日，南京市新冠肺炎疫情防控新闻发布会上宣布，南京市相关部门已制定南京禄口国际机场总体消杀方案，准备用10天时间对机场进行全面消毒，同时正在制定机场工作人员居住地及环境的消杀方案，进行终末消毒。
8月1日，南京市交通运输局副局长郑春发表示，江宁区共暂停116条镇村公交线路，截至7月31日全市暂停201条公交线路，主要是在江南三区，调整途经中高风险区及其周边线路30余条，城区也因为有一些中风险地区，周边的线路也进行了跳站运营。公交司机如发现红码乘客将报警或者通知公司人员按照规定处置。
8月3日起，南京地铁1号线、3号线、S8号线部分区段暂停运营，其中S8号线沈桥站至金牛湖站区段为第二次因疫情暂停运营。
8月8日起，南京市对巡游出租汽车、网约车驾驶员推行常态化核酸检测制度，营运驾驶员每3天须完成一次全员核酸检测，网约车司机未按规定完成核酸检测将被封禁。
8月18日下午，有媒体发现多家航空公司开售19日南京至青岛，南京至厦门等地往返机票，引来外界猜测禄口机场将恢复运营。但在当晚，下午开售的航班已全部取消，禄口机场也未收到关于复航的明确要求。国际航班方面，此前韩亚航空在其官方微博上表示，应疫情防控要求，南京机场拟大规模设施重建、改造，短期国际客货运航班暂停运营，预计改造和重建期间的三个月都无法保障国际航班。
8月19日，南京市交通运输局副局长郑春发在新闻发布会上介绍，南京自8月20日起有序恢复全市公共交通和客运服务。南京地铁1号线、3号线自8月20日起恢复全线运行，S1、S7、S9号线自8月26日起恢复运行。江宁区开往主城区的24条公交线路也将恢复，19条跨市毗邻公交线也将根据邻近城市疫情形势逐步恢复。南京汽车客运站、客运南站、客运东站等9个车站，将于8月26日起恢复市内班线运行。南京相关的省际、市际班线（除中高风险地区所在设区市以外）将根据对开城市疫情防控要求，自8月26日起逐步恢复；市内旅游包车业务将恢复，跨市旅游包车业务则将根据目的地城市疫情防控要求逐步恢复。
8月20日起，上海铁路局恢复开行多趟旅客列车，包括多趟涉及南京的车次。此前因疫情原因，部分旅客列车停运。
8月22日，南京市新型冠状病毒肺炎疫情联防联控工作指挥部发布关于调整离宁抵宁人员健康管理措施的通告，自23日起离宁人员无需出示核酸检测证明。
8月26日上午，南京禄口机场至青岛胶东机场航班MU2923起飞，该航班成为自7月23日南京禄口机场因疫情停航以来，首个恢复客运的航班。同日起，南京市继续保留30处环苏公路离宁查验点和39处入宁查验点，对中高风险地区的来宁和离苏车辆及驾乘人员进行查验管控，14个高速公路收费站出入口继续实施管控；继续做好7处水路查验点的进港查验、过境管控和锚地管控。
8月27日，南京禄口机场发布消息称，对因疫情影响长期停放在禄口机场停车场的旅客车辆实行免收停车费用的政策，期限自7月20日至8月31日止。
9月10日起，南京地铁S8号线恢复全线运营，全路网恢复正常运行。

##### 处置违法犯罪
7月31日，南京市公安局通报，南京公安机关依法立案查处3起妨害传染病防治案件。3人分别先后协助多名无“48小时内核酸检测阴性证明”人员逃避离宁查验点检查并离开南京，涉嫌妨害传染病防治罪依法刑事拘留。
8月4日，南京市公安局常务副局长王秉德表示，此次疫情发生后，南京公安机关共查处各类涉疫案件37起，依法处理各类人员39人。其中刑事拘留3人、取保候审10人，行政拘留8人、罚款警告11人，批评教育7人。
8月11日，南京市公安局通报，南京公安机关共查处11起冒用他人48小时内核酸检测阴性证明离宁的案件，上述案件中的违法行为人均被公安机关依法给予行政处罚。
针对本轮疫情航空器消毒保洁不到位的问题，江苏省公安厅在2021年8月9日指定管辖镇江市公安局润州分局，对涉事公司以涉嫌妨害传染病防治罪立案侦查，并对相关责任人员采取指定居所监视居住和取保候审措施。9月16日，江苏省、镇江市、润州区三级检察机关成立联合办案团队，启动一体化办案机制，同步派员开展提前介入工作。11月22日，侦查机关以妨害传染病防治罪提请批准逮捕六名犯罪嫌疑人。12月11日，镇江市润州区人民检察院依法对缪某某等5人批准逮捕，对因身体状况不适宜羁押的犯罪嫌疑人张某某作出不批准逮捕决定。

##### 其他
8月21日，南京市人民政府出台《关于应对疫情影响支持企业稳定发展的若干举措》，对受疫情影响的企业予以支持。

#### 淮安市
7月29日起，淮安市洪泽区实施封闭管理，关闭所有离洪通道。洪泽周边县区在与洪泽区交界路段设置管控点，对所有离洪车辆及人员实施劝返。洪泽汽车客运站暂停运营，暂停洪泽区旅游包车业务，暂停全市开往洪泽区的道路客运班线。同日，洪泽区决定在城区范围内开展全员核酸检测。
7月30日，洪泽区高良涧街道洪泽园三村宏盛家园十栋、高良涧街道崔朱社区泽地华城12栋、高良涧街道王庄村13组胡桑田庄台风险等级调整为中风险。
8月1日凌晨，淮安市发布通知，建议市民非必要不离淮，离淮需持72小时内核酸检测阴性证明。原则上全市各旅行社不组团出淮，也不接待外地旅行团来淮旅游，严禁组团到中高风险地区出游。出租车（网约车）不得出淮载客营运。全市学校、养老院、精神病院、福利院、护理院等重点场所实行封闭管理；暂停麻将馆、棋牌室、美容院、足浴店、浴室、保健按摩店、歌舞厅、电影院、健身房、室内游泳馆、酒吧、网吧、游戏游艺娱乐厅、室内密闭宗教场所等运营。博物馆、图书馆等公共文化场所、旅游景区景点落实限流措施，原则上不得超过核定人数的50%；暂停培训机构（含托管班、兴趣班）线下服务；暂停演唱会、音乐会、体育赛事、庙会等公众聚集性活动；暂停举办线下会议、庆典、展会、促销、讲座、培训、招聘等人群聚集性活动，提倡采取视频等线上形式举行；全市零售药店暂停向市民销售（含网络销售）退热、止咳、抗病毒和抗生素“四类药品”。
8月10日，淮安市发布通知，确需离淮的要向所在单位和社区（村）报备，提供的核酸检测阴性证明由72小时以内缩短至48小时以内。
8月16日，淮安市6个中风险地区调整为低风险地区，解除封闭，继续实施7天过渡期管理。淮安市中风险地区清零。

#### 其他城市

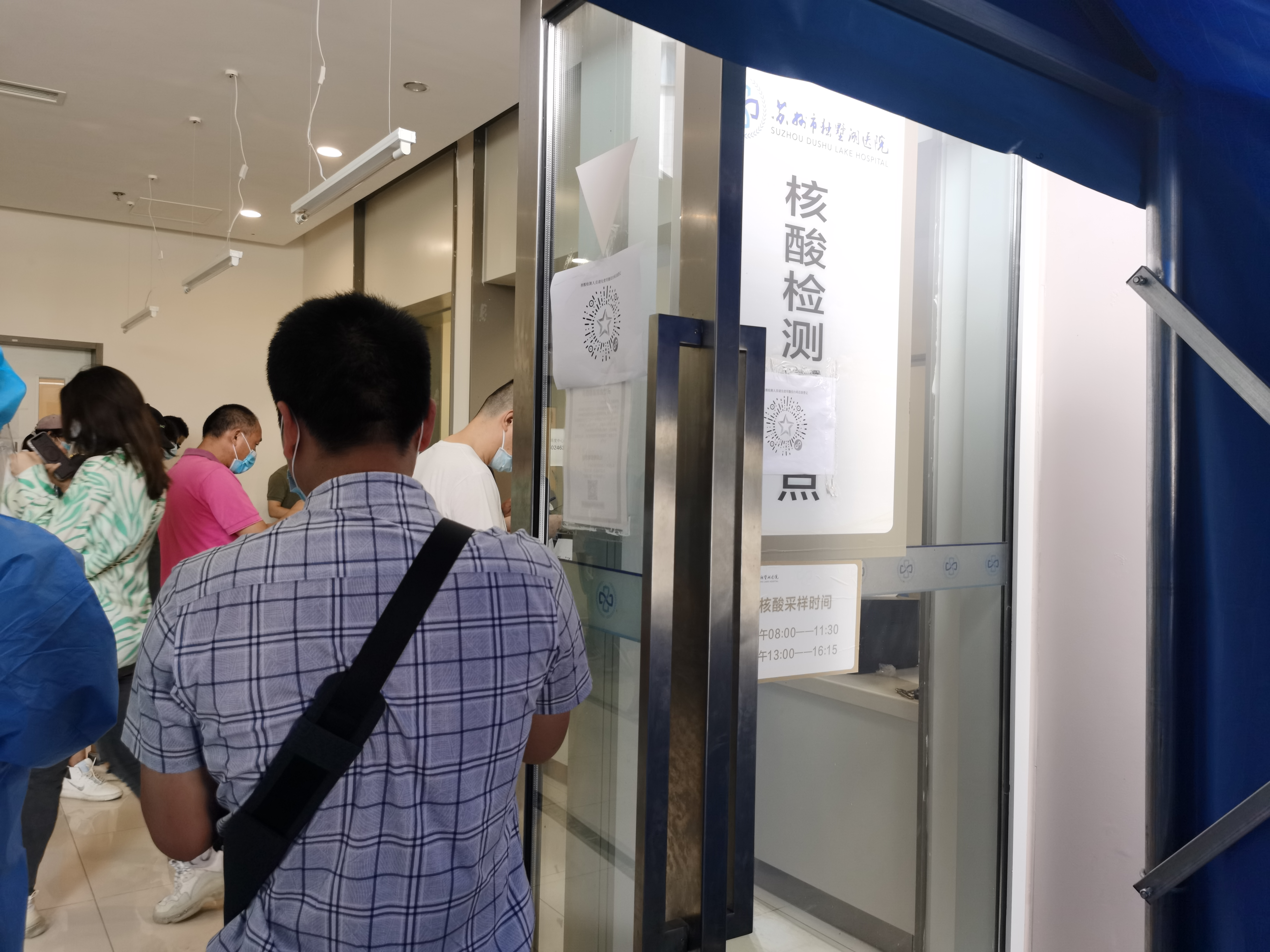
7月22日，苏州市独墅湖医院对近期有南京市停留史的人员进行核酸检测

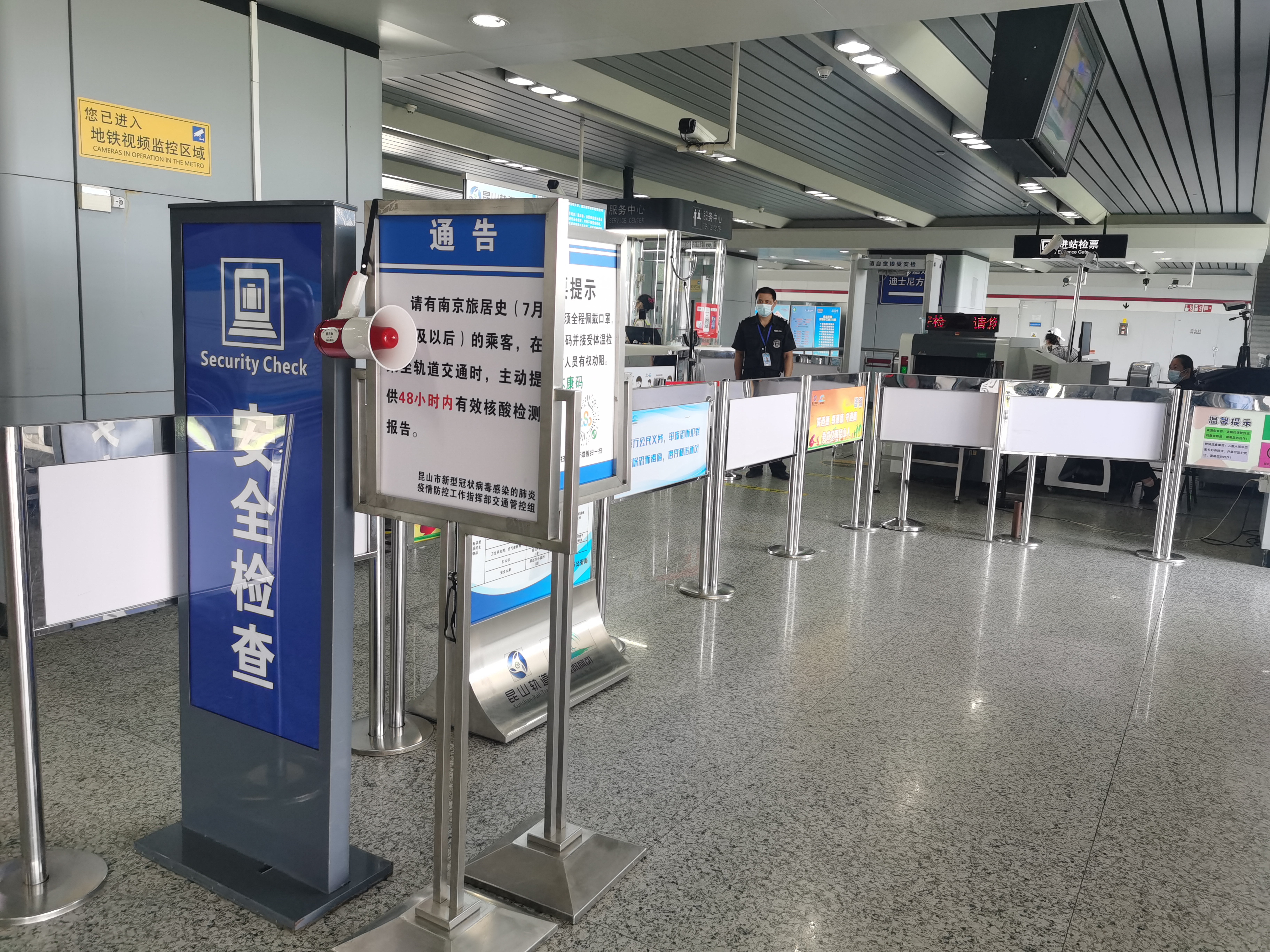
上海轨道交通11号线花桥站的通告，要求对7月10日以后有南京旅居史的乘客主动提供48小时内的核酸检测阴性证明

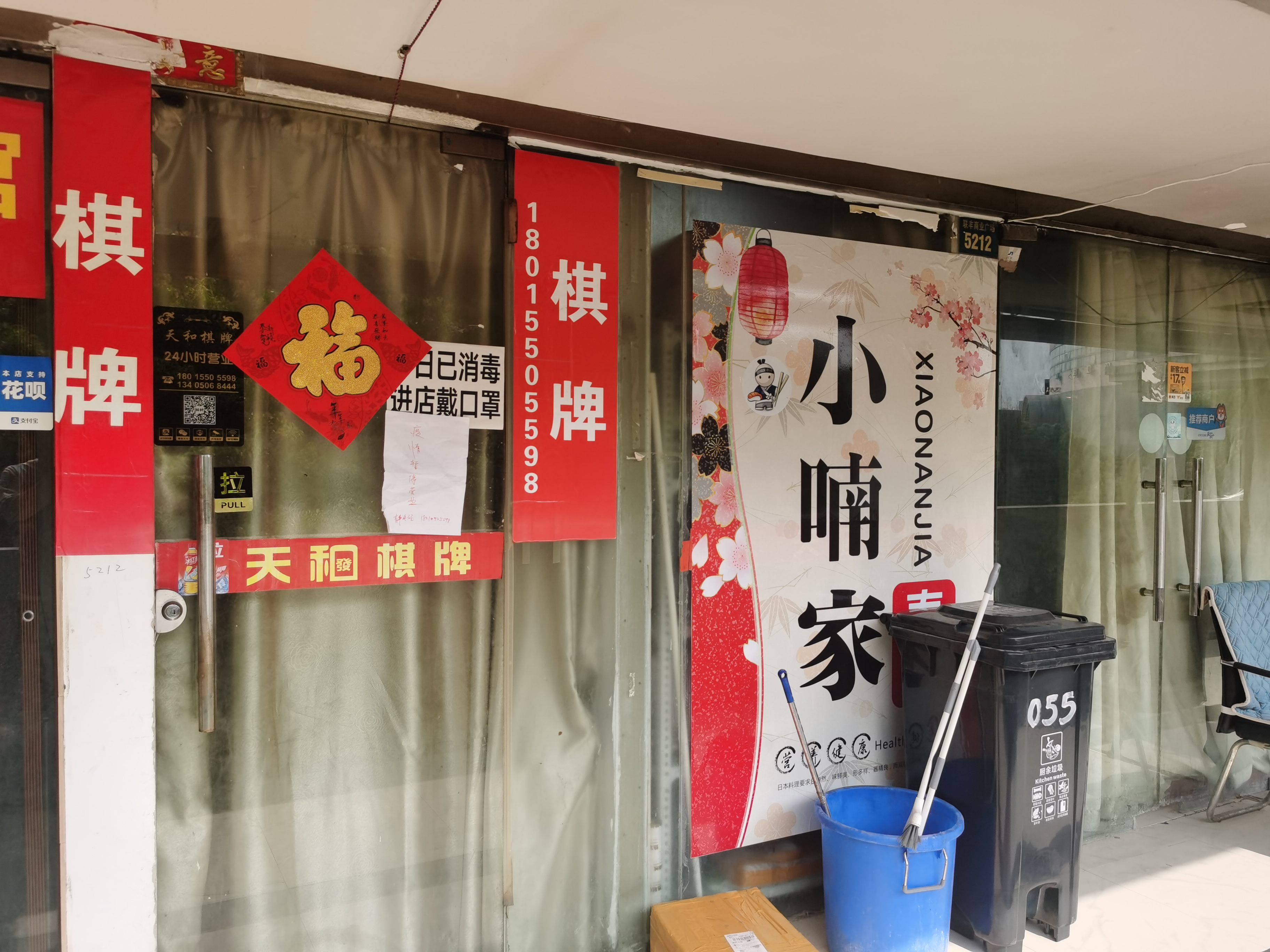
苏州市的一间棋牌室，在此轮疫情爆发后暂时关闭

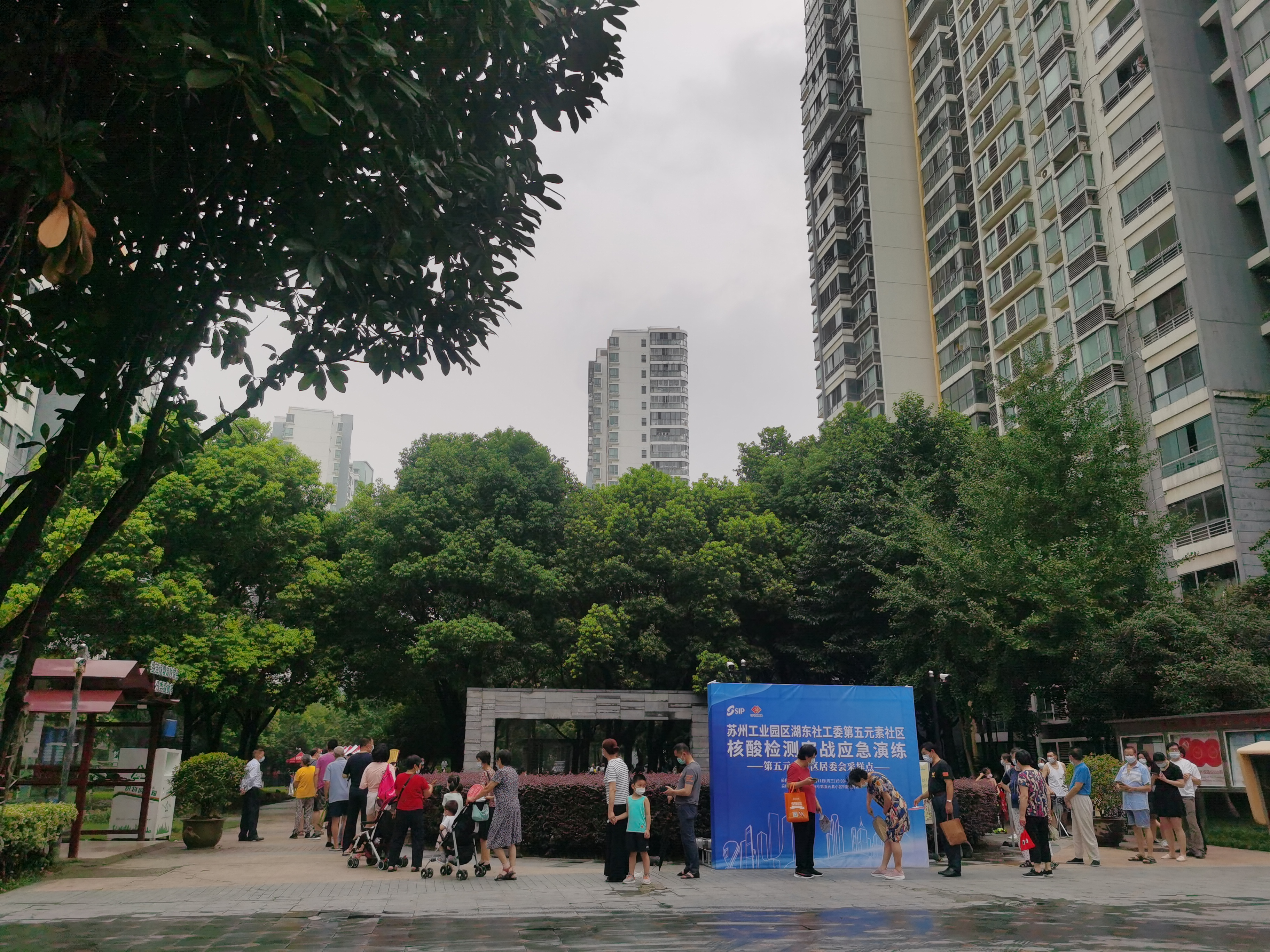
8月11日，苏州工业园区第五元素小区举行核酸检测应急演练

随着本轮本土疫情的出现，江苏省内其他城市开始排查有南京市停留史的人员。例如，苏州市于7月21日发布通告，对7月6日以来有南京市中高风险地区旅居史的人员，与确诊病例（含无症状感染者）有轨迹交叉的人员开展核酸检测，并落实14天（自离开中、高风险地区之日起）的隔离医学观察；有南京禄口国际机场经停史和有南京市旅居史的所有人员，要主动向社区报备，并立即开展核酸检测；仍在苏州市旅居的，必须在进入苏州市72小时之内再进行一次核酸检测（两次核酸检测时间间隔24小时以上）。无锡站则在出站口设立核酸检测点，所有接受核酸检测的人员需填写《无锡火车站防控管理信息登记表》，登记个人信息和14天行程轨迹，签署一份个人承诺书。
7月20日，苏南硕放国际机场启动排查工作，对机场范围内3000余名工作人员进行核酸检测。截至21日，硕放机场工作人员疫苗接种率达95.7%，机场一线岗位工作人员和重点航班保障岗位接种率100%。
7月26日，宿迁市新增南京输入病例住所泗阳县众兴街道西湖社区中华商城小区疫情风险等级定为中风险。
7月28日，常熟市常福街道一女子因有南京旅居史，被要求配合核酸检测，随即遭到拒绝，甚至关机拒接电话。在微信沟通的过程中，该女子直接屏蔽疫情防控管理相关信息，并将社区工作人员拉入黑名单。该女子因不服从疫情防控管理，违反人民政府在紧急状态下依法发布的决定、命令，按照法定情形被常熟警方依法给予治安处罚，罚款200元人民币。
7月29日起，江苏省内除南京市、扬州市外的地级市要求中高风险地区所在地级市低风险地区返回人员，须持有72小时内核酸检测阴性证明或能出示包括72小时内核酸检测阴性证明的健康码。同日，建湖县三人因隐瞒禄口机场和张家界停留史，且未主动采取隔离措施，被公安机关依法处以警告和行政拘留。
7月31日，苏州市新冠肺炎疫情防控指挥部发布通告，全市棋牌室、麻将室一律暂停开放，娱乐场所、经营性服务场所按50%限流。无锡市、南通市、连云港市海州区亦发布类似通告。
8月1日，苏州全市校外培训机构线下培训活动全面暂停。
8月2日起，位于昆山市境内的上海轨道交通11号线昆山段三座车站进站乘客须出示绿色健康码，对7月10日以后有南京旅居史的乘客，还被要求提供48小时内的核酸检测阴性证明。
8月2日起，江苏苏州、南通、连云港、淮安、镇江等多个城市开始开展大规模核酸检测应急演练。
8月3日8时30分起，连云港市临时关闭国道G15、G25收费站出口，共计10个。同日，江苏省公安厅党委副书记、常务副厅长尚建荣介绍，全省45371家棋牌室、麻将馆已全部暂停营业，已审批的拟于8月份举办的 19 场大型活动已全部取消或延期，文娱场所、线下培训机构已分别采取暂停营业措施。

### 江苏省外中国大陆其他地区
随着該轮本土疫情的出现，中国大陆多地已发出通知，建议民众如非必要不前往南京，并要求对近期有南京市停留史（或中风险地区及禄口机场停留史）的人员向所在基层群众自治组织报告，配合当地公布的防控措施。在此次疫情间接发生的张家界疫情暴发后，各地陆续发布管控要求，近日有张家界市停留史特别是在“魅力湘西”剧场观看过演出的人员要主动向当地社区或疾控机构报告，也有一些地方对有其他中风险地区所在市停留史（如成都市、常德市等）的人员提出防疫要求。随着此轮疫情在全国各地蔓延，中国大陆多地已发布紧急通知，建议民众非必要不出省、不离市，或降低出行频率。

#### 四川省
7月24日，绵阳市新增省外输入确诊病例所在住所涪城区吴家镇惠科路1号厂区调整为中风险地区。7月28日17时，成都市青羊区光华街道优品道曦岸和高新区石羊街道都城雅颂居升级为中风险地区。7月29日，宜宾市南溪区南溪街道江景郦城小区1栋升级为中风险地区。截止7月29日上午9:44，天府机场共取消航班176架次，取消率64%。7月31日，泸州市江阳区黄舣镇裕兴路4号厂区办公宿舍楼划定为中风险地区。8月14日，四川省全域均为低风险地区，中风险地区清零。

#### 安徽省
7月25日晚起，芜湖市城区组织开展全员核酸检测。7月29日，芜湖市决定设立疫情防控查验点，对能够提供48小时核酸检测阴性证明或安康码绿码的，可通行；不能提供48小时内核酸检测阴性证明或安康码为黄码、红码的，外地车辆实行劝返，本地车辆人员或驾驶外地牌照本地人员现场立即采样核酸检测，结果未出前健康观察（黄码居家观察，红码集中隔离），并不得流动。

#### 辽宁省
7月25日，沈阳市大东区珠林路50-15号楼调整为中风险地区。同日晚上6时起，进入沈阳站、沈阳北站、沈阳南站的旅客须凭辽事通健康码或通信大数据行程卡（绿色）进站乘车。
7月29日，大连市甘井子区泉水街道A4区27号楼调整为中风险地区。
8月10日0时起，大连市甘井子区泉水街道A4区27号楼调整为低风险地区，辽宁省中风险地区清零。

#### 湖南省
7月17日，有3名游客在南京禄口机场短暂停留，当晚进入张家界市，在张家界市旅游到7月23日后抵达湘西州凤凰县，7月24日离开湖南省。这3名游客在张家界市传播给當地导游以及北京市、成都市等地游客。成都市游客7月24日在常德市一封闭游船上再次传播给众多同乘者。7月28日，“魅力湘西”文化广场官方发布《关于魅力湘西疫情防控情况通告》，因7月26日诊断的大连市3例无症状感染者、7月27日诊断的大连市1例无症状感染者等病例在时间和空间上有轨迹交集，共同指向张家界7月22日晚的魅力湘西剧场，经评估，7月22日晚第一场（18:00-19:00）所有观众属于高风险人群。张家界景区员工均已进行核酸检测，核酸检测显示为阴性。根据《通告》显示，7月28日至8月3日《魅力湘西》剧场暂停演出一周，而张家界景区仍然正常营业。湖南省疾病预防控制中心同日发布紧急提醒，称自7月17日以来有张家界市旅居史的人员，尤其是与以上感染者活动轨迹有交集人员，要主动向所在社区、单位、酒店报备，配合当地尽快落实核酸检测、隔离管控、健康监测等各项防控措施。湖南省文旅厅27日、28日连发两条通知，要求严格落实严密的防控措施。各地旅游等级景区、图书馆、博物馆、文化馆、互联网上网服务场所、演出娱乐场所、星级旅游饭店等人员密集型场所，在落实预约游览消费、实名登记、配戴口罩、测量体温、验健康码和行程码等常态化防控措施外，还需查验疫苗接种情况，并于醒目地点张贴提示。
7月28日，张家界市下发《关于全市演艺场所暂停营业的通知》，包括魅力湘西、张家界千古情等在内的全市6家演艺场所、1家市级博物馆、21家旅游购物场所全部暂停营业。29日，全市范围内的电影院、私人影院、剧院等人员聚集密闭场所全部有序关停。同日，张家界市疫情防控专题新闻发布会上透露，全市旅游景点30日起关闭。张家界市内仍有754个旅行团共1.19万人尚未离市，已逐个劝返旅行人员。对计划近期赴张家界市的旅客和游客，将劝其暂缓或延期进入。针对因疫情导致退团退费问题，张家界市旅游协会成立调解委员会，负责妥善处理相关游客的退团退费问题。全市也将组织开展全员核酸检测。29日，湖南机场集团发布消息称，要求下属单位对7月17日以来张家界、7月23日以来常德和怀化、7月25日以来湘西以及7月27日以来成都天府机场旅居史和接触史人员进行排查，有以上情况的工作人员全部暂不返岗。各单位原则上不允许员工及家属外出或途经中高风险地区，张家界机场、常德机场、怀化机场的员工及家属禁止外出或前往社会公共区域、不得与社会人群接触或在社会酒店用餐；同时省内各机场要停止交流活动；不提倡员工及家属外出旅游。
7月30日，所有在株洲、在常德人员非必要不离开株洲、常德，确需离开的须持24或48小时内核酸检测阴性证明。株洲市、常德市所有旅游景点、景区、游乐场所、室内密闭娱乐场所、电影院、宗教场所等人员聚集性场所暂停开放。因株洲2名无症状感染者曾自驾到长沙湘江欢乐城游玩，该景区宣布暂停开放。张家界市新冠肺炎疫情防控工作指挥部宣布将武陵源区军地坪街道、永定区永定街道等11个办事处调整为中风险地区。同日下午起，张家界所有居民小区实施封闭管理。湘西州古丈县默戎镇墨戎苗寨、吉首市峒河街道办事处五里牌社区公租房小区划定为中风险地区。
7月31日，长沙市天心区赤岭路街道乾城嘉园、宁乡市城郊街道馨宁新村小区、宁乡市城郊街道未来方舟小区2号栋的风险等级调整为中风险地区。截至当日15时，湖南省共有21个中风险地区，分别位于长沙、株洲、张家界、益阳和湘西自治州。长沙各中风险地区均在有序开展全员核酸检测工作。同日，长沙市所有中小学校、幼儿园、校外培训机构暂停一切线下教育教学、外出考察及培训，含幼儿园托管班、中小学暑托班、高三自习班、复读学校补习班、培训机构各类培训及考试等。
8月1日，张家界市新冠肺炎疫情防控工作指挥部制定《张家界市社区（村）疫情防控十项工作制度》，其中要求各小区原则上只保留一个出入口，必须保证所有出入口至少配备两名以上值班人员，24小时值班值守。同日15时起，张家界实行交通管制，除疫情防控工作用车、运送疫情防控物资车辆、运送急救病人车辆、消防救援车辆外，其他所有车辆不得上道路行驶。常德市桃花源旅游管理区新型冠状病毒肺炎疫情防控指挥部发布通告指出，在7月25日、26日、27日观看9场《湘遇·桃花源》演出的777名观众属于高风险人群。株洲市主城区（含天元区、荷塘区、石峰区、芦淞区、云龙示范区）内除从事疫情防控、应急管理、企业生产、工程项目建设、医疗保障、商场、超市、宾馆酒店、服务窗口及有关紧急公务的人员外，其他市民一律居家休息3天，不得外出串门活动。8月3日，张家界境内所有人员不得离开张家界。
8月3日，张家界市纪委发布《关于对新冠肺炎疫情防控工作中履职不力公职人员追责问责情况的通报》，当地20名公职人员被追责问责，范围涉及永定区政府、张家界市人民医院古庸路院区、武陵源区文化旅游广电体育相关人员。
8月4日，株洲市石峰区时代路时代雅园8栋、石峰区翰林府1期和3期、荷塘区桂花街道阳光里社区东部美的城23栋划定为中风险地区。张家界市官黎坪街道黄金塔社区列为高风险地区。
8月13日，首批离开张家界的440名滞留游客，在隔离酒店集中隔离满14天后返程，之后符合解除隔离条件且自愿返程的游客将陆续返程。
8月25日8时，张家界最后6个中风险地区调整为低风险地区，全市交通卡口撤除，有序恢复公共交通，张家界实现全域解封。张家界部分景区恢复开放。
9月22日，因此次疫情而暂停演出的《魅力湘西》恢复演出，恢复后执行网上实名购票、预约限流、观众间隔就座等措施。

#### 山东省
8月3日，烟台市将经济技术开发区3个区域风险等级调整为中风险，并从3日起在该市芝罘区、莱山区、福山区、开发区、高新区启动全员核酸检测。同日，因莱山区政府主要负责人、分管负责人，以及黄海路街道负责人，抓疫情防控工作履责不力，经中共烟台市委研究，免去莱山区区长、分管副区长职务；莱山区委研究免去黄海路街道党工委主要负责人职务。
8月18日18时起，烟台经济技术开发区3个区域风险等级由中风险调整为低风险，烟台中风险地区清零。

#### 湖北省

##### 武汉市
8月2日下午，武汉经开区新冠肺炎疫情防控指挥部于14:17在新浪微博发布情况通告，8月1日晚上，武汉经开区在对淮安某旅游团重点区域驻留人员排查中，发现沌口街一工地外来务工人员唐某，曾于7月27日在荆州高铁站候车时，与淮安某旅游团的活动轨迹存在交集。8月2日上午，唐某及与其密接的6名人员核酸检测阳性。目前，武汉经开区已将唐某等7人送往定点医院，进行进一步诊断治疗，并严格按照有关流程，对相关场所、小区和人员采取封闭管理以及环境消杀，开展流行病学调查、核酸检测等相关处置措施。请广大市民进一步增强个人防护意识，科学佩戴口罩、勤洗手、常通风、保持1米线以上安全距离，不扎堆不聚集。
8月3日上午，湖北省召开新闻发布会。目前，湖北省累计报告6例确诊病例。6例患者均在定点医院救治，目前没有重症病例发生。武汉启动全市全员核酸检测。武汉经开区沌口街道划定为中风险地区。中风险地区实行封闭管理，实行“只进不出，严禁聚集”管理措施。原则上每户限一人在指定时间外出购置保障物资。所有车辆一律从严管控，除医疗救护车辆、抗疫工作车辆、运输医疗救护物资和居民生活必需品的车辆，消防、抢险、环卫、警车等特种车辆之外，其他车辆一律禁止通行。武汉地铁3号线、6号线沌口街区范围内部分站点出入口暂时关闭，沌阳大道站A、B口，东风公司站A口，体育中心站A、B口关闭；车城东路站、江城大道站、老关村站封站，不进行开门乘降作业。
8月26日，武汉市江夏区纸坊街郭岭里小区由中风险地区调整为低风险地区，武汉全域均为低风险地区，中风险地区清零。

##### 其他地州
7月31日，黄冈市红安县永佳河镇划定为中风险地区。8月2日，荆州市沙市区塔桥路以东、江津中路以北、工农路以西、东岳东路以南围合区（沙市区政府和荆州理工职业学院除外）划定为中风险地区。8月5日，荆门市掇刀区兴隆街道划定为中风险地区。

#### 陕西省
7月28日，陕西省将在7月17日至27日曾有过湖南省张家界、凤凰古城、贵州铜仁机场等地旅居史的人员列为高风险人群。

#### 北京市
7月29日，昌平区连夜封控管理北京市新增确诊病例居住的小区龙跃苑二区及周边9个小区，约4.1万人，全部按要求落实管控措施。北京市疾病预防控制中心副主任庞星火表示，确诊病例所在街道和单位人员原则上不允许出京，如需出京，须持“健康宝”绿码和48小时内核酸检测阴性证明。8月1日，房山区委常委、区政府常务副区长、区政府新闻发言人吕晨飞介绍，接到阳性报告后，房山区迅速反应，对病例居住小区及同行家属居住小区进行封控。北京市随后升级首都国际机场、大兴国际机场防控措施，提升进京管控等级，严控中高风险地区人员进京，对出现病例地区的人员限制进京，暂停来京航班、列车、客车班线。
8月4日，北京市将昌平区龙泽园街道龙跃苑二区、房山区阎村镇乐活家园社区定为中风险地区。
8月23日起，房山区阎村镇乐活家园社区调整为低风险地区，北京市中高风险地区清零。

#### 上海市
由于抵达上海的列车大多数需经停涉疫重点地区南京，因此自7月24日起，上海各火车站恢复实施查验旅客健康码的措施。持黄码的旅客，现场志愿者会通知社区将旅客接走，并接受居家隔离14天；持红码的旅客，则志愿者会送该旅客至站区集中隔离点隔离14天。7月30日，浦东、虹桥机场对所有国内到达旅客在体温检测的基础上进行健康码查验，机场方面将根据查验结果予以放行或根据防疫政策安排后续处置。
7月29日，2021 ChinaJoy主办方发布公告，因应境内疫情变化，所有入场人员须在上海地区完成核酸检测，持7日内有效核酸检测阴性报告方可入场（同日晚又根据上海市防控最新要求调整为48小时内）。入场时需要提供个人健康码及行程码，双码为红色或黄色将无法入场。如行程码为绿色，但于前14天内到达或途径城市中包含“南京、德宏、沈阳、宿迁”等中高风险地区所在市的人员，也将无法入场。主办方表示，鉴于公告内容可能会对观众带来不便，观众可选择是否继续前往参观，票务方已开启退票通道。同时取消所有现场演出、赛事等舞台活动；取消场内场外礼品、纪念品发放等。
8月2日，上海书展暨“书香中国”上海周指导委员会办公室发布消息称，原定于8月11日至17日在上海展览中心及若干分会场举办的2021上海书展暨“书香中国”上海周因疫情影响将延期举办，此外上海其他展会亦受到疫情影响延期。同日起，上海在14个公交枢纽站，45条涉及车船码头、火车站和机场线路在起讫站安排对上车乘客进行测温，翌日扩大至96个公交枢纽站，228条线路。

#### 广东省

##### 中山市
7月22日，中山市疫情防控指挥部宣布，因应当地出现曾在南京停留的本土无症状感染者，自7月23日0时起，所有通过中山辖区内铁路、公路、客运码头等交通站场离开中山市的旅客需凭粤康码绿码，并持有48小时内核酸检测阴性证明。中山火炬高技术产业开发区范围内娱乐场所、室内文化体育场所、批发市场、培训机构、托管机构一律停业，餐饮场所暂停堂食，部分通道实施交通管制，重点区域人员足不出户。全市其他区域卡拉OK、电影院、健身房、室内游泳馆、酒吧、洗浴中心等密闭场所按接待能力的50%实行限流；餐饮场所提倡打包，堂食按接待能力的50%实行限流，每个包房不超过10人。7月22日起，中山对重点区域人群开展采样检测，并从7月23日启动全市全员核酸检测工作。
8月3日晚，中山市三乡镇、神湾镇、坦洲镇、五桂山街道宣布于8月4日启动大规模核酸检测。

##### 珠海市
7月26日，珠海市对新增无症状感染者活动场所香洲区吉大街道光大国际贸易中心、君悦来酒店、贵州歪菜馆、老川坊餐馆采取封闭管理；将香洲区吉大街道海滨南路以西、园林路以北、景乐路以东、吉星一巷以南、景园路以东、吉大路以南、光大国际贸易中心西北方向小巷至海滨南路（不含光大银行）所划定范围为封控区域；将香洲区海滨南路以西、景山路以东、九洲大道以北作为警戒区域；将香洲区全区作为监控区域，并于7月27日24时前完成一轮全市全员核酸检测。
8月3日，因珠海接报2名澳门居民核酸检测结果为阳性，珠海市新型冠状病毒肺炎疫情防控指挥部发布通告，要求珠海全市影院娱乐场所等暂停营业，并定于8月3日20时至8月4日24时开展一轮全员核酸检测。
8月4日，经珠澳联防联控机制协商决定，自当日6:00起，除保障珠澳两地正常生产生活的跨境货车司机外，经珠澳口岸出入境人员需持12小时内核酸检测阴性结果证明。自7月31日21时至8月7日21时从澳门入境珠海且不再返回澳门的人员，须进行“三天两检”核酸检测。同日中午12时起，通过珠海辖区内机场、城轨、汽车客运站等站场离珠出省的旅客，须出具“健康码”绿码及48小时内核酸检测阴性证明。

#### 新疆维吾尔自治区
从7月中下旬起，新疆开始对有南京旅居史的人员实施筛查，进入乌鲁木齐的人员需持核酸检测阴性报告证明，抵乌后集中隔离。另外，新疆部分地区的景区暂不接待有南京旅居史的旅客。

#### 海南省
8月3日，海南省新型冠状病毒肺炎疫情防控工作指挥部发布公告，在琼人员非必要不出岛。暂不举办300人及以上的会议、培训等聚集性活动。

#### 内蒙古自治区
8月5日，呼伦贝尔市海拉尔区报告1例确诊病例后，当地发布新冠肺炎疫情防控Ⅲ级预警至2021年底。

#### 江西省
8月10日，江西省丰城市一名教师建议江苏省扬州市不要嚴格防疫，應該试验“与病毒共存”，並認為试验結果可以為中國后期防疫提供借鉴，結果該教師被警方行拘15日。

### 香港特别行政区
2021年8月3日，因應澳門疫情發展，香港特区政府宣布所有抵港當天或之前14天曾逗留澳門的香港居民自4日起不能透過「回港易」計劃回港。翌日，因內地疫情不断变化，香港特区政府宣布，自8月5日零時起，除廣東省外從其他內地地區返港的香港居民，將暫時不能通過「回港易」計劃獲豁免檢疫。但相關新安排引来不少香港人批評，有內地媒體亦以港府即將更改的海外回港檢疫安排作比較，指海外地區风险更高。翌日晚，香港特区政府發稿指，從內地、澳門及台灣的抵港人士，如已完成疫苗接種，其強制檢疫期將可繼續按既定安排獲得縮短。在抵港當天及之前14天曾逗留在內地或澳門的已完成疫苗接種人士，只須接受7天家居強制檢疫，其後7天自行監察，在檢疫期間須在抵港第3天和第5天，以及完成檢疫後的抵港第9天、第12天、第16天和第19天接受強制檢測。
2021年9月7日，行政長官林鄭月娥表示，因应內地疫情穩定，「回港易」計劃於翌日零時起全面恢復，但来自內地中、高風險地區的人士则不适用。

### 新加坡
2021年8月2日晚上11点59分起，新加坡收紧对江苏省入境人员的边境管制措施，过去21天到过江苏省的新加坡公民、永久居民和长期准证持有人须在指定设施履行7天的居家通知，但持航空通行证的短期旅客则禁止入境。
8月30日晚上11时59分起，新加坡卫生部放宽对江苏省入境人员的边境管控措施，所有来新前21天内在江苏逗留的旅客，入境本地后无须履行七天居家通知，抵新时如核酸检测成阴性可如常活动；到过江苏的短期访客可申请航空通行证，自9月4日起可凭证入境。

## 相关问题

### 健康码混乱
南京本轮疫情爆发后，不少当地居民在没有经停禄口机场的情况下，个人健康码“苏康码”莫名由绿色变成黄色，甚至出现绿码黄码反复变化的情况，导致正常生活受到严重影响。有市民表示，在自己的“苏康码”变黄之后，始终未接到社区或者任何相关防疫部门通知要求居家隔离或者进行核酸检测，有大量的黄码和红码人员没有切实得到管理。为此，在7月25日，南京市紧急出台健康码转码操作办法。南京市紧急发布的操作办法指出，7月10日及以后，在禄口机场停留半小时以上并进入大厅，但未接触过机场内部公共设施的人员，一周内按规范做3次核酸检测（每2次间隔应超过24小时），结果若均为阴性，“苏康码”可转为绿码。另外在7月10日及以后，在禄口机场停留在半小时以内且未进入机场大厅的人员，做1次核酸检测后结果若为阴性可转为绿码。乘交通工具途经机场、未去过机场的，通过大数据筛查后可转为绿码。也有一部分从外地经由南京市禄口国际机场继续前往其他地区的旅客在到达目的地后健康码也发生变色，且由于各地健康码刷新不及时而造成短时间内颜色频繁变化；针对此问题，南京市紧急发布的操作办法也给出了类似的解决方案。。
8月1日，南京市鼓楼区进一步充实受理转码的工作席位，坐席从最初26个增加到50个，均是由志愿者组成。截至7月31日，鼓楼区转码总数突破1万人，工作效率已接近专班成立前的8倍，转码数从每天1000件、2000件，已经上升至4000余件，申报成功率从40%提高至85%以上。

### 防疫政策被批
自此轮疫情暴发以来，民间已对疫情造成一定的恐慌。针对禄口机场母公司，已被撤职的东部机场集团党委书记、董事长冯军，网民要求以“渎职罪或玩忽职守罪严惩”。在7月5日，冯军与南京市委书记韩立明在禄口机场专题调研涉外疫情防控工作，多维新闻报道此种调研被认为是“走过场的形式主义”。一些民众对于南京高官已经表达不满，认为“南京高官们人浮于事”，更有网民要求南京市卫健委副主任杨大锁下台。有声音认为，等疫情受控后，负责防疫抗疫的高官仕途恐不保，“必须有人对此负责”。对于南京当地的疫情防控，有南京民众在网络抱怨相关工作非常马虎，很可能导致交叉感染。不少网民呼吁希望南京好好防疫。北京师范大学政府管理研究院院长唐任伍接受《联合早报》采访时分析，江苏是仅次于广东的经济大省，作为省会的南京也是中国较发达的城市，但从对这次疫情的防控来看，城市治理水平依然存在严重不足，犯下许多不该犯的错误，“实在出人意料”。他说，南京防疫不力造成疫情向全国多地扩散，令旅游业和服务业再次遭受重击，相关部门领导难辞其咎，相信很快会有官员被问责。曾在南京大学任教多年的新闻传播学者杜骏飞则在个人微信公众号上撰文指出，比起在公文和新闻发布会等方面的瑕疵，真正值得批评的是防疫抗疫早期一些策略方针的错误，以及疫情暴发后制定的不科学管控措施。
7月28日13時，一微博網民「當時年少緋衣輕」發表批评南京防疫的言论，还诅咒南京市民称“不死一波不足以消恨”，后警方认为其言论是“傷害南京人民感情的不當言論”，造成惡劣社會影響，被警方以尋釁滋事刑事拘留。有网民认为“這事跟南京普通百姓有什麼關係”，也有网民认为处罚太重。
7月28日，南京玄武湖景区发布一则开园通知，限时开放室外区域，引发争议，其后景区官方微博将评论区关闭。直至7月31日，南京市文化和旅游局副局长王敏虹表示，截至7月28日晚，江宁、溧水、高淳等区相继关闭了辖区内所有文旅场所，全市仅有中山陵园风景区、玄武湖景区、夫子庙秦淮风光带和清凉山景区4家景区室外区域按最大承载量的50%限流开放。鉴于疫情形势严峻，根据国家文旅部有关要求，自当日起全市所有景区室外部分暂停开放。